# Westoverledingen

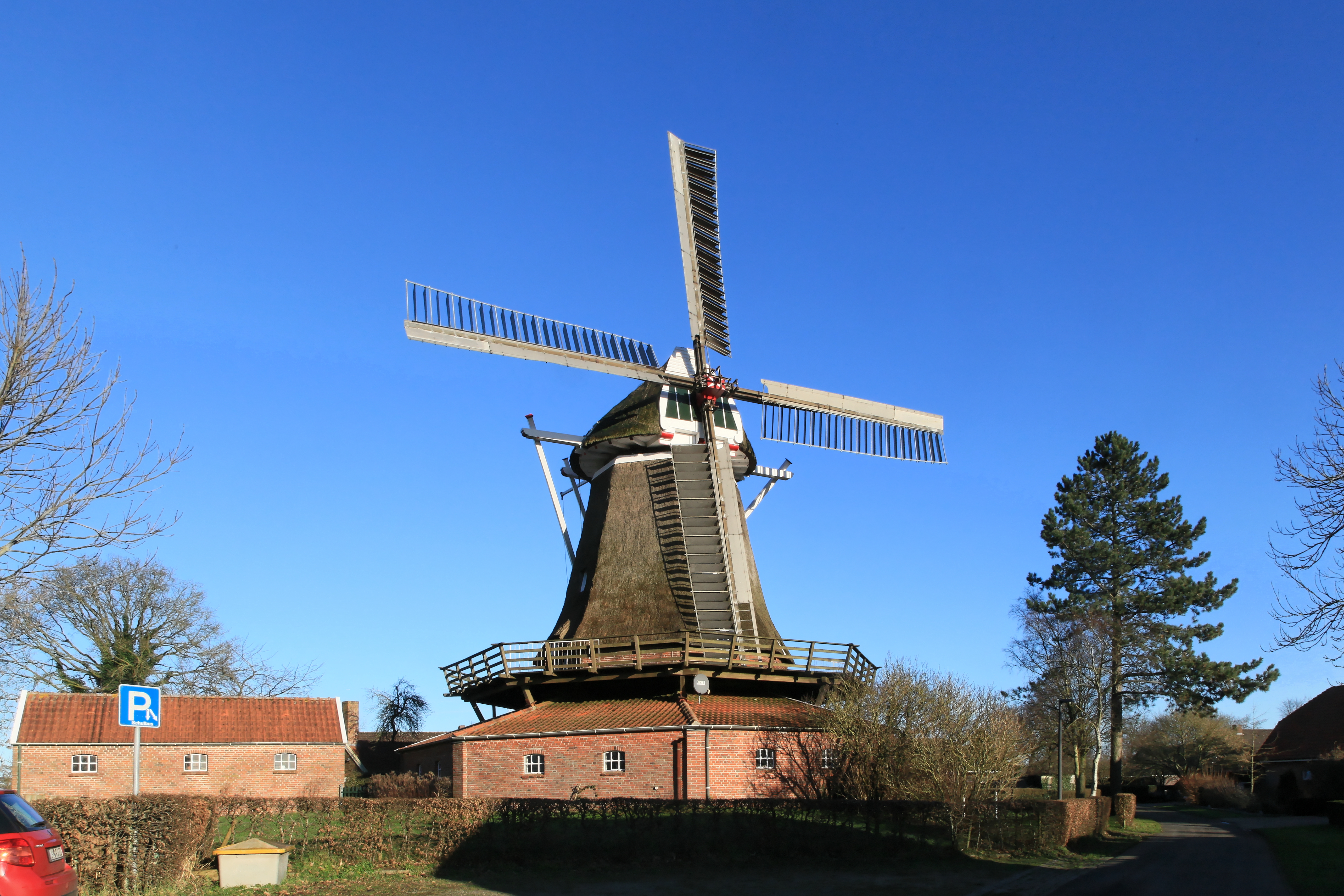
Mühlenensemble Mitling-Mark

Die Gemeinde Westoverledingen liegt im Landkreis Leer in Ostfriesland, im Nordwesten des bundesdeutschen Landes Niedersachsen. Sie bildet den westlichen Teil der mittelalterlichen friesischen Landesgemeinde Overledingerland und wird im Westen und Norden von Flüssen begrenzt: Im Westen von der Ems mit einer Uferlänge von knapp 18 Kilometern sowie im Norden von der Leda. Die Gemeinde ist zwischen der Kreisstadt Leer und der Stadt Papenburg im benachbarten Landkreis Emsland eingebettet.
Mit 21.108 Einwohnern ist Westoverledingen die sechstgrößte Kommune Ostfrieslands. Die Einwohner verteilen sich auf ungefähr 112 Quadratkilometer, damit ist die Gemeinde im Bundesvergleich dünn besiedelt, liegt jedoch über den ostfriesischen und niedersächsischen Vergleichswerten. Die Kommune, die im Zuge der niedersächsischen Gebietsreform am 1. Januar 1973 aus zwölf zuvor selbstständigen Gemeinden gebildet wurde, erfuhr seitdem eine stetige Zunahme der Einwohnerzahl um fast 5000.
Wirtschaftlich ist die Gemeinde von mittelständischen Betrieben geprägt, unter denen kaum Industriebetriebe zu finden sind. Die Landwirtschaft, insbesondere die Milchwirtschaft, spielt schon aufgrund des großen Flächenanteils eine wichtige Rolle. In geringem Umfang ist auch der Tourismus von Bedeutung, bleibt allerdings weit hinter den Übernachtungszahlen der Orte an der ostfriesischen Küste oder auf den ostfriesischen Inseln zurück. Westoverledingen ist in hohem Maße eine Auspendler-Gemeinde; die Arbeitsplätze der Einwohner liegen vor allem in den Nachbarstädten Leer und Papenburg.
Zum kulturellen Erbe gehören eine gotische und fünf romanische Kirchen. Die ältesten sind die Esklumer Kirche und die Reformierte Kirche in Ihrhove aus der Mitte des 13. Jahrhunderts. Daneben gibt es zwei historische Mühlen und eine Vielzahl historischer Häuser, vor allem Gulfhöfe.

## Geographie

### Lage und Ausdehnung

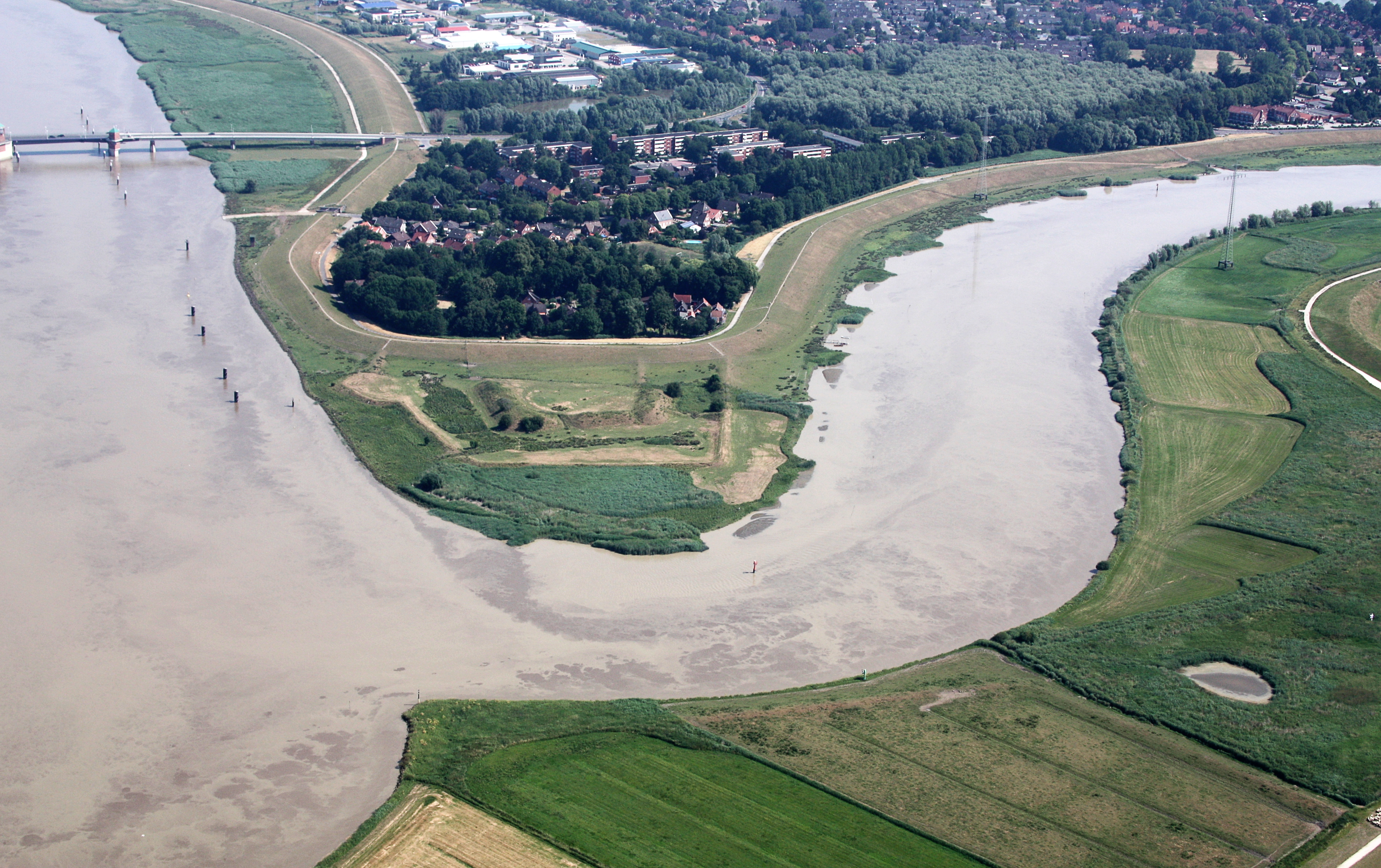
Mündung der Leda (rechts) in die Ems, Westoverledingen unten rechts

Westoverledingen liegt im Süden des Landkreises Leer in Ostfriesland und im äußersten Nordwesten des deutschen Bundeslandes Niedersachsen. Der Großteil des Gemeindegebietes befindet sich rechts der Ems, bei Coldam (Stadt Leer) liegen kleinere unbewohnte Flächen am anderen Ufer. Die Gemeinde grenzt an die Kreisstadt Leer und südlich an die Stadt Papenburg im Landkreis Emsland. Das Zentrum der Kreisstadt liegt ungefähr 7,5 Kilometer nördlich des Ortskerns des Hauptortes Ihrhove, das Papenburger Stadtzentrum rund 10,5 Kilometer südsüdwestlich. Ihrhove befindet sich auf halber Strecke zwischen den Großstädten Oldenburg und Groningen. Die nächstgelegene deutsche Großstadt Oldenburg liegt etwa 51 Kilometer in östlicher Richtung, das niederländische Groningen ist im Westen zirka 59 Kilometer entfernt. Zwischen der nördlichen Gemeindegrenze bei Esklum und der Grenze zu Papenburg bei Völlenerkönigsfehn im Süden liegen knapp 14 Kilometer, in Ost-West-Richtung beträgt die Ausdehnung zwischen der Grenze zum Rhauderfehntjer Ortsteil Rajen und der Ems beim Westoverledinger Dorf Mitling-Mark etwa 9,5 Kilometer. Die Nordgrenze Westoverledingens zur Kreisstadt Leer wird vom Flüsschen Leda gebildet. An der Nordwestspitze der Gemeinde, gegenüber dem Leeraner Stadtteil Leerort, mündet die Leda in die Ems.

### Geologie, Böden und Relief
Das Gemeindegebiet liegt im Übergangsbereich von Marsch, Geest und Moor und hat Anteil an diesen drei typischen Landschaftsformen des ostfriesischen Festlands. Die Oberflächen bilden Sedimente des Pleistozäns und des Holozäns. In den Geestgegenden im zentralen Teil des Gemeindegebiets liegt zum Teil auf den pleistozänen Ablagerungen Moorboden, ebenso wie die Marsch holozänen Ursprungs. Die Sedimente der ostfriesischen Geest bestehen aus während des Drenthe-Stadiums der Saale-Kaltzeit entstandenen Decksanden und Geschiebelehm. Jüngeren Datums sind die Flugsandflächen aus feinsandigem Material, das während der Weichsel-Kaltzeit in der breiten, weitgehend vegetationsfreien Talsandebene der Ems entstand und an die westlich gelegene Geest verblasen wurde.
Die Landschaftsformen Marsch, Geest und Moor in der Reihenfolge von West nach Ost verlaufen grob in Nord-Süd-Richtung. Im Westen ragt die Gemeinde in das Emstal hinein. Die Emsmarschen entlang der Ems von Papenburg bis Emden verzweigen sich bei Leer nach Osten in die Leda-Jümme-Niederung. Das dem Emsdeich streckenweise vorgelagerte Deichvorland wird extensiv bewirtschaftet oder vollständig der Natur überlassen. Daran schließen sich das Sietland und ein eiszeitlicher Grundmoränerücken an, der in Nord-Süd-Richtung die hohe, trockene Landbrücke der Geest zwischen weiten Moorgebieten im Osten und der Emsniederung im Westen bildet. Die Flusstäler der Leda und Jümme trennen den Geestrücken des Overledingerlandes vom Hauptkörper der Geest in Ostfriesland, dem Oldenburgisch-Ostfriesischen Geestrücken.

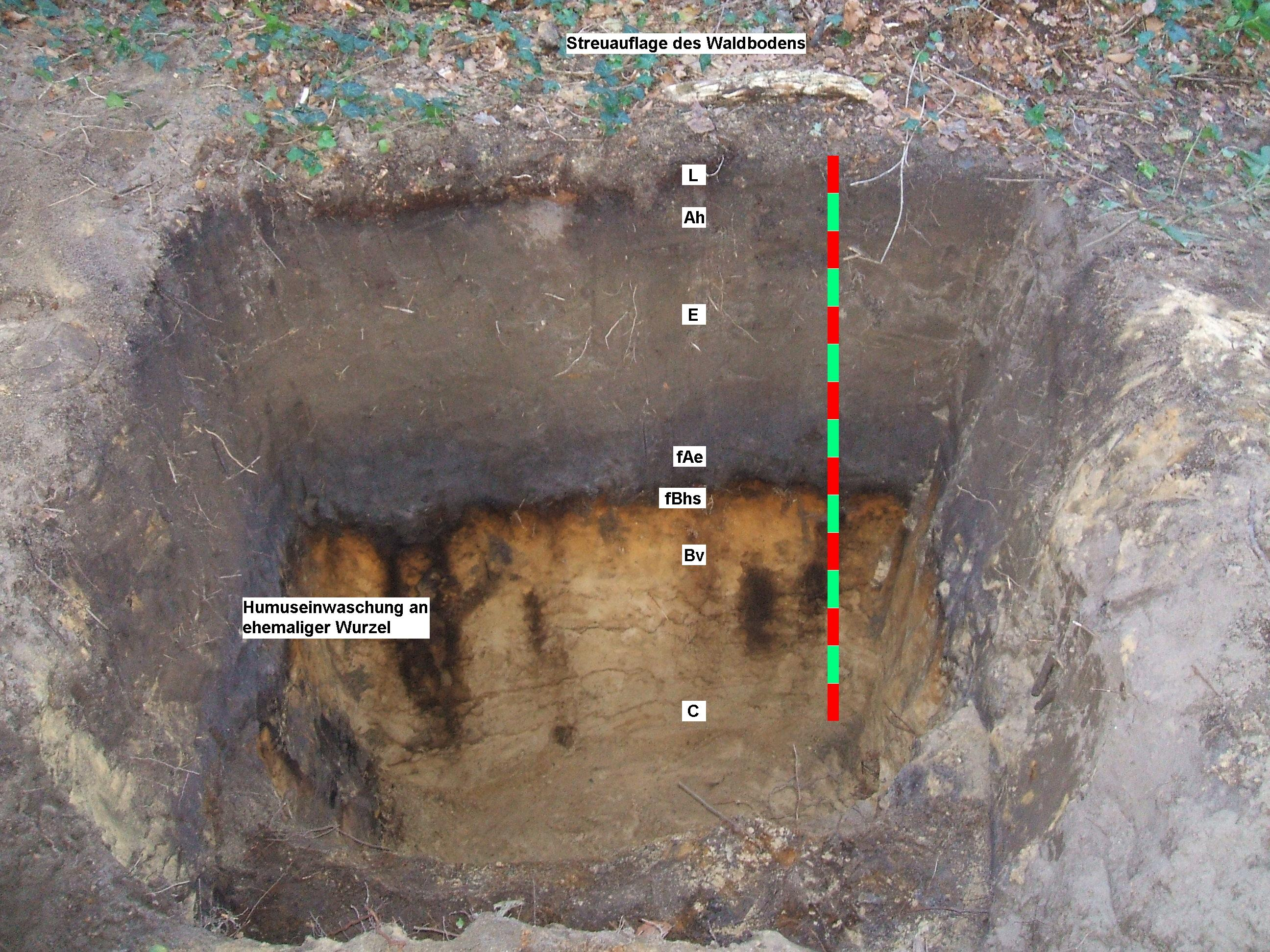
Profil eines Plaggeneschs: 40–50 cm Auflage über fossilem Podsol

Die Böden der Gemeinde haben die gleiche Vielfalt wie der geologische Aufbau. Im nordöstlichsten Teil des Gemeindegebiets befindet sich direkt hinter dem Emsdeich Übergangs-Brackmarsch aus Feinsand und Schlick, die weiter östlich und südlich von der schwereren Knickmarsch abgelöst wird. Die Brackmarsch weist eine hohe Dichte auf. In früheren Jahrhunderten drangen bei Überflutungen die feinsten Schwebstoffe am weitesten landeinwärts vor und lagerten sich ab, die Körnigkeit des Bodens ist dort deshalb sehr fein. Die Knickmarsch ist aus diesem Grund schwerer zu bearbeiten als die Brackmarsch. Südlich von Mitling-Mark schließen sich in Emsnähe Flussmarschen an.
Auf dem Geestrücken im Zentrum der Gemeinde sind hauptsächlich Gley- und Podsol-Böden zu finden, die nur geringe landwirtschaftliche Erträge erlaubten. Durch jahrhundertelange Plaggendüngung bis zur Einführung des Kunstdüngers am Ende des 19. Jahrhunderts gibt es besonders in der Umgebung der alten Geestdörfer anthropogenen Plaggenesch. Durch den ständigen Neubodenauftrag liegt der Esch, in Ostfriesland (die) Gaste genannt, höher als die Dorfkerne. Diese Form der Düngung steigerte die Bodenwertzahl deutlich, wenn sie auch noch deutlich hinter den fruchtbaren Marschen zurückblieb.
Der Großteil des östlichen Gemeindegebietes besteht aus stark humosem Untergrund auf rekultivierten Abtorfungsflächen, örtlich auch Anmoor. Der äußerste Südosten hat noch Anteile an den Hochmoorflächen, die sich weit ins südlich gelegene Emsland erstrecken.
Insgesamt ist das Gemeindegebiet sehr flach und erreicht nur an wenigen Stellen, etwa im Ortskern von Ihrhove oder im Hochmoor im äußersten Südosten, Höhen über 5 m. Die Moränenwälle des Geestrückens sind drei bis vier Meter hoch und damit höher als die überschlickten Randmoore des Hammrichs etwa auf Meeresspiegelniveau. Bei Lütjegaste ragen Flug- oder Flusssandfelder bis zu 1,8 m aus der Marsch hervor. Die kleinen Dörfer nahe der Ems liegen ausnahmslos auf Warften. Die Warft von Driever beispielsweise ragt bis 2,5 m ü. NN aus der flachen Flussmarsch heraus.

### Gewässer

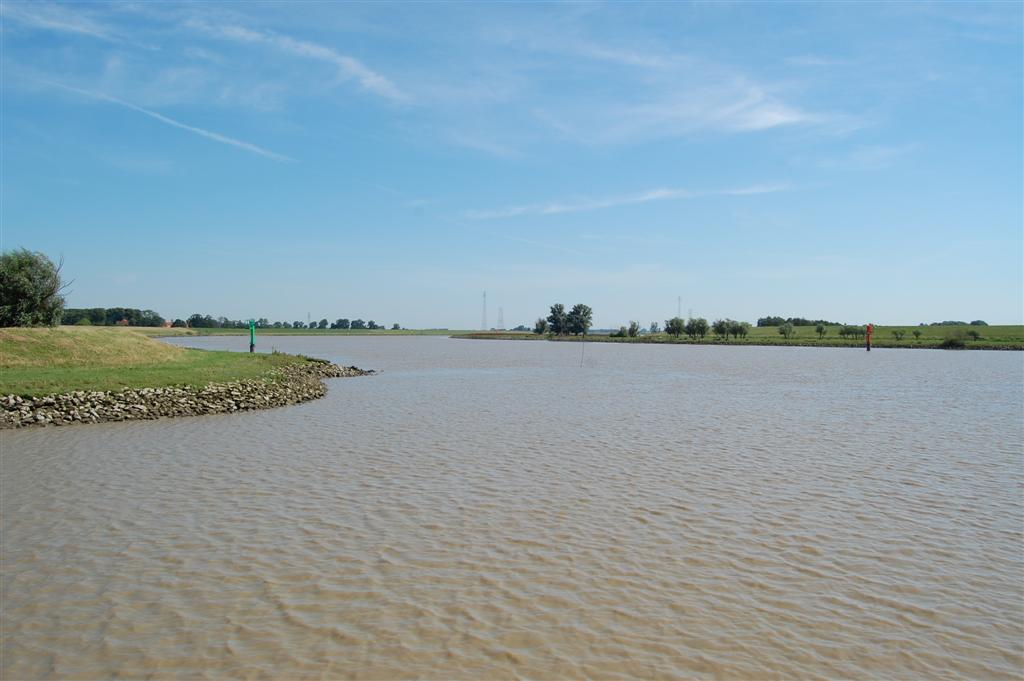
Ems in Höhe des Hafens von Weener, am gegenüberliegenden (rechten) Ufer das Deichvorland von Westoverledingen

Die Hauptgewässer der Gemeinde sind die Flüsse Ems und Leda. Beide sind auf dem gesamten Abschnitt Bundeswasserstraßen. Die Ems ist an der gesamten Westgrenze des Gemeindegebiets, die Leda auf den unteren 1,9 Kilometern Seeschifffahrtsstraße. Im gesamten Bereich der Gemeinde ist bei beiden Flüssen der Einfluss der Tide deutlich messbar. Der Emsabschnitt von Leer bis Papenburg mit einer Wassertiefe auf Seekartennull zwischen 3,5 Metern (bei Leer) und 3,1 Metern (bei Papenburg) und die Leda bis Leer können tideabhängig von Seeschiffen bis etwa sechs Meter Tiefgang befahren werden. Die Fahrwasserbreite im Bereich von Leer und Papenburg liegt zwischen etwa 75 Metern bei Leer und 50 Metern bei Papenburg. Der Emsabschnitt zwischen der Schleuseneinfahrt des Papenburger Hafens und der Ledaeinmündung in die Ems bildet im Wesentlichen die westliche Gemeindegrenze. Das Gebiet wird vom 18 Kilometer langen Emsdeich geschützt. Auch die nördliche Gemeindegrenze folgt dem Verlauf der Leda von der Mündung bis zur Leeraner Eisenbahnbrücke. In Westoverledingen befinden sich auch zahlreiche Entwässerungsgräben, wenige Kanäle und eine Reihe kleinerer stehender Gewässer. Die Flussmarschen von Ems und Leda sind von einem engmaschigen Gewässernetz zur Entwässerung durchzogen.
Westoverledingen verfügt über drei nennenswerte Binnenseen. Der größte von ihnen ist der rund sieben Hektar große Naturbadesee Grotegaste. Dieser bildet mit dem Freizeitpark Am Emsdeich ein Naherholungsziel der Gemeinde. Kleinere Freizeitseen sind der Erholungssee Steenfelde (Krummspät) mit etwa 2,5 Hektar im Westteil des 13 Hektar großen Naherholungsgebietes Steenfelde und der ein Hektar große Erholungssee Völlen (Süderhörner Gaste) westlich des Völlener Ortskerns.

### Flächennutzung
| Nutzung                             | Fläche | %      |
| ----------------------------------- | ------ | ------ |
| Gebäude- und Freiflächen            | 1251   | 11,162 |
| davon Wohnflächen                   | 926    | 8,262  |
| davon Gewerbe- und Industrieflächen | 56     | 0,499  |
| Betriebsflächen                     | 56     | 0,499  |
| davon Abbauflächen (besonders Sand) | 10     | 0,089  |
| Erholungsflächen                    | 72     | 0,642  |
| davon Grünanlagen                   | 34     | 0,303  |
| Verkehrsflächen                     | 553    | 4,934  |
| davon Straßen, Wege, Plätze         | 503    | 4,488  |
| Landwirtschaftsflächen              | 8252   | 73,632 |
| davon Moore                         | 6      | 0,053  |
| Wasserflächen                       | 538    | 4,800  |
| Waldflächen                         | 273    | 2,436  |
| Flächen anderer Nutzung             | 212    | 1,891  |
| davon Friedhöfe                     | 8      | 0,071  |
| davon Unland                        | 44     | 0,392  |
| Gesamtfläche                        | 11.207 |        |

Die Flächennutzungstabelle verdeutlicht den hohen Anteil von Landwirtschaftsflächen im Gemeindegebiet. Mit 73,6 Prozent liegt er nur sehr knapp unter dem ostfriesischen Durchschnitt von rund 75 Prozent, jedoch deutlich über dem Bundesdurchschnitt von 52,3 Prozent. Westoverledingen hat einen Wasserflächenanteil von 4,8 Prozent; das Doppelte der Bundesdurchschnitts von 2,4 Prozent. Extrem unterdurchschnittlich ausgeprägt ist hingegen der Waldanteil. Mit 2,4 Prozent liegt er leicht unter dem ostfriesischen Mittelwert von 2,6 Prozent. Beide Werte sind im deutschlandweiten Vergleich sehr niedrig: Der Waldanteil an der Gesamtfläche der Bundesrepublik liegt bei 30,1 Prozent. Im Gemeindegebiet gibt es nur wenige kleinere aufgeforstete Flächen.

### Nachbargemeinden
Westoverledingen hat lediglich vier Nachbarkommunen, davon drei Städte. Die vier Nachbarkommunen befinden sich in den vier Himmelsrichtungen. Westlich der Gemeinde liegt die Stadt Weener, vom vorliegenden Gebiet getrennt durch die Ems. Eine direkte Straßenverbindung nach Weener existiert nicht, lediglich die Friesenbrücke, eine Eisenbahnbrücke, die auch von Fußgängern und Radfahrern genutzt werden kann. Nördlich von Westoverledingen, am anderen Ufer der Leda, befindet sich Leer. Östlich schließt sich die Gemeinde Rhauderfehn an. Die drei genannten Kommunen befinden sich im Landkreis Leer. Südlich von Westoverledingen liegt die Stadt Papenburg im Emsland.

### Gemeindegliederung
Die Gemeinde Westoverledingen besteht aus den zwölf Ortsteilen (in Klammern jeweils die Einwohnerzahlen des Jahres 2020) Breinermoor (325), Driever (108), Esklum (187), Flachsmeer (4737), Folmhusen (584), Grotegaste (116), Großwolde (1670), Ihren (1968), Ihrhove (3626), Mitling-Mark (168), Steenfelde (2254) und Völlen (5771).
Sie liegen vor allem auf dem Geestrücken im westlichen Teil der Gemeinde und entlang des Emsufers, während das Sietland dazwischen weitgehend siedlungsleer ist. Innerhalb der Ortschaften gibt es kleinere Dörfer, die zwar keine Verwaltungseinheiten darstellen, doch räumlich klar abgrenzbar sind. Dazu gehören beispielsweise Großwolderfeld, Völlenerkönigsfehn und Völlenerfehn. Die Siedlungstypen der Dörfer richten sich nach den Naturräumen: In der Flussmarsch befinden sich die durch Warftensiedlungen oder Einzelwarften ergänzten Dörfer, hauptsächlich auf dem Emsuferwall. Auf der Geest dominieren Haufendörfer zum großen Teil auf dem Geesthang zur Flussmarsch. In den ehemaligen Moorgebieten gibt es Straßendörfer und Streusiedlungen.
Das Regionale Raumordnungsprogramm des Landkreises Leer überträgt dem Hauptort Ihrhove die Funktion eines Grundzentrums für das Gemeindegebiet. Flachsmeer, Folmhusen, Großwolde, Ihren, Ihrhove, Steenfelde und Völlen besitzen einen Ortsrat, der den Ortsbürgermeister wählt. Für die Ortschaften Breinermoor, Driever, Esklum, Grotegaste und Mitling-Mark gibt es Ortsvorsteher, die vom Gemeinderat ernannt werden.

### Klima
Westoverledingen liegt in der gemäßigten Klimazone im Einfluss der Nordsee und ist von der mitteleuropäischen Westwindzone geprägt. Nach der Klimaklassifikation von Köppen befindet sich Westoverledingen in der Einteilung Cfb (Klimazone C: warm-gemäßigtes Klima, Klimatyp f: feucht-gemäßigtes Klima, Untertyp b: warme Sommer). Innerhalb der gemäßigten Zone wird es dem Klimabezirk Niedersächsisches Flachland Nordsee-Küste zugeordnet, der maritim geprägt ist und sich durch relativ kühle und regenreiche Sommer, verhältnismäßig milde, schneearme Winter und hohe Jahresniederschläge auszeichnet. Vorherrschend sind Südwest- bis Westwinde. Im Spätwinter und Frühjahr ist die Hauptwindrichtung Ost und Südost. Hohe Windgeschwindigkeiten treten bevorzugt mit Südwest- bis Nordwestwinden auf.
In den Hochmoor-Gebieten im Südosten des Gemeindegebietes herrschen besondere mikroklimatische Verhältnisse. Wegen der Untergrundverhältnisse im Regenmoor gibt es extreme Temperaturunterschiede zwischen Tag und Nacht. Im Sommer können tagsüber am Boden sehr hohe Temperaturen auftreten, die Moorbrände durch Selbstentzündung verursachen können. Durch den Torfabbau und die damit verbundene Entwässerung ist dieser Effekt nicht mehr so stark ausgeprägt wie in der ursprünglichen Naturlandschaft. Die Anzahl der Frosttage ist im Hochmoorgebiet deutlich höher als in dessen Umgebung, es kommt häufiger zu Früh- und Spätfrösten. Die Nähe zu Ems und Leda ruft besonders in den kühleren Monaten häufige Nebelbildung und erhöhte Luftfeuchtigkeit hervor.
Wetterdaten werden für das unmittelbar angrenzende Leer erhoben, das ähnliche klimatische Bedingungen aufweist: Die Temperaturen liegen dort im Jahresmittel bei 9 °C mit Höchstwerten um 20 °C in den Monaten Juli und August und mittleren Niedrigstwerten um −2 °C im Dezember und Januar. Frostfrei bleiben im Jahresdurchschnitt 170 bis 187 Tage. Die meisten Regentage gibt es mit durchschnittlich 14 im November und Dezember, die wenigsten mit neun im März und Mai. Die mittlere jährliche Niederschlagsmenge liegt bei 738 mm. Die Sonne scheint etwa 1550 bis 1600 Stunden im Jahr. Die Zahl der durchschnittlichen Sonnenstunden pro Tag schwankt dabei zwischen einer im Dezember und Januar und sechs im Mai und Juni. Die meisten Regentage gibt es mit durchschnittlich 14 im November und Dezember, die wenigsten mit neun im März und Mai. Die mittlere Niederschlagsmenge liegt bei 738 mm im Jahr.
|                       | Jan  | Feb  | Mär  | Apr  | Mai  | Jun  | Jul  | Aug  | Sep  | Okt  | Nov  | Dez  |   |      |
| Mittl. Tagesmax. (°C) | 4    | 5    | 8    | 12   | 17   | 20   | 21   | 21   | 18   | 14   | 8    | 5    | ⌀ | 12,8 |
| Mittl. Tagesmin. (°C) | −2   | −1   | 1    | 3    | 6    | 9    | 11   | 11   | 9    | 6    | 2    | 0    | ⌀ | 4,6  |
|                       |      |      |      |      |      |      |      |      |      |      |      |      |   |      |
| Niederschlag (mm)     | 59,2 | 40,1 | 51,4 | 46,0 | 61,5 | 77,4 | 74,8 | 67,2 | 65,6 | 62,5 | 69,1 | 63,2 | Σ | 738  |
|                       |      |      |      |      |      |      |      |      |      |      |      |      |   |      |
| Sonnenstunden (h/d)   | 1    | 2    | 3    | 5    | 6    | 6    | 6    | 6    | 4    | 3    | 2    | 1    | ⌀ | 3,8  |
|                       |      |      |      |      |      |      |      |      |      |      |      |      |   |      |
| Regentage (d)         | 13   | 9    | 12   | 10   | 11   | 11   | 11   | 11   | 11   | 11   | 14   | 14   | Σ | 138  |

| −2 |

| −1 |

| 1 |

| 3 |

| 6 |

| 9 |

| 11 |

| 11 |

| 9 |

| 6 |

| 2 |

| 0 |

| −2 |

| −1 |

| 1 |

| 3 |

| 6 |

| 9 |

| 11 |

| 11 |

| 9 |

| 6 |

| 2 |

| 0 |

### Schutzgebiete
Die Gemeinde ist mit einer kleinen Fläche an der Ledamündung Teil des insgesamt etwa 600 Hektar großen Naturschutzgebietes Emsauen zwischen Ledamündung und Oldersum. Diese sind wiederum Teil eines EU-Vogelschutzgebietes und dienen dem Erhalt des Deichvorlandes als Brutgebiet für Vögel.
Die vom Landkreis geplante Ausweisung des Klostermoors im Süden der Gemeinden Rhauderfehn und Westoverledingen als Landschaftsschutzgebiet scheiterte 2010 am Votum des Kreistages. Zuvor hatten die Landwirte in den betroffenen Gemeinden lautstark gegen die Pläne protestiert.

## Geschichte
Die Gemeinde Westoverledingen entstand am 1. Januar 1973 aus zwölf vorher eigenständigen Kommunen im Rahmen der Niedersächsischen Gemeindereform. Die Geschichte der einzelnen Ortschaften lässt sich bis ins Mittelalter zurückverfolgen, die Anwesenheit von Menschen ist seit der Steinzeit belegt.
Westoverledingen ist nach der gleichnamigen friesischen Landesgemeinde benannt, die im Mittelalter auf diesem Gebiet lag. Es ist eine der vier historischen Regionen im Kreis Leer, die anderen sind das Moormerland, das Rheiderland und das Lengenerland. Das mittelalterliche Overledingerland war jedoch ungleich größer und umfasste auch die größten Teile der heutigen Gemeinden Rhauderfehn und Ostrhauderfehn sowie die Ortschaft Nettelburg der Stadt Leer.

### Ur- und Frühgeschichte
Vor rund 8000 Jahren war das Gebiet der heutigen Gemeinde in der Nacheiszeit dicht mit Haseln bewaldet. Der schmale und sandige Uferwall bot damals mit dem später sogenannten Hömelnpadd (Hümmlinger Weg) die einzige Verkehrsmöglichkeit. Er führte entlang der heutigen Ortschaften Ihrhove, Völlen, Papenburg und Aschendorf weiter in Richtung Süden. Funde aus der jüngeren Steinzeit belegen die Anwesenheit von Menschen in Westoverledingen seit mindestens 4000 v. Chr. In Breinermoor, Großwolde, Ihrhove, Völlen und Steenfelde wurden vor allem Steinbeile und Steinäxte entdeckt. Die Besiedlung des Gemeindegebietes begann auf dem hohen Geestrücken, der sich von Süd nach Nord durch Westoverledingen zieht, während das vermoorte Sietland der Ems zunächst menschenleer blieb. Zu diesem Schluss kamen Archäologen, die bereits in den 1950er Jahren das bronzezeitliche Wegenetz der Region anhand von Hügelgräbern und weiteren aufgefundenen Artefakten, insbesondere ihre räumliche Ballung, untersucht hatten. In den folgenden Jahrtausenden setzte offenbar ein Niedergang der Siedlungstätigkeit ein, denn aus dieser Periode fehlen Funde fast völlig. Verantwortlich dafür war wahrscheinlich eine starke Klimaverschlechterung am Ende der Bronzezeit. Einzige Ausnahme sind graue Irdenware und rotes Steinzeug aus der älteren Eisenzeit, die 2011 bei Grabungen in einem geplanten Baugebiet in Ihren entdeckt wurden. In der römischen Kaiserzeit und den folgenden Epochen begann die Wiederbesiedelung der Region. Im Bereich der heutigen Straße Süderhörn in Völlen ist für die Zeit von 70 bis 200 nach Christus eine Siedlung der Chauken nachweisbar, bei Ihrhove kamen Tonscherben zutage und bei der Wurt Ammermannsbült wurden menschliche Skelettreste aus einem wohl frühmittelalterlichen Gräberfeld entdeckt. Etwa um die Zeitenwende begannen die Friesen, in das Gemeindegebiet vorzudringen. Sie verdrängten die Chauken, die seit dem zweiten Jahrhundert nicht mehr erwähnt wurden, oder nahmen sie in ihren Stammesverband auf. Ob sie im Stammesverband der Sachsen oder dem der Franken aufgingen, ist unklar.

### Mittelalter

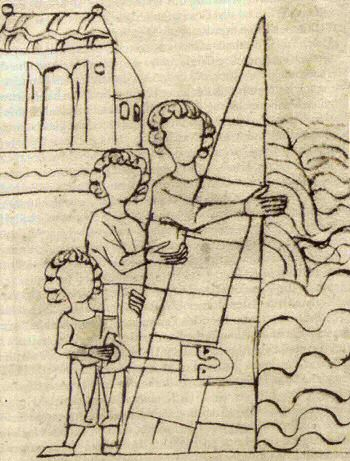
Darstellung des Deichbaus im Oldenburger Sachsenspiegel

Das Overledingerland wurde um 785 nach dem Sieg Karls des Großen über die Sachsen mit dem gesamten Friesland in das Frankenreich eingegliedert. Die Region zählte daraufhin zum sächsischen Emsgau. Durch das Gebiet verlief der Lüdeweg, benannt nach dem ersten Bischof von Münster, Liudger, Missionar der Friesen. Der Lüdeweg wurde später auch in den Siebzehn Küren als einer der friesischen Heerwege bezeichnet.
Um das Jahr 1000 wurde mit dem Deichbau begonnen. Dies führte zu einer verstärkten Siedlungstätigkeit; man vermutet, dass die Dörfer Esklum, Driever, Grotegaste, Mitling-Mark und Völlen in dieser Zeit ihren Anfang nahmen. Der genossenschaftlich organisierte Deichbau wird als eine der wesentlichen Grundlagen der Friesischen Freiheit angesehen. An die Stelle der Grafenherrschaft, die immer mehr verfiel, traten die autonomen Landesgemeinden. So war der Emsgau um das Jahr 1000 in die vier Länder Rheiderland, Overledingerland, Moormerland und Lengenerland geteilt, die gegenwärtig den Landkreis Leer bilden.
Aufgrund mangelnder wirtschaftlicher Voraussetzungen konnte das Overledingerland allerdings keine derart starke Stellung behaupten wie weiter nördlich das Brokmerland, das Harlingerland oder das Jeverland. Dennoch gehörte es während der Zeit der Friesischen Freiheit zum Upstalsboombund. Zum Schutz vor dem Herrschaftsbereich der Grafen von Münster, der sich unmittelbar südlich anschloss, wurde um 1250 in Völlen die Burg Stürmünster errichtet. Die Einwohner Ihrens gründeten zur selben Zeit den Ort Ihrhove als planmäßige Ansiedlung und errichteten die Kirche auf einer Warft.
Um 1300 begannen die Johanniter an der Mündung der Leda in die Ems gegenüber von Leerort bei Leer die Kommende Muhde anzulegen. Diese entwickelte sich im Laufe der folgenden Jahrhunderte neben der Kommende Abbingwehr zu einer der bedeutendsten Niederlassungen des Ordens in Ostfriesland.
Im 12. und 13. Jahrhundert begann der Meeresspiegel abermals zu steigen. Bodensenkungen im Bereich der heutigen Gemeinde führten dazu, dass die ursprünglich weiter westlich gelegenen Siedlungen zum Teil aufgegeben oder weiter östlich auf die hohe Geest verlagert werden mussten. So wurde das Bauerndorf Großwolde um 1200 verlegt und aus den Backsteinen der abgetragenen Kirche ein neues Gotteshaus errichtet.
Die Sturmfluten des 14. Jahrhunderts, besonders die Zweite Marcellusflut (Grote Mandränke) im Jahr 1362, suchten auch das Gebiet der Gemeinde Westoverledingen heim. Sie und eine Pestepidemie in den Jahren 1349/1350 führten zu politischen Veränderungen in Ostfriesland. Die seit dem Hochmittelalter bestehende Friesische Freiheit der grundbesitzenden Bauern wurde nach und nach ausgehöhlt.

### Häuptlingszeit

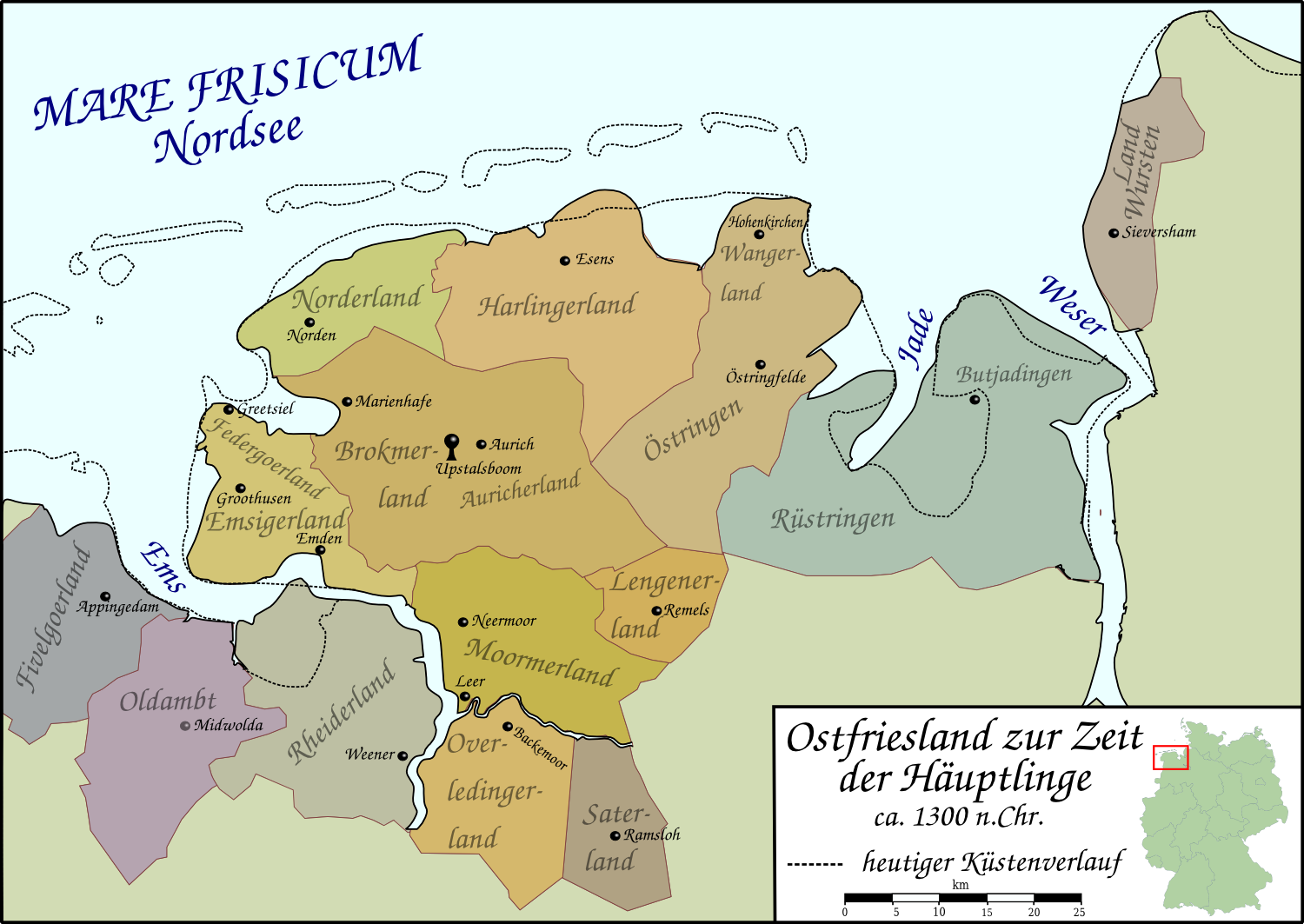
Ostfriesland um 1300

Im 14. Jahrhundert gewannen einzelne Familien in ihren Gebieten zunehmend an Gewicht. Es etablierte sich das ostfriesische Häuptlingswesen. Die lokalen Herrschaften saßen in befestigten Steinhäusern; im Overledingerland lassen sich für die Zeit um 1400 acht Häuptlingssitze nachweisen. Allerdings konnte sich dort wie auch im angrenzenden Lengenerland und im Großteil des Moormerlands kein nennenswertes Häuptlingswesen durchsetzen, da die vom Moor geprägten Gebiete zu wirtschaftsschwach waren. Lediglich in einzelnen Dörfern traten lokale Potentaten hervor, deren Einfluss nicht über ihren eng umgrenzten Raum hinausging. Eine Ausnahme bildete Focko Ukena, der von Neermoor aus auch die Herrschaft über den Ort Leer und damit über den zentralen Ort gewann. Ukena diente als Vasall im südlichen Ostfriesland dem seinerzeit mächtigsten Häuptlingsgeschlecht tom Brok, das die Herrschaft über das Brookmerland und das Auricherland ausübte. Focko Ukena und Keno tom Brok unterwarfen 1407 den Häuptling von Ihrhove und schleiften dessen Burg, die Esseburg. Ukena wurde der führende Häuptling im Overledingerland.
In ihrem Streben nach unbeschränkter Herrschaft über Ostfriesland konkurrierten die tom Brok mit anderen Häuptlingsfamilien. Ukena machte sich zu deren Anführer und schlug Ocko I. tom Brok am 28. Oktober 1427 in der Schlacht auf den Wilden Äckern. Da Ukena nach diesem Sieg jedoch selbst eine führende Machtposition beanspruchte, bildete sich bald darauf eine Gegnerschaft unter Führung des Geschlechts der Cirksena, der sogenannte Freiheitsbund der Sieben Ostfrieslande. Nach mehreren militärischen Niederlagen der ukenaschen Partei und dem Fall seiner Burg in Leer im Jahr 1431 floh Ukena nach Münster. Kaiser Friedrich III. erhob 1464 Ulrich Cirksena in den Reichsgrafenstand. In der Belehnungsurkunde wurde mit Hampoel, einer Moorgegend im heutigen Westoverledingen, die Südgrenze der Grafschaft genannt. Das Overledingerland gehörte fortan über drei Jahrhunderte zur Grafschaft Ostfriesland.

### Unter den Cirksena

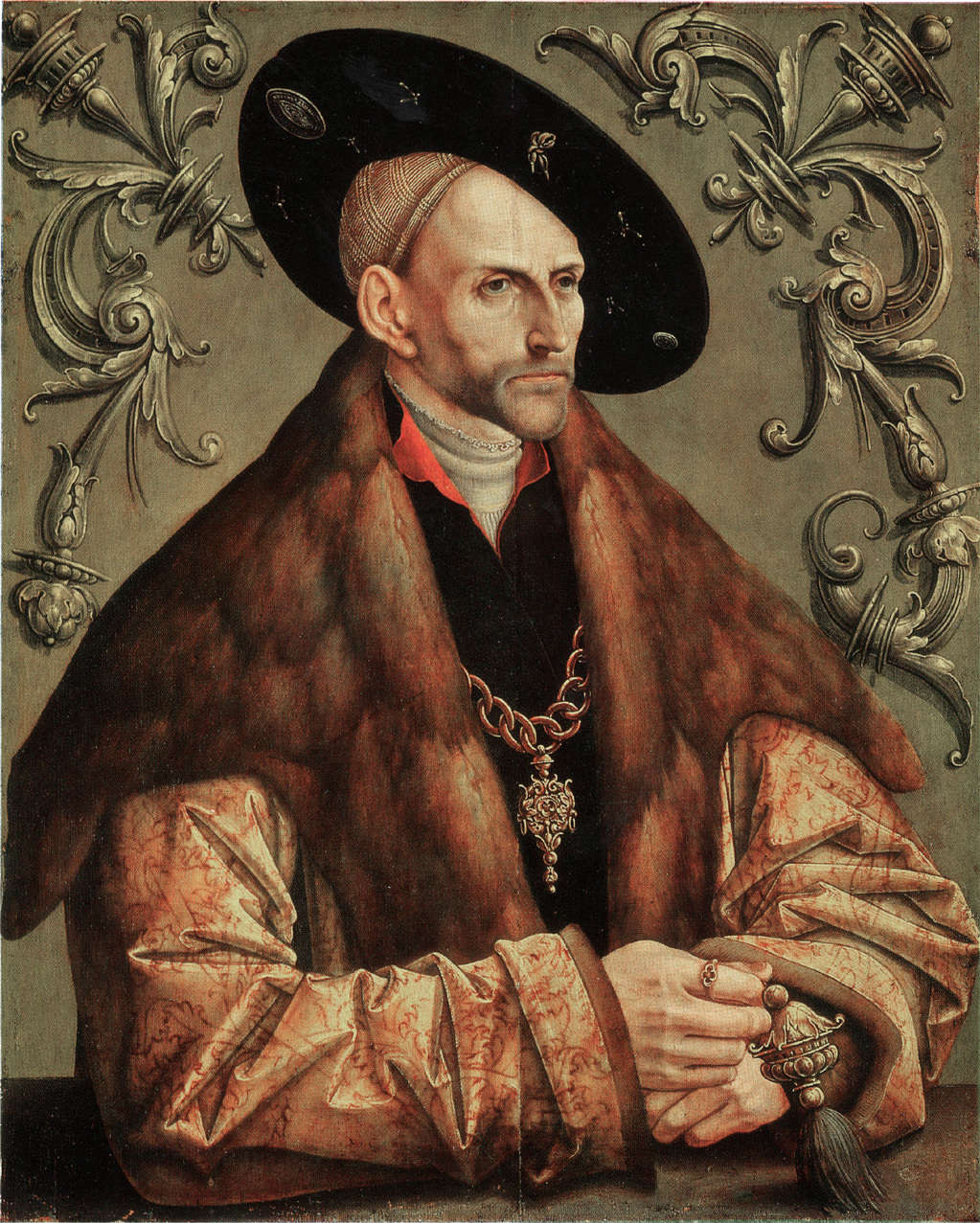
Graf Edzard I. um 1520/30. Gemälde von Jacob Cornelisz. van Oostsanen

Unter der Ägide der Grafen Cirksena wurde Ostfriesland in mehrere Ämter eingeteilt. Das heutige Gemeindegebiet mit Ausnahme des Ortes Breinermoor gehörte zum Amt Leerort, Breinermoor zum Amt Stickhausen. Zum Schutz der südlichen Grenze seiner Grafschaft ließ Edzard I. im Jahr 1495 in Völlen an der Königstraat eine Burg mit dem Typus ostfriesischer Steinhäuser errichten, wie er noch am Steinhaus Bunderhee erkennbar ist. Diese Anlage war mit einer ständigen Besatzung belegt und wurde durch einen Wehrdeich, der noch die südliche Grenze Ostfrieslands bildet, sowie eine Schanze am Hampoel ergänzt.
Nach der Reformation wandte sich ein Großteil der Dörfer Westoverledingens dem evangelisch-reformierten Bekenntnis zu. Vereinzelt entstanden lutherische Gemeinden. Dies lag daran, dass die im Augsburger Religionsfrieden festgelegte Regelung Cuius regio, eius religio (lateinisch für: wessen Gebiet, dessen Religion) in Ostfriesland nie so umgesetzt wurde, dass die Bürger zur Annahme des Bekenntnisses des Landesherrn verpflichtet waren. Die Kommende Muhde blieb mit eingeschränkter Selbständigkeit unter der Aufsicht des ostfriesischen Grafenhauses bestehen. Am 28. Januar 1561 verkaufte sie der letzte Komtur an der ostfriesischen Gräfin Anna, nachdem die baufälligen Gebäude bereits 1556 abgebrochen worden waren. Im Jahr 1562 oder 1566 erfolgte der Abriss der Kirche; die Steine wurden der Gemeinde Jemgum zum Bau eines neuen Kirchengebäudes überlassen.
Die Besiedlung Völlenerfehns, das 1518 erstmals urkundlich erwähnt wurde, ging von Völlen aus. Es handelte sich um eine Streusiedlung im Moor, nicht um eine Fehnsiedlung im späteren Sinne. Im Dreißigjährigen Krieg war Ostfriesland zwar nicht Schauplatz von Kampfhandlungen, wurde jedoch von Truppen als Ruheraum benutzt. Dreimal (1622–1624, 1627–1631 und 1637–1651) zogen fremde Truppen in Ostfriesland ein; darunter hatte auch das Gebiet um Westoverledingen zu leiden. Besonders stark betroffen war die Region von der Besetzung durch die Mansfelder. Die beiden folgenden Besetzungen bedeuteten zwar ebenfalls Belastungen durch Kontributionen. Jedoch die Besatzer von 1627 bis 1631, kaiserliche Truppen unter Tilly, „hielten Manneszucht und vermieden Ausschreitungen“, desgleichen die von 1637 bis 1651 einquartierten hessischen Truppen unter Wilhelm V. von Hessen-Kassel. Auch materiell stellte sich die Situation unter den beiden Besetzungen anders dar als unter Mansfeld: Es wurden zwar Kontributionen eingetrieben, doch wurden das Geld auch wieder in der Region ausgegeben. Während des Krieges brach in Ostfriesland die Pest aus, Todeszahlen für das vorliegende Gebiet sind jedoch nicht dokumentiert.

### Von Preußen zu Hannover
Im Jahr 1744 fiel Ostfriesland durch eine Exspektanz an Preußen. Die Orte Westoverledingens gehörten in jenen Jahren zu den weniger wohlhabenden, was sich schon durch die Anzahl von Handwerkern und Kaufleuten belegen lässt. So gab es 1756 in Ihrhove zwölf, in Mitling-Mark 14, in Steenfelde 17 und in Völlen 20 Kaufleute und Handwerker, in anderen Orten nur eine einstellige Zahl oder überhaupt keine. Zum Vergleich: In den wohlhabenderen Marschgebieten des Amtes Leerort lag diese Zahl deutlich höher; in Bunde beispielsweise bei 106. In Flecken wie Weener und insbesondere Leer lag die Zahl noch höher. Unter den 20 Kaufleuten und Handwerkern in Völlen waren ein Bäcker, je zwei Kaufleute und Leineweber, drei Schneider, vier Schmiede und acht Schuster. In Steenfelde war die Berufsverteilung ähnlich, in Mitling-Mark auf niedrigerem Niveau ebenso, während es in Ihrhove überhaupt keinen Kaufmann gab.

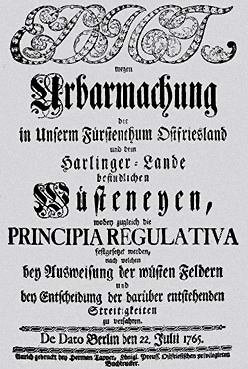
Urbarmachungsedikt

In der zweiten Hälfte des 18. und zu Beginn des 19. Jahrhunderts entstanden mehrere Moorkolonien. Der Großteil von ihnen wurde nach dem Urbarmachungsedikt Friedrichs des Großen von 1765 angelegt.

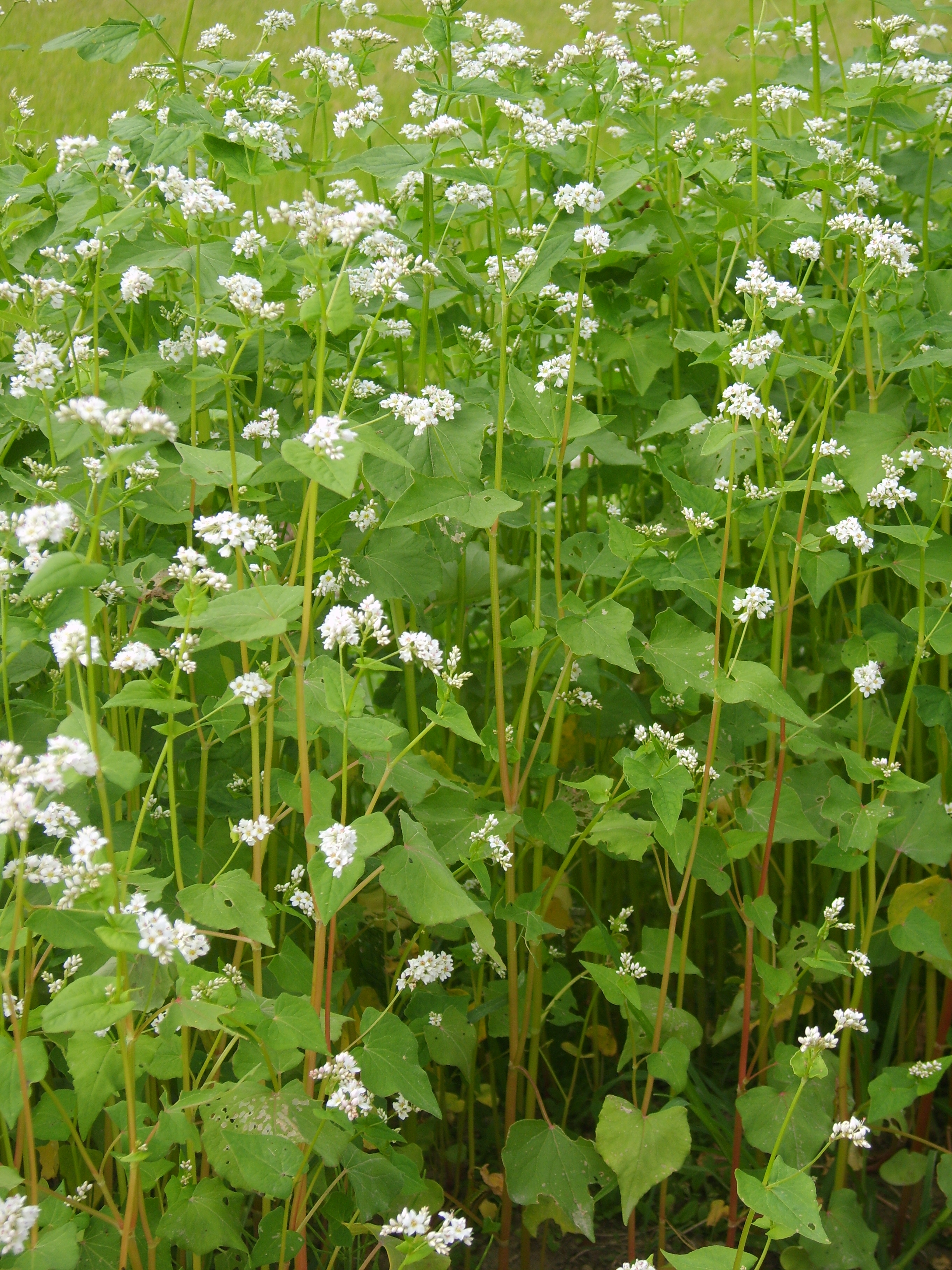
Nahrungsgrundlage der ersten Moorsiedler: Echter Buchweizen (Fagopyrum esculentum)

Landwirtschaftliche Grundlage der Moorkolonien war zumeist die Moorbrandkultur. Dabei wurden im Sommer zur Entwässerung eines Moorteils kleine Gräben angelegt. Im Herbst wurde das Moor in Schollen zerhackt, die im Winter durchfroren und im darauffolgenden Frühjahr geeggt wurden. Im späten Frühjahr zündeten die Kolonisten die bearbeiteten Moorflächen an und säten zumeist Buchweizen in die Asche. Das Knöterichgewächs wächst sehr schnell, konnte nach wenigen Wochen geerntet werden und wurde dann verarbeitet. Angebaut wurden auch Kartoffeln, Roggen und Hafer. Der Moorboden war durch diese Bearbeitung allerdings nach einigen Jahren ausgelaugt, so dass die Erträge sanken. Die Moorkolonien wurden daher mit nur wenigen Ausnahmen zu Notstandsgebieten.
1770 entstand die Moorkolonie Flachsmeer in den Hochmoorgebieten im Osten Westoverledingens. Der Name rührt vom Hauptanbau der Siedler her. In der noch von mehreren Moorseen durchsetzten Gegend wurde Flachs angebaut, der in den Seen durch Kaltwasserröste behandelt und anschließend weiterverarbeitet wurde. Der Anbau und die Weiterverarbeitung von Flachs war im 18. Jahrhundert für viele ostfriesische Landbewohner eine zusätzliche Einnahmequelle, zumal das Klima den Anbau begünstigte. Abgesetzt wurden die vorbehandelten Produkte in Leer, wo sich seit dem späten 17. Jahrhundert viele Leinenfabrikanten und -händler angesiedelt hatten. Allerdings war die für die hohe Qualität ihrer Produkte berühmte Leinenweberei in Leer zum Zeitpunkt der Gründung von Flachsmeer bereits im Niedergang begriffen, da im dünn besiedelten Ostfriesland die Ansiedlung von Fabriken gescheitert war.
Ab 1781 wurden von Ihren aus die Moorsiedlungen Unlande und Patersweg angelegt, 1785 die Moorkolonien Steenfelderfeld und Klinge nahe Folmhusen. Die Siedlung Ihrenerfeld, in der sich erste Siedler bereits seit 1745 niedergelassen hatten, wurde ebenfalls ab 1785 deutlich stärker besiedelt. Im gleichen Jahrzehnt wurde die Kolonie Steenfelderfehn angelegt, die 1787 erstmals unter diesem Namen erwähnt wurde.
Das Gebiet von Westoverledingen sowie ganz Ostfriesland wurden 1806 nach der Schlacht bei Jena und Auerstedt in das Königreich Holland und damit in den französischen Machtbereich eingegliedert. 1810 kam es als Departement Ems-Orientale (Osterems) unmittelbar zum französischen Kaiserreich, 1813 gelangte es nach den Befreiungskriegen erneut kurzzeitig zu Preußen. Nach dem Wiener Kongress 1814/15 trat Preußen Ostfriesland an das Königreich Hannover ab.

### Hannoversche Zeit

Harm Willms aus Ihrhove, baptistischer Theologe im Bauernrock

Bei der Februarflut 1825 wurde das Weekeborger Siel zerstört. Dabei rissen die Wassermassen das Tor heraus. In der Folge wurde das ganze Overledingerland überflutet und die Ländereien mit Sand und Schlick bedeckt. In der 1826 erschienenen Gemählde der Sturmfluthen vom 3. bis 5. Februar 1825 von Friedrich Arends heißt es dazu: „Fruchtlos waren mehrere Versuche, den Siel zu dämpfen. Erst am 14. Mai gelang es, bis dahin sah man Ebbe und Flut im Overledinger Land, wie hundert Jahre früher im Emsinger. Das Gras war verdorben, kein Vieh konnte auf die Weide gehen, noch Korn gesät werden. Drei Menschen verloren bei der Ausbesserung ihr Leben.“
Der Anschluss an das nationale Eisenbahnnetz erfolgte in den Jahren 1854 bis 1856 mit der Fertigstellung der Hannoverschen Westbahn zwischen Emden und Rheine. In Ihrhove wurde ein Bahnhof errichtet. Der Bauabschnitt zwischen Leer und Papenburg kostete rund 312.000 Reichstaler und war damit nach dem Abschnitt Emden–Neermoor (zirka 400.000 Reichstaler) der zweitteuerste Abschnitt zwischen Emden und Rheine. Zurückzuführen ist dies auf die Untergrundverhältnisse (teils Marsch-, teils Moorboden).
In die hannoversche Zeit fällt auch die Gründung der Ihrener Baptistengemeinde, die am 23. Mai 1846 unter dem Vorsitz des Hamburger Baptistenpredigers Julius Köbner erfolgte. Am Tag zuvor hatte er an neun erwachsenen Personen in einem Teich bei ihnen die Gläubigentaufe vollzogen. Taufe und Gemeindegründung stießen in der Öffentlichkeit auf „völliges Unverständnis“ und „starke Ablehnung“. Trotz polizeilicher Verfolgungen und gerichtlich verhängter Strafen wuchs die junge Gemeinde und entfaltete im gesamten ostfriesischen Raum eine wirksame missionarische Tätigkeit, die in den Folgejahren zu zahlreichen weiteren Gemeindegründungen führte. Auch der niederländische Baptismus hat eine seiner Wurzeln in der Westoverledinger Baptistengemeinde. Zum ersten Ihrener Baptistenpastor wurde 1849 der Jeveraner Lehrer Johann Ludwig Hinrichs berufen. Ihm folgte 1855 der Schmiedegeselle Johann Pieter de Neui und diesem ab 1858 der „Theologe im Bauernrock“ Harm Willms.
Ihrhove war in der Mitte des 19. Jahrhunderts eines der ostfriesischen Zentren der Bewegung der Altreformierten, die sich von der Reformierten Kirche abspalteten, weil ihnen diese als zu liberal erschien. Nach dem niederländischen Gründer dieser Bewegung, Hendrik de Cock, wurden die Altreformierten zunächst auch Cocksianer genannt. Die Gründung der Ihrhovener Gemeinde erfolgte am 9. Januar 1860. Maßgeblich beteiligt waren daran die altreformierten Pastoren Johann H. Vos (Uelsen) und Gerd Kramer. Letzterer war ab 1863 erster Gemeindeseelsorger der Ihrhover Altreformierten. Das Versammlungsrecht hatten sich die ostfriesischen Cocksianer bereits 1848 erstritten. Ihre Trauungen wurden allerdings erst mit dem Beginn der Preußenherrschaft 1866 offiziell anerkannt.

### Kaiserreich
1885 ging das alte Amt Leer mit dem heutigen Gemeindegebiet im Zuge der preußischen Kreisreform in dem größeren Landkreis Leer auf, dem Westoverledingen seither ohne Unterbrechung angehört. In den Folgejahren investierte der Staat weiter in den Ausbau der Infrastruktur, vor allem des Kanalnetzes. Die damit verbundene Entwässerung der Moore führte dazu, dass die Ländereien im Sietland stark vernässten. Zur Lösung des Problems ließ die Muhder Sielacht eine Wasserschöpfmühle errichten. Vor allem im Eisenbahnsektor setzte eine verstärkte Bautätigkeit ein: Bereits 1876 wurde die Linie Leer-Nieuweschans (Niederlande) fertiggestellt, die, obwohl sie auf preußischem Gebiet verlief, von den Großherzoglich Oldenburgischen Staatseisenbahnen finanziert und betrieben wurde. Zur Querung der Ems ließ das Unternehmen bei Hilkenborg eine 300 Meter lange Eisenbahnbrücke errichten. Diese hatte sechs feste Brückentragwerke und zwei Durchfahrtsöffnungen für den Schiffsverkehr von rund 20 Meter Breite. 1912 wurde die Kleinbahn Ihrhove–Westrhauderfehn eröffnet. Je ein Drittel der Finanzierung übernahmen der preußische Staat, die Provinz Hannover und der Landkreis Leer. In der Folge entwickelte sich vor allem der heutige Hauptort Ihrhove als Eisenbahnknotenpunkt zu einem regionalen Wirtschaftszentrum mit Viehmärkten (ab 1863), Butter- und Krammärkten. Die Zahl der Einwohner wuchs von 816 im Jahr 1885 auf 1252 im Jahr 1925.
Während des Ersten Weltkrieges begann ein Arbeitskommando aus 65 russischen Kriegsgefangenen mit der Kultivierung einer 999 Hektar großen Moorfläche. Die Männer waren nach ihrer Gefangenennahme in den Lagern bei Soltau und Hameln interniert und wurden nach Großwolderfeld abkommandiert. Dort waren sie im Gefangenenhuus am Ellernweg untergebracht. Das Gebäude hatte vergitterte Fenster und war ohne Heizung. Als Wärmequelle diente ein Pferdestall auf der rückwärtigen Seite des Hauses. An den Einsatz der Kriegsgefangenen erinnert die Russenstraße.

### Weimarer Republik
Unmittelbar nach dem Ende des Ersten Weltkrieges entstanden kurz vor Weihnachten 1918 in Ihrhove und Holtland (heute Teil der Samtgemeinde Hesel) als Gegengewicht zur Sozialdemokratie die ersten Ortsgruppen des Volksbundes der Bürger und Bauern im Landkreis Leer. Bei den Wahlen zur Nationalversammlung im Januar 1919 konnten sich in nahezu allen Ortsteilen nationalkonservative oder nationalliberale Kräfte durchsetzen. Lediglich in Völlen, Ihren und Flachsmeer lag die SPD deutlich, in Steenfelde knapp vorn. In den Wirren der Frühzeit der Weimarer Republik lehnte der Gemeindevorstand im Jahr 1920 die Bildung einer Einwohnerwehr in Ihrhove trotz der strategischen Bedeutung des dortigen Bahnhofs ab, während in nahezu allen anderen Ortsteilen solche Wehren entstanden. In der ländlichen, eher konservativ ausgerichteten Bevölkerung Ostfrieslands konnten sich die Arbeiter- und Soldatenräte nicht durchsetzen, sie lösten sich nach der Wahl zur Weimarer Nationalversammlung nach und nach auf. Vor allem Ihren litt in jener Zeit unter großer Finanznot und die Einwohner von Ihrenerfeld wehrten sich erfolgreich gegen Pläne zur Abtrennung ihrer armen Kolonie von der Muttergemeinde.
In den Jahren 1924 bis 1926 wurde die Friesenbrücke, bis dahin eine Drehbrücke, durch eine Klappbrücke ersetzt. Damit wurde zugleich eine Wegeverbindung für Fußgänger und Radfahrer auf das gegenüberliegende Ufer der Ems geschaffen.

### Zeit des Nationalsozialismus
Nach der „Machtergreifung“ durch die Nationalsozialisten setzte auch im Overledingerland die Verfolgung politischer Gegner ein. Besonderes Augenmerk richteten die Nazis dabei auf die zahlenmäßig überschaubare Gruppe aktiver Kommunisten. Der Leeraner Landrat Hermann Conring war in der Verfolgung von politisch Andersdenkenden, besonders Kommunisten, aktiv, setzte sich jedoch teilweise auch für die Freilassung von Inhaftierten ein, die in Konzentrationslager verschleppt worden waren. Der Kommunist Bernhard Gerdes aus Steenfelde war im Frühjahr 1933 in „Schutzhaft“ genommen worden und saß bis zum 17. August 1933 im Leeraner Gefängnis ein, bis er nach Fürsprache Conrings entlassen wurde. In einer zweiten großen Welle im Juli 1933 wurden noch einmal 19 Kommunisten aus dem Landkreis Leer verhaftet und in das kurz zuvor errichtete KZ Börgermoor gebracht. Darunter befanden sich auch Max Grothuis aus Völlenerfehn und Emil Blank aus Völlenerkönigsfehn. Anfang August jenes Jahres kam auch ein Nationalsozialist, der Gemeindevorsteher von Ihren, Deddo Kramer, wegen einer Unterschlagung und „erheblicher Schädigung des Ansehens der NSDAP“ ins KZ Börgermoor.
Nach der Errichtung der Emslandlager Börgermoor und Esterwegen im Sommer 1933 kam es zu Übergriffen der dort eingesetzten SS-Totenkopfverbände auf die Bevölkerung im südlichen Ostfriesland. Neben den Nachbarstädten Papenburg, Leer und Weener waren die Dörfer der Gemeinde davon betroffen.

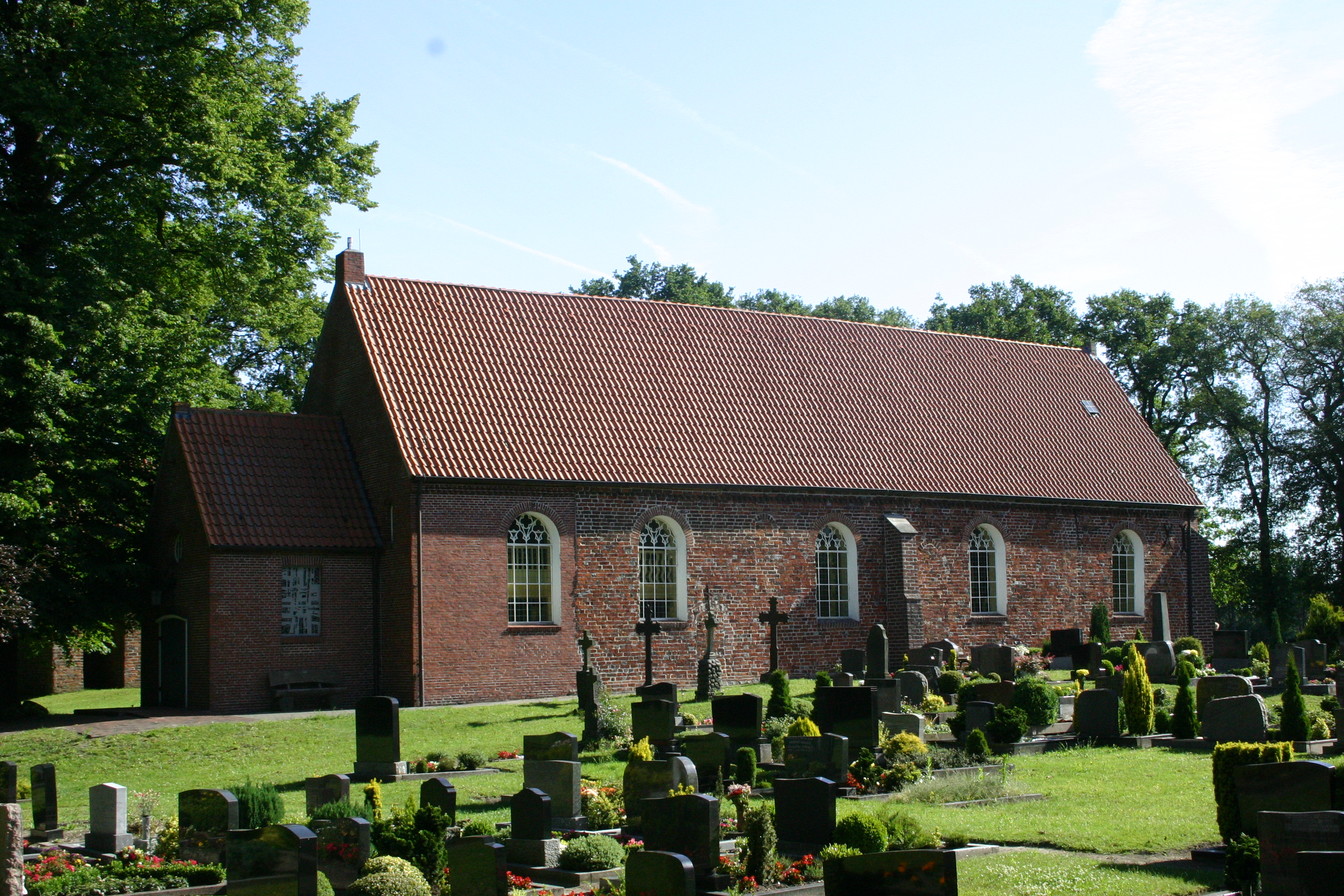
Steenfelder Kirche

Beim Kirchenkampf kam es zu scharfen Auseinandersetzungen zwischen den Deutschen Christen (DC) und den Pastoren, die die drohende Gleichschaltung und Unterordnung der Evangelischen Kirche unter das Führerprinzip und den NS-Staat nicht hinnehmen wollten. Zu diesen zählte der Steenfelder Pastor Eilhard Aden, der sich gemeinsam mit seinen Kollegen Hans Bruns (Hollen) und Ludwig Heinemeyer (Firrel) kurz vor Weihnachten 1933 mit einer Anzeige im Leerer Anzeigenblatt an die Öffentlichkeit wandte. Die Pastoren, die bis dahin den Deutschen Christen nahegestanden hatten, beklagten, dass die Reichsleitung der DC „Irrlehren in die evangelische Kirche und Spaltungen in die Gemeinden“ getragen hätte und erklärten ihre Abkehr von den Deutschen Christen. In der Folgezeit wurden in der Steenfelder Kirche sogenannte Bekenntnisgottesdienste abgehalten.

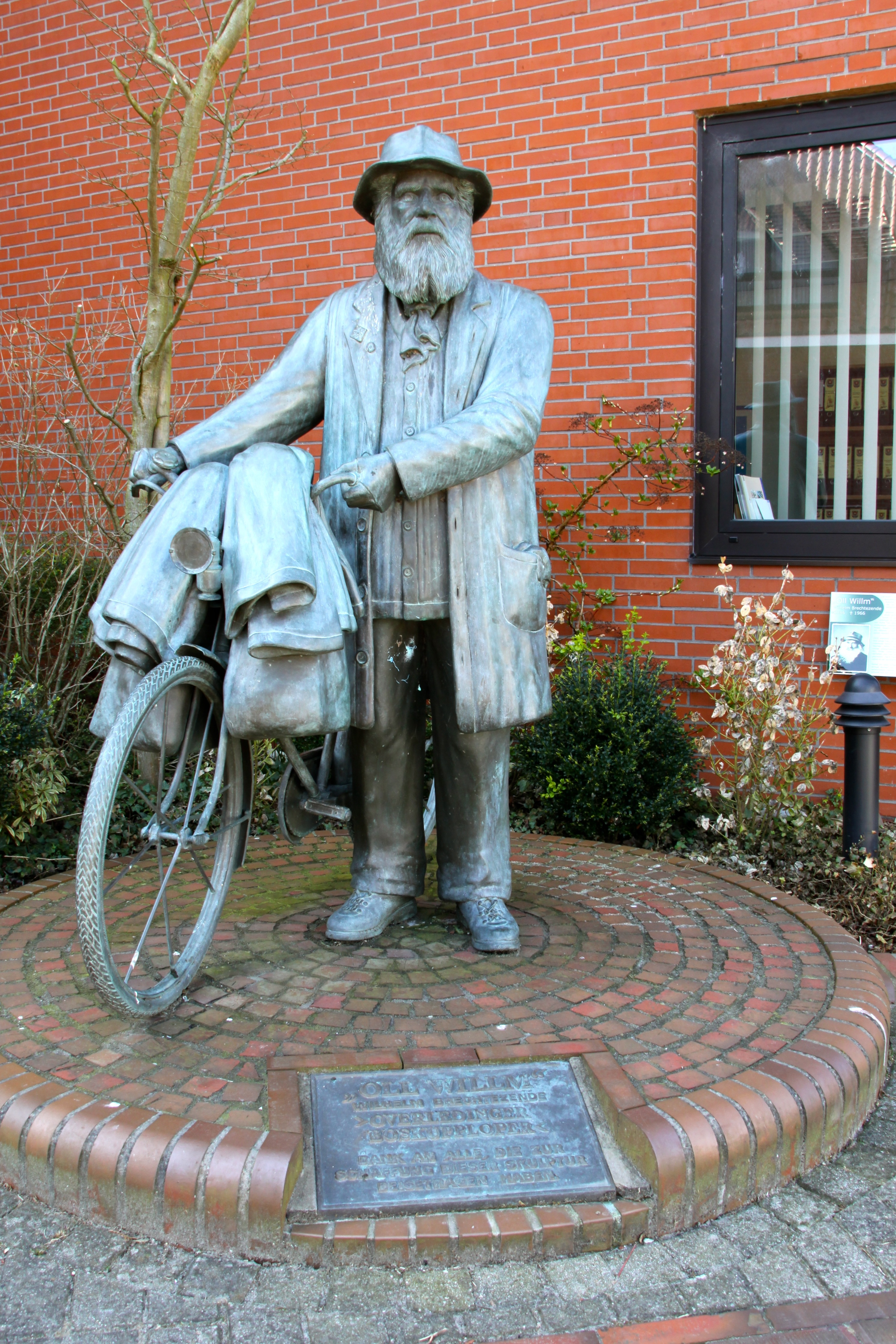
„Oll' Willm“-Statue am Rathaus in Ihrhove

Zu den Verfolgten der Nazis zählte im Westoverledingerland auch das bekannteste Dorforiginal Wilhelm Brechtezende (1886–1966) aus Großwolde, allgemein bekannt unter dem Spitznamen „Oll' Willm“ (Alter Wilhelm). Das Unikum mit Rauschebart lebte in einer alten Hütte am Ortsrand und verdiente sich seinen Lebensunterhalt als Botengänger („Böskupploper“) für die Dorfbewohner und mit Einkaufstouren nach Leer. Von den Nazis als Sonderling gebrandmarkt, wurde er verhaftet und in der Zelle kahlgeschoren. Hitlerjungen steckten sein Haus in Brand. Seit 2011 erinnert eine Gedenktafel an ihn.
Einige jüdische Viehhändler lebten seit der zweiten Hälfte des 19. Jahrhunderts in Ihrhove und Ihren. Im Jahr 1908 waren es noch acht, 1930 nur noch zwei. Die letzte Familie flüchtete im September 1933 aus dem Tjücherweg. Mindestens 14 Juden, die in den beiden Orten geboren wurden oder dort gelebt hatten, wurden in Lagern ermordet.
Bis zur Mitte der 1930er Jahre erfolgten staatliche Maßnahmen zum Abbau der Arbeitslosigkeit, die jedoch eine höhere Staatsverschuldung zur Folge hatten. Im Rahmen so genannter Arbeitsschlachten wurde die Infrastruktur ausgebaut. Bis 1935 wurde der Verkehr zwischen dem Overledingerland und der Kreisstadt noch über die Ledafähre bei Esklum abgewickelt; ab jenem Jahr fuhren erstmals Autos über die neu errichtete Brücke auf der Reichsstraße 70.
Während des Zweiten Weltkriegs gab es in Westoverledingen mehrere Kriegsgefangenen- und Arbeitslager. So waren in Ihrhove zirka 20 Franzosen inhaftiert, in Ihren mehrere Ukrainerinnen sowie Russen und Polen. In Völlen waren 20 Russen und Ukrainer untergebracht, in Driever polnische und niederländische Zwangsarbeiter. Alle wurden in landwirtschaftlichen Betrieben eingesetzt.
Vom Luftkrieg war das Gebiet kaum betroffen. Die Orte Großwolde, Steenfelde und Flachsmeer erlitten am Kriegsende jedoch große Zerstörungen beim Vormarsch der kanadischen Truppen auf Leer. Die Alliierten waren zwischen Weener und Westoverledingen über die Ems gesetzt und griffen Leer sowohl von Westen (zunächst jenseits der Ems) als auch von Süden her an. Ihrhove entging dem Schicksal der Nachbardörfer dadurch, dass der Bürgermeister mit dem Fahrrad und einer weißen Fahne den kanadischen Truppen entgegenfuhr. Der Leeraner Stadtkommandant, Fregattenkapitän Frey, beharrte auf der Verteidigung der Stadt und ließ die zehn Jahre zuvor erbaute Brücke über die Leda am 24. April sprengen. Dies hatte zwar auf die Verteidigung der Stadt keinen Einfluss mehr, erschwerte aber nach dem Krieg die Verbindung zwischen dem Overledingerland und der Kreisstadt. Mit der Eroberung Leers Ende April 1945 waren die Kriegshandlungen im Gebiet beendet.

### Nachkriegszeit
In der Nachkriegszeit wurden zahlreiche Vertriebene aufgenommen. Der Landkreis Leer und mit ihm das Overledingerland nahm unter allen niedersächsischen Kreisen die meisten Personen auf, die schon in den Ostgebieten arbeits- oder berufslos waren. Auch der Anteil der über 65-Jährigen lag höher als im Durchschnitt Niedersachsens. Hingegen hatte der Landkreis Leer von allen niedersächsischen Landkreisen den geringsten Anteil an männlichen Flüchtlingen im Alter von 20 bis 45 Jahren. Dies trug erheblich dazu bei, dass die Arbeitslosenzahlen in den frühen 1950er Jahren weit überdurchschnittlich waren. Die Abwanderung von Flüchtlingen in prosperierendere Regionen Deutschlands war entsprechend hoch.
Der Strukturwandel in der Landwirtschaft erfasste nach dem Krieg ganz Ostfriesland. Die Zahl der Agrarbeschäftigten nahm infolge zunehmender Mechanisierung und Rationalisierung deutlich ab. Zum Teil wurde der Arbeitskräfteüberschuss dadurch aufgefangen, dass sich seit den späten 1950er Jahren neue Beschäftigungsmöglichkeiten außerhalb der Gemeinde auftaten, so ab 1957 durch ein Zweigwerk des Büromaschinenherstellers Olympia in Leer mit zeitweise 2700 Beschäftigten. Westoverledingen wurde zum Auspendlergebiet. Die Arbeitslosenzahlen blieben dennoch überdurchschnittlich.
Bei der Sturmflut 1962 brach bei Völlen der Emsdeich. Dadurch wurden die Ländereien und das Dorf selbst von den Wassermassen überschwemmt. An Häusern und in der Gärtnereisiedlung entstand Sachschaden; Todesopfer waren nicht zu beklagen. Anschließend wurden fast alle Deiche in der Region erhöht und kleinere Sielbauwerke zusammengefasst, da sie den schwächsten Punkt in der Deichlinie bildeten. Im Zuge dieser Maßnahmen wurde das Esklumer Siel aufgegeben. Bei Coldemüntje wurde im Rahmen der Deichkorrekturen ein altes Sielbauwerk durch das Schöpfwerk Coldemüntje ersetzt, das Weekenborger Siel durch eine Deichverkürzung außer Betrieb genommen. Das Muhder Siel bei Kloster Muhde wurde erheblich erweitert und dient seitdem als Hauptsiel des Gemeindegebiets.
Die Emsfähre zwischen dem Westoverledinger Wohnplatz Hilkenborg bei Mitling-Mark und Weener wurde 1972 eingestellt. Bereits seit der Errichtung der neuen Friesenbrücke in den 1920er Jahren war der Fährverkehr zurückgegangen. Nach Errichtung einer modernen Straßenbrücke zwischen dem südlich gelegenen Papenburg und Weener sah der Landkreis Leer als Betreiber der Fähre für sie keine Zukunft mehr. Die Emsfähre Ditzum–Petkum ist die letzte verbliebene über den Fluss.
Die Gemeinde litt weiterhin unter überdurchschnittlich hoher Arbeitslosigkeit. So wurden Mitte der 1980er Jahre im Arbeitsamtsbezirk Leer Arbeitslosenquoten von mehr als 20 Prozent verzeichnet, mit dem Höhepunkt im Jahr 1984 (23,1 Prozent), damals die höchste Arbeitslosenquote der Bundesrepublik. Eine der Ursachen war die Schließung des Olympia-Werks und der Jansen-Werft, der beiden größten Leeraner Arbeitgeber.

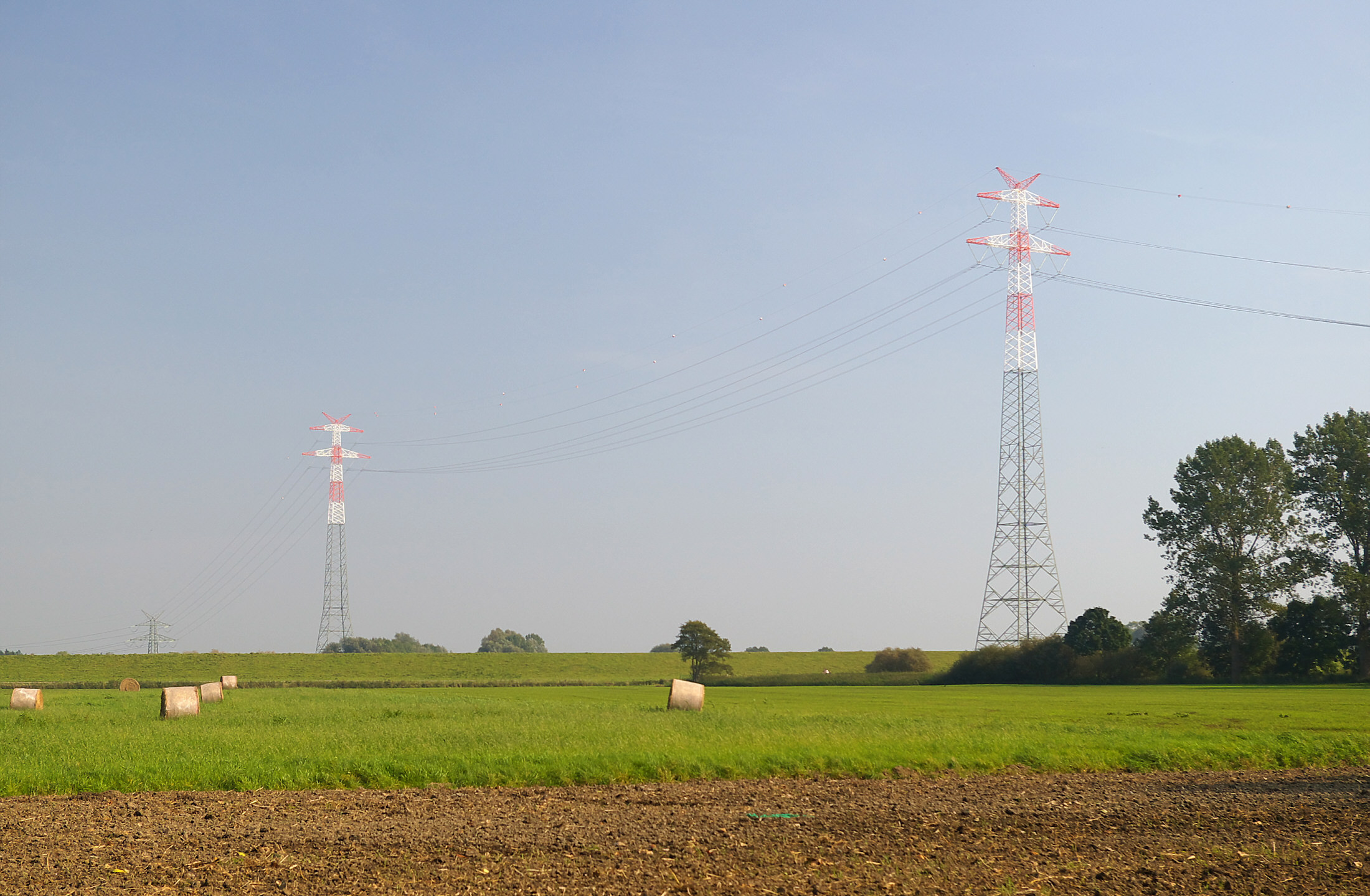
380-kV-Ems-Freileitungskreuzung mit inzwischen erhöhten Masten

Im November 2006 geriet die Gemeinde durch einen länderübergreifenden Stromausfall in die Schlagzeilen. Hintergrund war die Überführung des bei der Meyer Werft gebauten Kreuzfahrtschiffes Norwegian Pearl: Für die Emspassage musste aus Sicherheitsgründen die 380-kV-Ems-Freileitungskreuzung zwischen Mitling-Mark und Diele abgeschaltet werden. Das Schiff konnte aufgrund der Höhe zwar unter der Stromleitung hindurchfahren, jedoch wäre der Abstand zu den Decksaufbauten gering gewesen, was Sicherheitsrisiken barg. Durch die Abschaltung kam es zu einer Überlastung des Stromnetzes und in dessen Folge zu einem Stromausfall in mehreren westeuropäischen Ländern. Danach wurden die Masten der Freileitungskreuzung auf 110 Meter erhöht, so dass die Schiffe der Werft seither die Ems passieren können, ohne dass eine Abschaltung der Hochspannungsleitung erforderlich ist.

### Eingemeindungen
Am 1. Januar 1973 wurden die zwölf Gemeinden (heute: Ortschaften) Breinermoor, Driever, Esklum, Flachsmeer, Folmhusen, Großwolde, Grotegaste, Ihren, Ihrhove, Mitling-Mark, Steenfelde und Völlen zur Gemeinde Westoverledingen verschmolzen. Die Verantwortlichen erinnerten sich des Namens der mittelalterlichen Landesgemeinde und benannten das vorliegende Gebiet nach dem Overledingerland. Ähnlich verfuhren die Lokalpolitiker auch in anderen Gegenden Ostfrieslands, beispielsweise im Moormerland, in Uplengen oder im Brookmerland.

### Ausgliederungen
Am 1. Juli 1974 wurde ein Gebietsteil mit damals etwa 100 Einwohnern an die Stadt Papenburg abgetreten.

### Einwohnerentwicklung
Mit 19.828 Einwohnern auf 111,9 Quadratkilometern ist Westoverledingen sowohl im Vergleich zum ostfriesischen als auch zum niedersächsischen Mittelwert dicht besiedelt. Einer Einwohnerdichte von gerundet 177 pro Quadratkilometer stehen Vergleichswerte von 147 (Ostfriesland) und 166 (Niedersachsen) gegenüber. Im Vergleich zur Bundesrepublik (229 Ew/Quadratkilometer) bleibt die Einwohnerdichte Westoverledingens jedoch zurück.
Die Zahl der Einwohner stieg seit der Gemeindegründung bis 2005 auf 20.091. Seither ist ein leichter Rückgang zu beobachten. Ein Trend, der sich nach Prognosen der Bertelsmann-Stiftung nicht fortsetzen wird. Sie geht im Wegweiser Kommune davon aus, dass die Gemeinde im Jahr 2030 etwa 19.950 Einwohner haben wird. Dabei wird sich jedoch die Altersstruktur verschieben. Schon in der Gegenwart steigt der Altersdurchschnitt der Bevölkerung an, bedingt durch die Zuwanderung älterer Menschen aus anderen Regionen und eine negative Geburtenbilanz. Im Jahr 2011 wurden 152 Geburten und 194 Sterbefälle registriert.

Einwohnerentwicklung von Westoverledingen von 1961 bis 2016

| Jahr | Einwohner |
| ---- | --------- |
| 1961 | 13.033    |
| 1970 | 14.911    |
| 1973 | 15.300    |
| 1975 | 15.264    |
| 1980 | 15.443    |
| 1985 | 15.836    |
| 1990 | 16.839    |
| 1995 | 18.139    |

| Jahr | Einwohner |
| ---- | --------- |
| 2000 | 19.433    |
| 2005 | 20.091    |
| 2010 | 19.828    |
| 2011 | 19.822    |
| 2015 | 20.482    |
| 2016 | 20.775    |
| 2017 | 20.912    |

### Entwicklung des Gemeindenamens
Die Region wurde erstmals 1346 als Overlederlande urkundlich erwähnt. 1460 tauchte die Bezeichnung Overledingerlande auf. Der Name der Gemeinde geht auf eine Bezeichnung für das Gebiet und die Bewohner jenseits der Leda (over de Leda aus Sicht des Zentrums Ostfrieslands um Aurich, Emden und Leer) zurück, an die das Zugehörigkeitssuffix -ing angehängt wurde. Der Name des Flusses stammt entweder aus dem altfriesischen lêde für Wasserlauf oder ist eine tautologische Zusammensetzung von lêde und der altfriesischen Bezeichnung ā, ē für Fluss oder Wasser. Da die Gemeinde im westlichen Drittel der historischen Landesgemeinde liegt, wurde noch ein West- vorangestellt.

## Religion

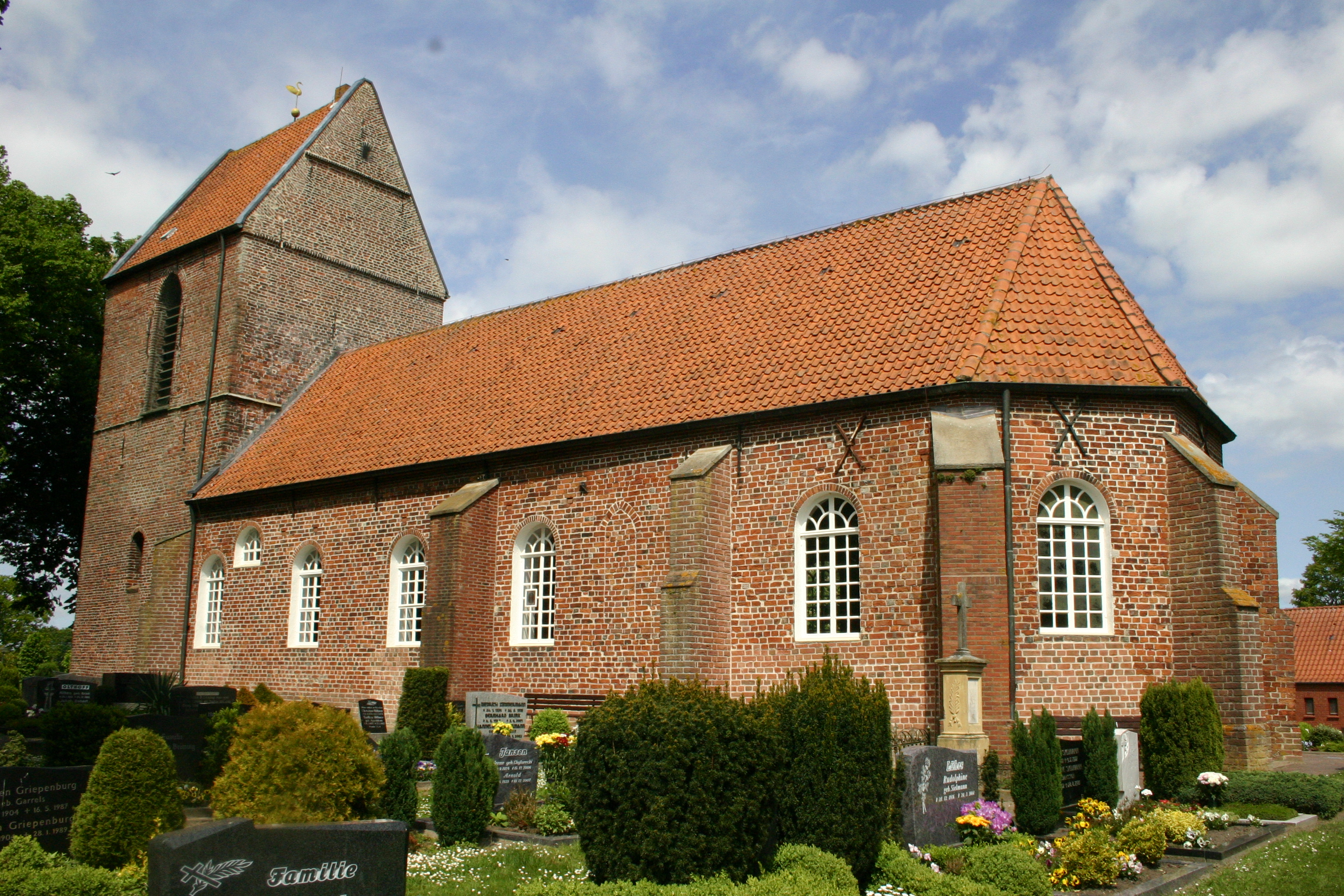
Ev.-luth. Kirche in Völlen

Westoverledingen war seit der Reformation zunächst über Jahrhunderte überwiegend evangelisch-reformiert, es gab jedoch auch einzelne lutherische Gemeinden. Durch den Zuzug von Katholiken aus dem katholisch geprägten Emsland sowie von Vertriebenen nach dem Zweiten Weltkrieg gibt es heute eine deutlich größere Zahl an Katholiken. Mittlerweile leben auf dem Gemeindegebiet fast doppelt so viele lutherische wie reformierte Christen. Im Jahr 2008 setzten sich die Konfessionen wie folgt zusammen: Dem evangelisch-lutherischen Bekenntnis gehörten 47 Prozent der Einwohner an, evangelisch-reformiert waren 24 Prozent und römisch-katholisch 17 Prozent. Sonstige und Konfessionslose machten 12 Prozent der Einwohner aus.
Der Südosten des Gemeindegebiets ist mit den fünf Kirchengemeinden Breinermoor, Flachsmeer, Steenfelde, Völlen und Völlenerkönigsfehn eher lutherisch, der Nordwesten mit sieben Kirchengemeinden in Driever, Esklum, Großwolde, Grotegaste, Ihrhove, Ihrenerfeld und Mitling-Mark stärker reformiert. Die lutherischen Gemeinden gehören zum Kirchenkreis Rhauderfehn mit insgesamt 18 Kirchengemeinden und etwa 40.000 Mitgliedern innerhalb des Sprengels Ostfriesland. Die reformierten Gemeinden sind Teil des Synodalverbandes Südliches Ostfriesland mit 23.000 Gemeindegliedern in 17 Kirchengemeinden.
Ab 1853 bestand in Flachsmeer eine römisch-katholische Missionsstation St. Bernhard, die 1908 in eine Pfarrei umgewandelt wurde. Die Diasporagemeinde umfasste seit ihren Anfängen das gesamte Gebiet der heutigen politischen Gemeinde Westoverledingen. Als Außenstationen wurde 1959 St. Franziskus Ihrhove und 1967 St. Bonifatius Völlenerkönigsfehn fertiggestellt. Flachsmeer bildet mit St. Bonifatius Rhauderfehn eine Pfarrgemeinschaft und gehört zum Dekanat Ostfriesland im Bistum Osnabrück.
Evangelisch-Freikirchliche Christen (Baptisten) haben ihr Gemeindezentrum in Ihren. Die Gemeinde, zu der auch eine kleine Baptistenkapelle in Flachsmeer gehört, hat etwa 230 Mitglieder und gilt als Muttergemeinde der Baptisten in Ostfriesland. Organisatorisch gehören die Westoverledinger Baptisten zum evangelisch-freikirchlichen Regionalverband Ems-Jade-Mission (EJM) sowie zum Landesverband Baptisten im Nordwesten. Eine altkonfessionelle Freikirche ist die evangelisch-altreformierte Gemeinde. Ihr zweites Kirchengebäude stammt aus dem Jahr 1960. Gegenwärtig hat die Gemeinde etwa 200 Mitglieder.

## Politik

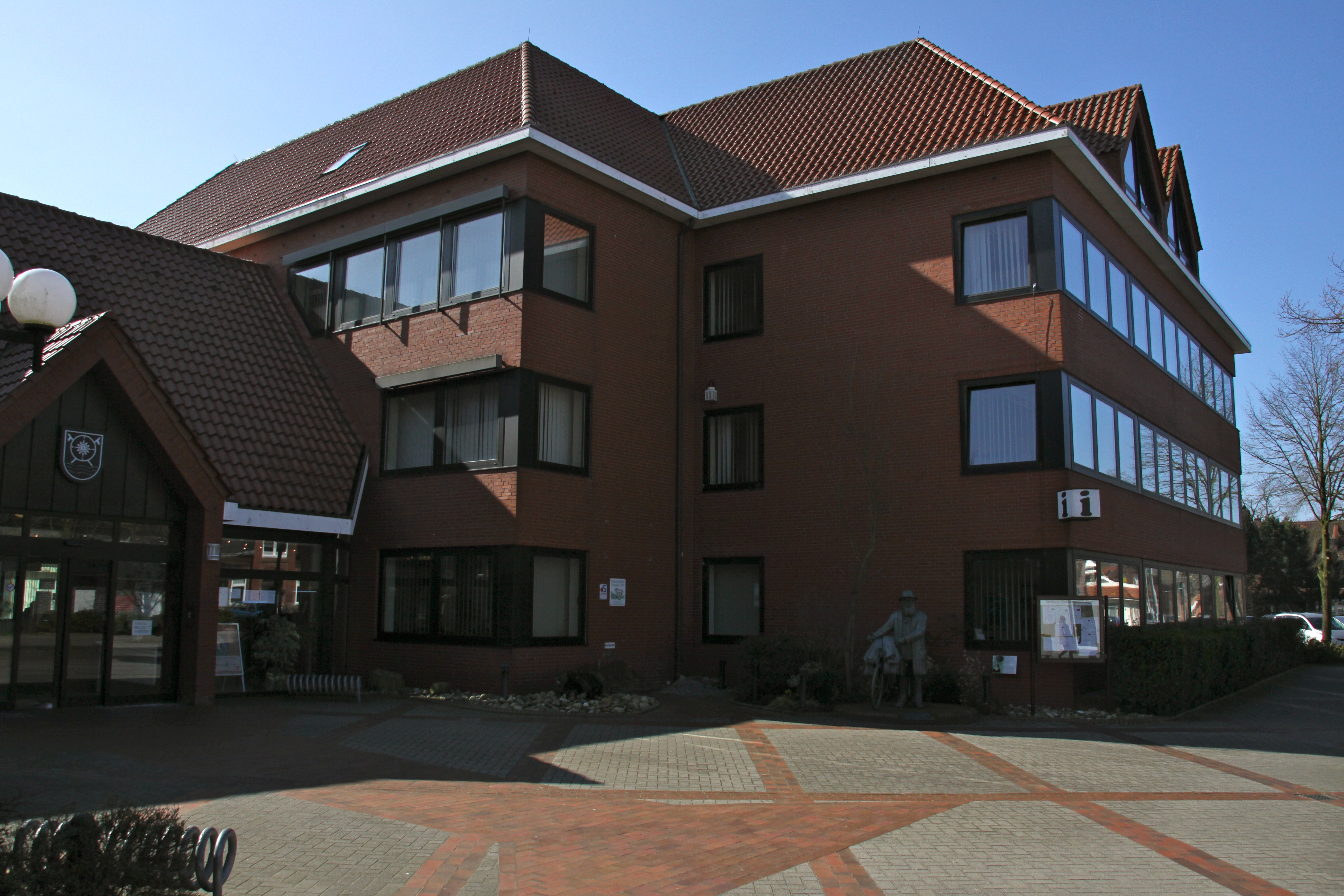
Das Rathaus von Westoverledingen in Ihrhove

Westoverledingen ist – wie Ostfriesland in seiner Gesamtheit – seit Jahrzehnten eine Hochburg der SPD. Allerdings spielte die CDU, die nach dem Zweiten Weltkrieg im Landkreis Leer bereits frühzeitiger als in anderen Gegenden der Region organisiert war, ebenfalls eine wichtige Rolle. Dabei lassen sich bei Bundestagswahlen wie auch bei Kommunalwahlen bestimmte geografische Schwerpunkte feststellen. Ihre besten Ergebnisse zeitigte die CDU in den kleinen, landwirtschaftlich geprägten Emsdörfern sowie im Hauptort Ihrhove, während die SPD im einwohnerstärksten Südteil des Gemeindegebiets (Flachsmeer, Völlenerfehn und weitere Ortsteile) ihre besten Ergebnisse einfuhr, die oft über 60 und in einzelnen Wahllokalen über 70 Prozent der abgegebenen, gültigen Stimmen lagen.
Bei der Bundestagswahl 2002 lag die SPD gemeindeweit bei 59 Prozent, die CDU holte 27 Prozent. Die Wahl 2005 sah die SPD bei 54 und die CDU bei 26,2 Prozent. 2009 errangen die Sozialdemokraten mit 36,6 Prozent ihr schlechtestes Ergebnis seit Jahrzehnten, die CDU blieb jedoch mit 27,3 Prozent auf annähernd gleichem Niveau wie vier Jahre zuvor. Erstmals seit Jahrzehnten gewann bei jener Wahl eine andere Partei einen zweistelligen Wähleranteil: Die Linke errang 13,5 Prozent. Außerdem erhielten Grüne und FDP hohe einstellige Wähleranteile (7,9 und 9,8 Prozent), während die Anteile bei vorherigen Wahlen meist im kleineren bis mittleren einstelligen Bereich lagen.
Auf kommunaler Ebene liegen die Sozialdemokraten ebenfalls vorne. Bis 2006 stellten sie zudem den Bürgermeister. Bei der Kommunalwahl 2011 gelang den Grünen erstmals ein zweistelliges Ergebnis. Bei der niedersächsischen Kommunalwahl vom 12. September 2021 wurden in den Gemeinderat vier Parteien, zwei Wählergemeinschaften und ein Einzelvertreter gewählt.

### Bürgermeister und Gemeinderat
Hauptamtlicher Bürgermeister der Gemeinde Westoverledingen ist seit dem 1. November 2016 der parteilose Theodor Douwes. Seine Vorgänger waren von 2006 bis 2016 Eberhard Lüpkes und von 1998 bis 2006 Meinhard Schmidt (SPD). Im Rahmen der bis dahin gültigen Zweigleisigkeit fungierte Gerhard Hartema von 1973 bis 1997 als Gemeindedirektor. Unterstützt wird Douwes vom Ersten Gemeinderat Rolf Hüser und den stellvertretenden Bürgermeistern. Bei der Bürgermeisterwahl am 11. September 2016 erreichte keiner der Kandidaten die absolute Mehrheit. Die fällige Stichwahl am 25. September gewann Douwes mit 65,1 % vor dem SPD-Kandidaten Gerhard Wiechers. Bei der Bürgermeisterwahl am 12. September 2021 erreichte Douwes ohne Gegenkandidaten 76,4 % der Stimmen. Die Wahlbeteiligung lag bei 50,5 %.
Der Gemeinderat besteht aus 32 Ratsfrauen und -herren. Dies ist die festgelegte Anzahl für eine Gemeinde mit einer Einwohnerzahl zwischen 15.001 und 20.000 Einwohnern. Die Ratsmitglieder werden in einer Kommunalwahl für fünf Jahre gewählt. Die aktuelle Amtszeit begann am 1. November 2021 und endet am 31. Oktober 2026. Stimmberechtigt im Rat der Stadt ist außerdem der Bürgermeister, dessen Amtszeit nun an die des Gemeinderates angeglichen ist.
Die letzte niedersächsischen Kommunalwahl vom 12. September 2021 ergab folgende Sitzverteilung im Gemeinderat:
| Partei      | Anteilige Stimmen | Anzahl Sitze | Veränderung Stimmen | Veränderung Sitze |
| ----------- | ----------------- | ------------ | ------------------- | ----------------- |
| SPD         | 49,0 %            | 16           | +1,0 %              | 0                 |
| CDU         | 26,0 %            | 8            | −4,8 %              | −2                |
| Grüne       | 10,9 %            | 3            | +3,9 %              | +1                |
| MOIN        | 7,3 %             | 2            | −2,6 %              | −1                |
| dieBasis    | 2,5 %             | 1            | + 2,5 %             | +1                |
| Die Linke   | 2,3 %             | 1            | + 2,3 %             | +1                |
| Martin Bron | 2,2 %             | 1            | +0,3 %              | 0                 |

Die Wahlbeteiligung lag mit 50,47 Prozent deutlich unter dem niedersächsischen Durchschnitt von 57,1 Prozent.

### Vertreter im Land- und Bundestag
Westoverledingen zählt zum Landtagswahlkreis Leer/Borkum. Er umfasst die Städte Borkum, Weener die Gemeinden Bunde, Jemgum, Moormerland und Westoverledingen sowie das gemeindefreie Gebiet Insel Lütje Hörn. Bei der letzten Landtagswahl in Niedersachsen vom 9. Oktober 2022 gewann Nico Bloem (SPD) das Direktmandat mit 42,7 % der Stimmen. Über die Landesliste von Bündnis 90/Die Grünen zog Meta Janssen-Kucz erneut in den Landtag ein. Janssen-Kucz legte ihr Mandat im Dezember 2024 nieder.
Westoverledingen gehört zum Bundestagswahlkreis Unterems (Wahlkreis 25), der aus dem Landkreis Leer und dem nördlichen Teil des Landkreises Emsland besteht. Der Wahlkreis wurde zur Bundestagswahl 1980 neu zugeschnitten und ist seitdem unverändert. Bislang setzten sich in diesem Wahlkreis ausschließlich CDU-Kandidaten durch. Bei der Bundestagswahl 2025 wurde die CDU-Abgeordnete Gitta Connemann aus Leer erneut direkt gewählt. Über Listenplätze der Parteien zogen Anja Troff-Schaffarzyk (SPD) und Martina Uhr (AfD) aus dem Wahlkreis in den Bundestag ein.

### Kommunale Finanzen
Die Gemeinde Westoverledingen hat im Jahr 2010 ihren Haushalt als erste Kommune im Landkreis Leer auf das Neue kommunales Rechnungswesen (NKR) (Doppik) umgestellt. Im Haushaltsplan standen damals rund 18,3 Millionen Euro im Ergebnishaushalt etwa 20 Millionen Euro an „ordentlichen Aufwendungen“ gegenüber. Das bedeutet einen Fehlbetrag von 1,76 Millionen Euro. Die Pro-Kopf-Verschuldung lag Ende 2010 bei rund 40 Euro. Sie war damit zwar die niedrigste in der Region Ostfriesland, lag aber um 10 Euro höher als 2007. Insgesamt beliefen sich die Verbindlichkeiten Ende 2010 damit auf rund 793.000 Euro, von denen ein Großteil auf langfristige Darlehensaufnahmen aus der Kreisschulbaukasse zurückgeht.
Aufgrund des geringen Unternehmensbesatzes lagen die Netto-Gewerbesteuereinnahmen im Jahr 2010 bei lediglich 89,67 Euro pro Kopf, was 31 Prozent des niedersächsischen Landesdurchschnitts entsprach. Auch der Gemeindeanteil an der Einkommensteuer (159,55 Euro pro Kopf) in jenem Jahr lag mit 62 Prozent unter dem niedersächsischen Mittelwert.

### Wappen, Siegel und Flagge
| Wappen von Westoverledingen | Blasonierung: „In Silber über einem gesenkten blauen Wellenbalken ein roter Rundschild mit silbernem Schildbuckel und zwölf Zacken, davon vier kreuzweise mit verlängerten Zacken und einer Raute an der Spitze über zwei gekreuzten roten bewimpelten Lanzen.“ |
| Wappen von Westoverledingen | Wappenbegründung: Das Wappen wurde der Gemeinde am 4. November 1975 vom Landkreis Leer genehmigt. Gestaltet wurde es von Edo Pannenborg aus Leer. Der Schild und die Lanzen stehen für einen friesischen Krieger, der einem Overledinger Siegel aus dem 15. Jahrhundert entlehnt ist. Der zwölfstrahlige Schildbuckel deutet auf die zwölf Ortschaften der Gemeinde hin. Die Welle symbolisiert die Flüsse Leda und Ems. Das Dienstsiegel enthält das Wappen und die Umschrift „Gemeinde Westoverledingen, Landkreis Leer“. |

|  | 00Hissflagge:„Die Flagge ist blau und weiß geteilt mit dem aufgelegten Wappen in der Mitte.“ |

### Partnerschaften
Westoverledingen unterhält auf kommunaler Ebene keine Partnerschaften. Die gemeindeeigene Bibliothek beteiligt sich dagegen als bisher einzige Bücherei in Deutschland am weltweiten Projekt „Sister Libraries“. Seit Januar 2010 besteht in diesem Rahmen eine Partnerschaft mit der Kinderbücherei im serbischen Požega. Beide Einrichtungen stehen in intensivem Kontakt, tauschen sich über ihre Aktivitäten aus und planen gemeinsame Projekte.

## Kultur und Sehenswürdigkeiten

### Museen und Theater

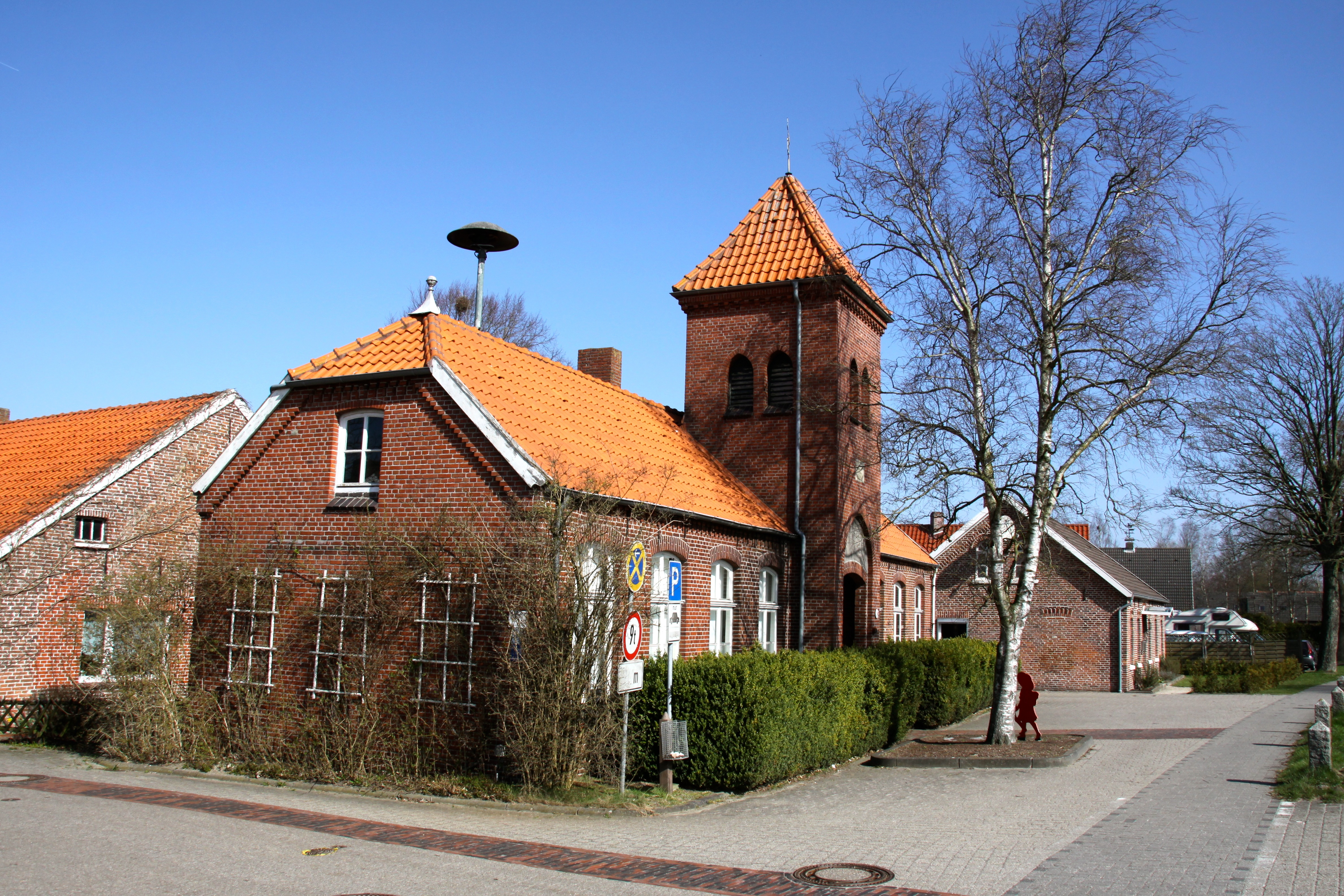
Das Schulmuseum in Folmhusen

Das Ostfriesische Schulmuseum Folmhusen befindet sich seit 1987 im Ortsteil Folmhusen. Es ist in einem alten Schulgebäude von 1904 untergebracht und präsentiert die Geschichte von Schule und Kindheit in Ostfriesland.
Das Museum Vom Korn zum Brot ist im Mühlenensemble von Mitling-Mark beheimatet. Dieses besteht aus einer renovierten und funktionsfähigen Galerie-Windmühle aus dem 18. Jahrhundert (siehe Abschnitt Weitere Bauwerke) sowie dem Müllerhaus nebst Backhaus. Gezeigt wird die Sammlung Omas Küche. Diese besteht aus über 800 historischen Küchengegenständen. Einzigartig in Deutschland ist nach Angaben der Gemeinde Westoverledingen der große Bestand an Porzellan in Delfter Blau mit vorwiegend handgemalten Mühlenmotiven und teilweise mit Blattgold abgesetzten Ornamenten. Im Müllerhaus, einem Gulfhaus, wurde eine historische Bäckerei nachgebaut. Einige Exponate stammen aus der Bäckerei Leferink, Großwolde, weitere Ausstellungsstücke aus der ehemaligen Bäckerei Greve, Völlenerkönigsfehn. Zudem sind ein nachgebauter Dampfbackofen, ein originaler Brotwagen und diverse Kornmühlen zu sehen. In der Mühle können standesamtliche Trauungen durchgeführt werden.
Im Freizeitpark Am Emsdeich wurde ein historischer Dorfplatz mit originalgetreu wieder aufgebauten Gulfhäusern und Nebengebäuden angelegt. Dazu gehört auch ein fehntypischer Bauernhof. In seinem Inneren beherbergt dieser eine historische Stellmacherei, eine Schmiede, Ackerwagen, eine Melk- und Waschküche sowie viele landwirtschaftliche Geräte. Im Wohnteil des Gebäudes wird das Leben besser gestellter Bauernfamilien in historischen Zeiten gezeigt.
Ein eigenständiges Theater gibt es in Westoverledingen nicht. Die vier Laientheatergruppen des Spölkring Ihren, der Dörpkrugspölers aus Ihrhove, der Flassmeertjer Spölschaar und der Theatergruppe des Gesangsvereins Einigkeit Völlenerfehn führen ihre Inszenierungen in den örtlichen Gasthöfen oder in einer der insgesamt elf Begegnungsstätten der Gemeinde auf.

### Kirchen

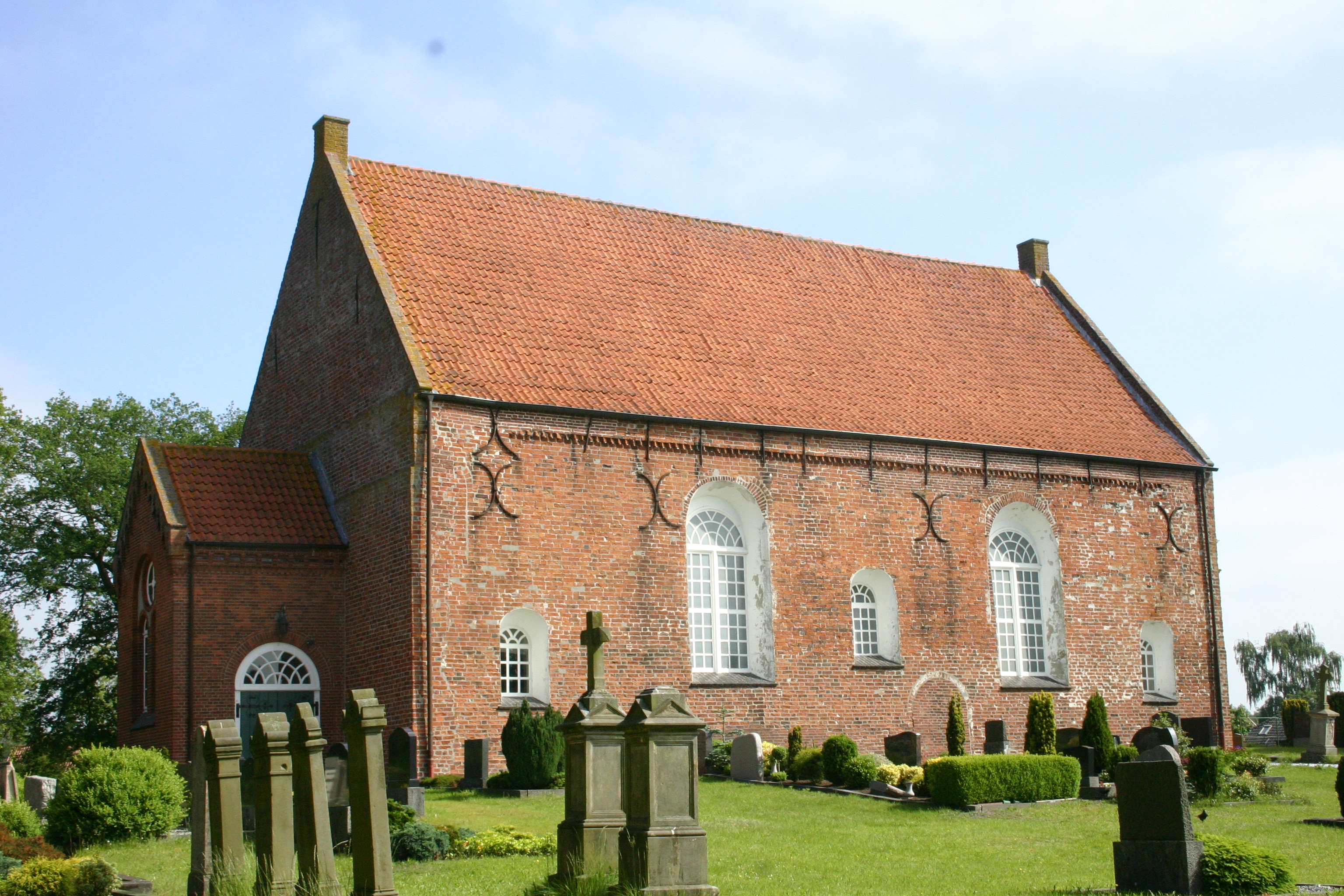
Südseite der Ihrhover Kirche (um 1250)

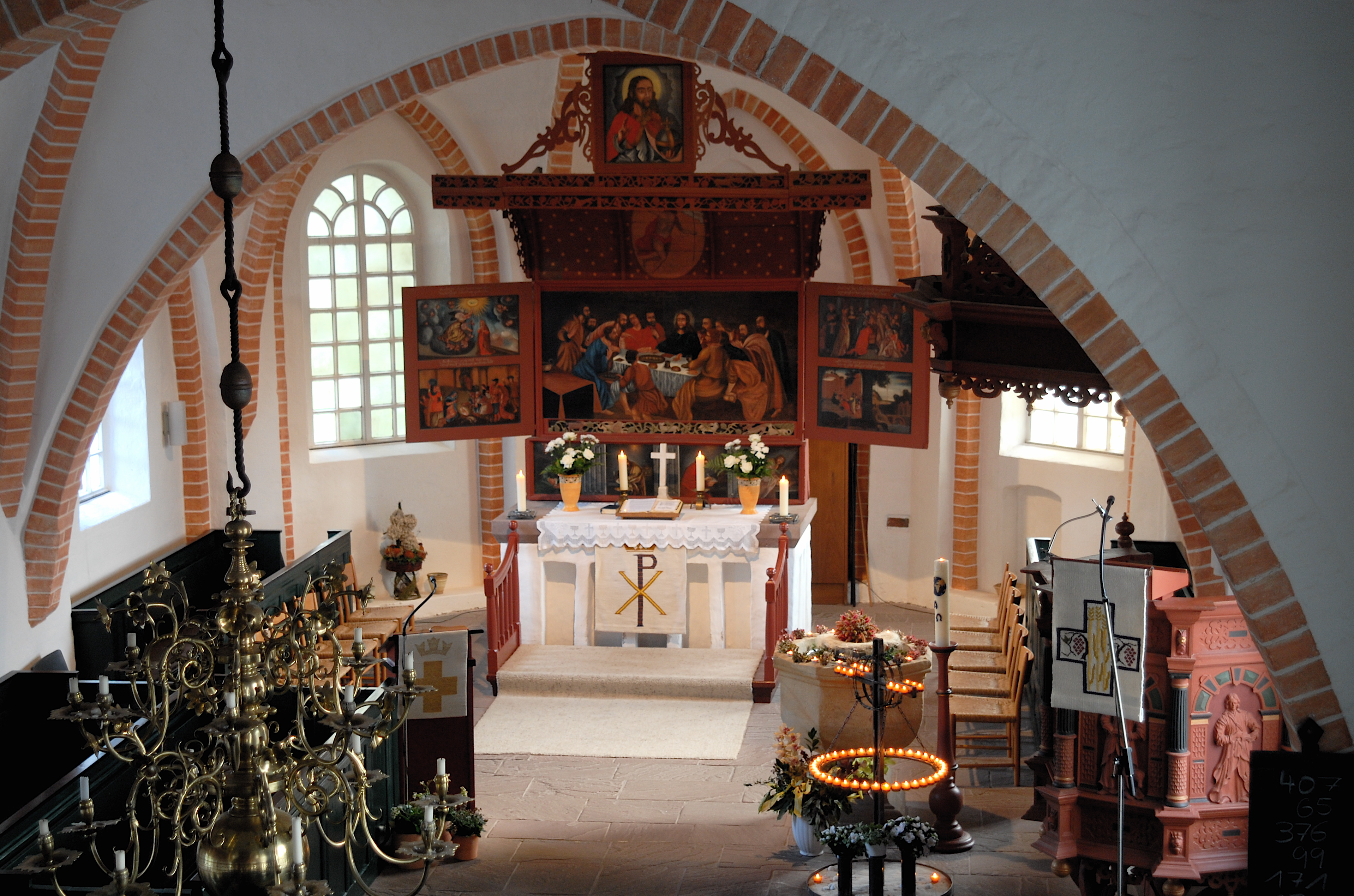
Chor mit spätgotischem Altar in Völlen

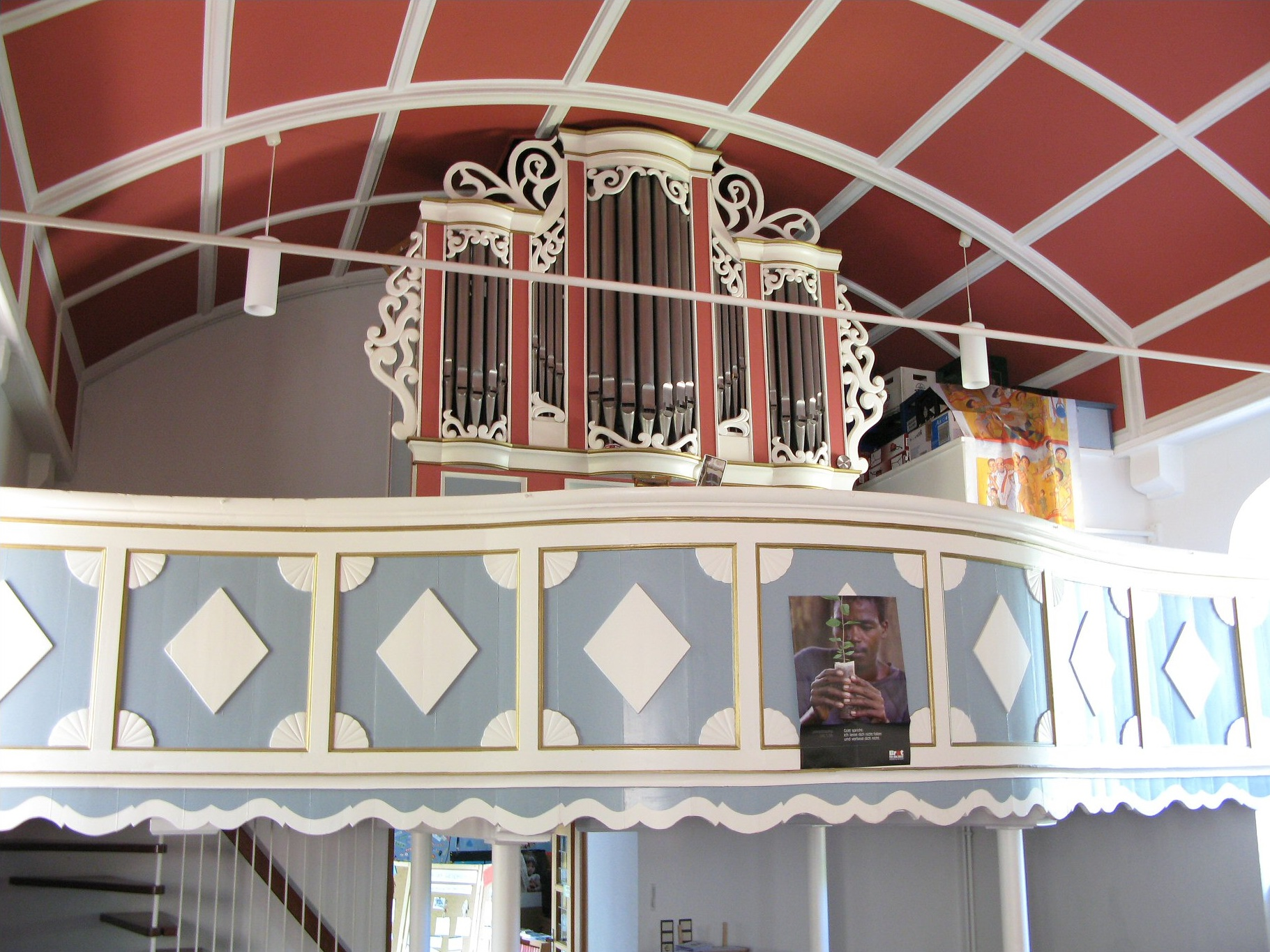
Westempore der Großwolder Kirche mit Janssen-Orgel (1884)

In vorreformatorischer Zeit gehörten die meisten Kirchen im heutigen Gemeindegebiet zur Propstei Leer im Bistum Münster. Die drei südlich gelegenen Kirchen in Mitling-Mark, Steenfelde und Völlen unterstanden der Sendkirche Aschendorf im Bistum Osnabrück. Im Zuge der Reformation wandten sich die Gemeinden schnell dem neuen Bekenntnis zu, in Völlen bereits im Jahr 1521. Fünf romanische Kirchen sind erhalten, die alle als geostete, rechteckige Backstein-Saalkirchen errichtet wurden. Die kleinen hochsitzenden Rundbogenfenster und die Portale an den Langseiten wurden später zugemauert.
Die Esklumer Kirche aus der Mitte des 13. Jahrhunderts ist die älteste im westlichen Overledingerland. Möglicherweise bestand hier ein älterer Vorgängerbau aus Holz. Im 15. Jahrhundert wurde der Glockenturm mit Satteldach als Wehrturm angebaut und konnte als Bergfried genutzt werden. Darauf weisen im oberen Geschoss die Schießscharten und der Kamin, dessen Schacht über dem Kircheneingang heraustritt.
Jüngste archäologische Untersuchungen der Reformierten Kirche in Ihrhove sprechen für eine gezielte Gründung der Siedlung und den Bau der Kirche um 1250.
Die Mitling-Marker Kirche aus dem 13. Jahrhundert gehörte ursprünglich zu einer Klosteranlage. Darauf weisen neben Überlieferungen die Situierung außerhalb des Dorfes und der Mauerschutt in der Warft.
Die Steenfelder Kirche aus dem 13. oder 14. Jahrhundert wird von einem drei Meter hohen, mit Bäumen bewachsenen Erdwall umgeben. Aus der Erbauungszeit der Kirche stammt auch der Glockenturm, der in Form des freistehenden „Parallelmauertyps“ nördlich der Kirche seinen Platz fand.
Die erste Großwolder Kirche im Hammrich wurde aufgrund des steigenden Grundwassers abgetragen und um 1350 auf der Geest neu errichtet.
Verschiedene Inventarstücke aus vorreformatorischer Zeit sind erhalten, wie der granitene Taufstein aus dem 13. Jahrhundert in Esklum, der ursprünglich als Weihwasserbecken genutzt wurde. Die romanischen Taufbecken aus Bentheimer Sandstein sind in Großwolde und Mitling-Mark mit einem Rankenfries verziert und ruhen auf vier Löwenfüßen. In der Großwolder Kirche sind an mittelalterlicher Ausstattung die Nischen für die Vasa Sacra, ein Sandsteinrelief mit Kreuz und zwei Bischofstäben, eine Piscina und eine Kredenznische erhalten. In die Ostwand wurde ein Hagioskop eingebrochen, das den Leprakranken im Mittelalter den Blick auf die heilige Eucharistiefeier ermöglichte. Die Marienglocke in Völlen datiert von 1330 und gehört zu den ältesten Glocken in Ostfriesland. Im Glockenturm von St. Johannes Baptist in Grotegast sind die beiden Glocken aus dem 14. Jahrhundert bis heute in Gebrauch. Die ältere Marienglocke wurde von Harmannus im Jahr 1352 gegossen und stellt in einer Strichzeichnung das abgeschlagene Haupt Johannes des Täufers dar, dem die Kirche ihr Patrozinium verdankt. Die andere Glocke datiert von 1364 und ist nach der Heiligen Katharina benannt.
Auf dem Gemeindegebiet steht eine spätgotische Backsteinkirche in Völlen. Die Peter-und-Paul-Kirche aus dem Beginn des 15. Jahrhunderts verfügt über einen polygonalen Ostchor mit Kreuzrippengewölbe und ein Chorjoch, die wie die Langseiten von Strebepfeilern gestützt werden. Im Jahr 1559 erfolgte westlich an das Kirchenschiff der Anbau des Wehrturms auf quadratischer Grundfläche mit einem Satteldach. Bedeutendster Einrichtungsgegenstand ist der Altar mit einer mittelalterlichen Mensa. Das Altarretabel mit Baldachin auf einer Predella stammt aus der 2. Hälfte des 15. Jahrhunderts. Der ursprüngliche Schrein wurde 1676 durch einen gemalten protestantischen Flügelaltar ersetzt, dessen mittleres Bild die Abendmahlsszene und die Seiten Kindheitszenen Jesu zeigen. Auf dem mit Holzschnitzereien verzierten Baldachin ist die Himmelfahrt Christi und auf dem barocken Aufsatz der triumphierende Auferstandene mit der Weltenkugel dargestellt.
Auf dem Gebiet der Gemeinde wurden drei Kirchbauten im 19. Jahrhundert errichtet. St. Johannes Baptist in Grotegaste aus dem Jahr 1819 ist vom Klassizismus geprägt. Die beiden Längsseiten werden durch Pilaster in vier Wandfelder mit je einem rundbogigen Fenster gegliedert. Die Baptistenkapelle Ihren wurde um 1854 gebaut. Sie ist nach dem Felder Bethaus bei Westerstede das zweitälteste baptistische Kirchengebäude in Deutschland. St. Bernhard in Flachsmeer ist die einzige katholische Pfarrkirche in Westoverledingen. Sie wurde 1860 im Stil der Neuromanik gestaltet und 1904 durch eine eingezogene Apsis und eine seitlich anschließende Sakristei erweitert. Die Langseiten werden durch Lisenen gegliedert, in deren Felder rundbogige Fenster angebracht sind. Der Glockenturm ist halb in das Schiff eingebaut. Zwei Gotteshäuser wurden im Jahr 1907 errichtet, die Ihrenerfelder Kirche und für die neu gegründete Fehnkolonie die Christus-Kirche in Völlenerkönigsfehn.
Gerd Sieben Janssen schuf auf dem Gebiet Westoverledingens etliche Orgelneubauten: in Grotegaste (1854), Esklum (1854/55), Steenfelde (1858/59), Breinermoor (um 1874) und Großwolde (1883/84). 1869 führte er in Völlen einen eingreifenden Umbau der Orgel von Wilhelm Eilert Schmid aus dem Jahr 1822/23 durch. Nahezu vollständig erhaltene Instrumente stehen von Brond de Grave Winter (1859/60) in Mitling-Mark und von den Gebr. Rohlfing in Driever.

### Weitere Bauwerke

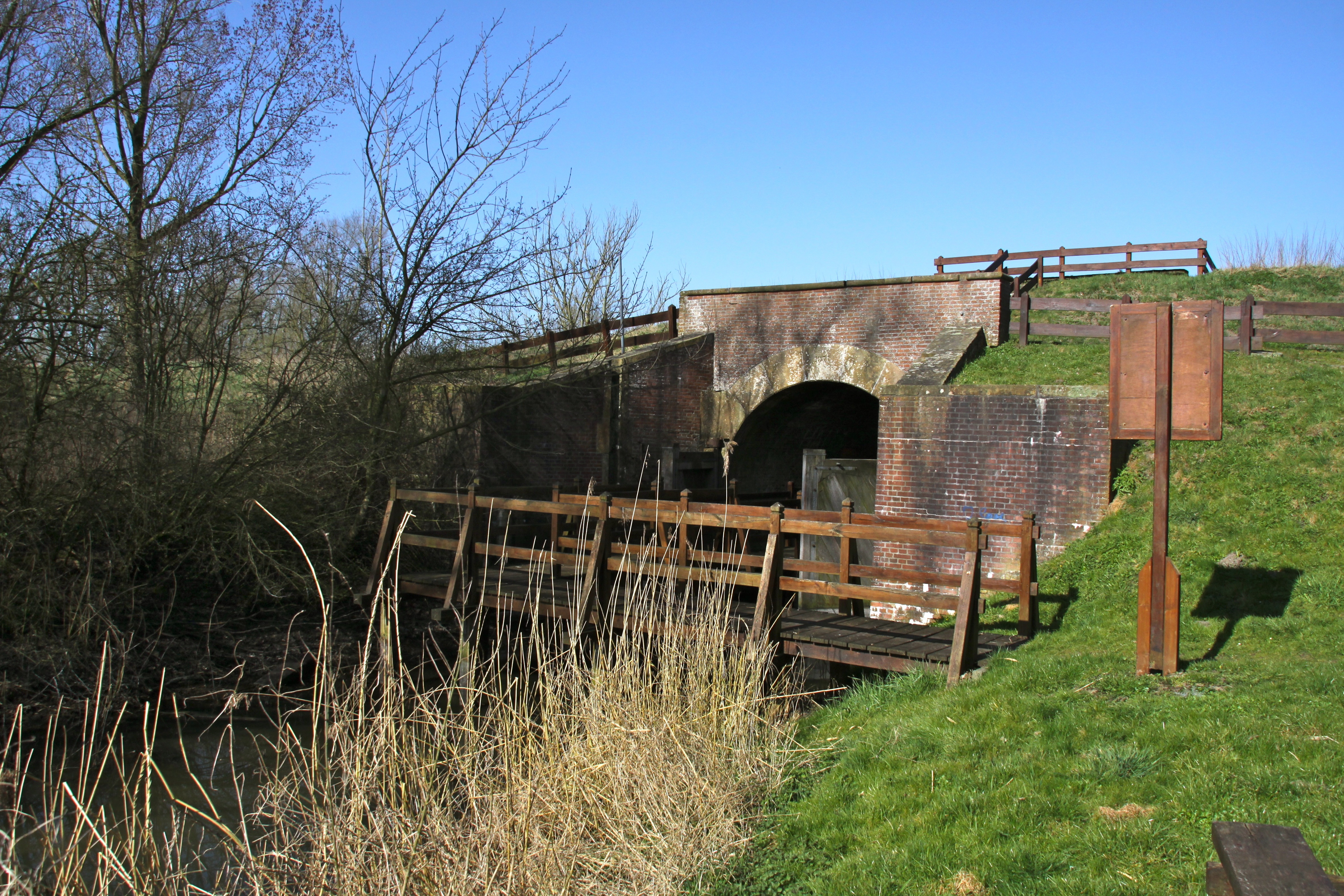
Begehbares Siel in Weekeborg

Von den Burgen, etwa der Esseburg, haben sich, wie auch von der Kommende Muhde, keine aufgehenden Mauerreste erhalten. Der alte Wehrdeich bildet hingegen bis heute die Südgrenze Westoverledingens – und damit Ostfrieslands – gegenüber dem benachbarten Papenburg.
Unter den landwirtschaftlichen Bauten ist ein niederdeutsches Hallenhaus aus dem Jahre 1491 in Ihrhove zu nennen. Es gilt als das älteste bisher aufgefundene Gebäude dieses Typs in Ostfriesland. Die Mühle in Mitling-Mark ist eine einstöckige Galerie-Holländermühle aus dem Jahre 1843. Das Bauwerk wurde 1984 von der Gemeinde gekauft. Seit 1990 kann die Mühle wieder besichtigt werden. Die Fluttermühle Grotegaste ist hingegen ein Nachbau aus dem Jahre 2000. Sie geht auf Vorbilder aus dem 16. Jahrhundert zurück und wurde vom Mühlenbauer Richard Kluin (1926–2013) aus Ihrhove errichtet. Die 1813 erbaute Mühle in Völlenerfehn ist eine Holländerwindmühle. Ihre Kappe wurde 2009 abgebaut, mittlerweile ist von der Mühle nichts mehr zu sehen. Neben diesen Gebäuden sind in Westoverledingen mehrere gut erhaltene Gulfhöfe unter Denkmalschutz gestellt. Rund um die Geestdörfer befinden sich ausgedehnte Wallheckenlandschaften. Zusammengenommen erreichen die Wälle eine Länge von 160 Kilometern, von denen in den Jahren 1990 bis 2000 mehr als 100 Kilometer saniert wurden. Der Großteil der Wallhecken sind sogenannte „Kampwälle“, welche früher die Weideflächen voneinander abgrenzten. Seltener sind die älteren „Gastwälle“, die als Grenzen zwischen den auf den Gasten befindlichen Äckern und den Gemeinschaftsweiden angelegt wurden.
Ein bahntechnisches Bauwerk von Bedeutung war die Friesenbrücke, die längste deutsche Eisenbahnklappbrücke. Ein Teil der Brücke wurde regelmäßig bei der Überführung von Neubauten der emsaufwärts gelegenen Meyer Werft ausgehängt und nach Beendigung der Passage wieder eingesetzt. Nach einer Schiffskollision mit einem Frachter im Dezember 2015 wurde die Brücke 2021/22 abgerissen und soll voraussichtlich bis Mitte 2025 durch einen Neubau ersetzt werden.
Bei Weekeborg südlich von Driever ist ein historisches Sieltor zu besichtigen. Dieses blieb nach einer Deichverkürzung in einem Deichrest vollständig erhalten und wurde über eine Steganlage begehbar gemacht. Unmittelbar südlich des Siels liegt ein großer Kolk, die Spur eines Deichbruches aus dem Jahr 1825.

### Regelmäßige Veranstaltungen

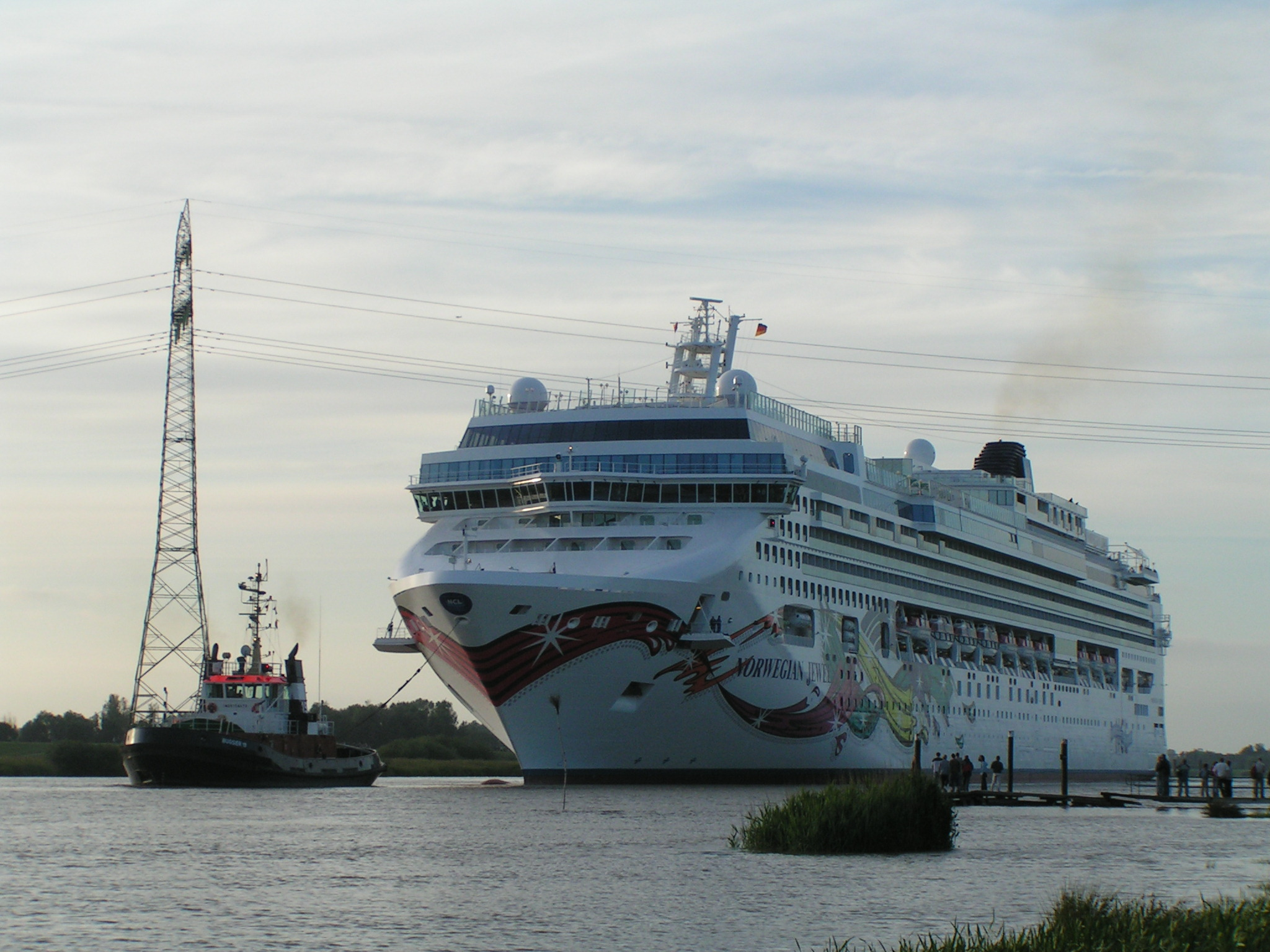
Ems bei Mitling-Mark bei der Überführung des Kreuzfahrtschiffes Norwegian Jewel

Herausragendste regelmäßige Veranstaltung ist der Ihrhover Bottermarkt. Er wird jedes Jahr an zwei Tagen des letzten Juni-Wochenendes veranstaltet und geht auf historische Vorbilder aus dem 19. Jahrhundert zurück. Im Jahr 1979 organisierte die damalige Ortsbürgermeisterin von Ihrhove, Hedwig Pruin, die Neuauflage, die seither tausende Besucher anlockt. Alle zwei Jahre fand in Flachsmeer ein Oldtimertreffen statt. Die von den Westoverledinger Schlepperfreunden organisierte Veranstaltung galt als eine der größten Zusammenkünfte historischer Traktoren in der Region, musste 2015 aber wegen der Auflagen abgesagt werden. Neben landwirtschaftlichen Zugmaschinen wurden auch alte PKWs und Motorräder ausgestellt. Das Drachenbootrennen auf dem Badesee des Freizeitparks Am Emsdeich in Grotegaste hatte seine Premiere im Jahr 2009. Der von der Gemeinde ausgerichtete Wettstreit um den „Großen Preis von Westoverledingen“ zieht in jedem Jahr mehr als 1000 Zuschauer an. Im Ihrhover Rathaus finden in unregelmäßigen Abständen, jedoch kontinuierlich, Jazz-Konzerte statt. Des Weiteren gibt es eine Reihe von Traditionsveranstaltungen wie Schützen- und Volksfeste, die jedoch keine über den örtlichen Rahmen hinausgehende Bedeutung haben. Zu den regelmäßigen Brauchtumsveranstaltungen im Jahresverlauf zählen auch Osterfeuer (zumeist am Karsamstag), das Aufstellen eines Maibaums am Abend des 30. April, Erntedankfeste Ende Oktober, das Martinisingen am 10. November (dem Geburtstag Martin Luthers) sowie Verknobelungen am Vorabend des Nikolaustages. Keine organisierte Veranstaltung, aber ein Event, das jedes Mal hunderte Schaulustige auf den Emsdeich Westoverledingens lockt, sind die Überführungen der Kreuzfahrtschiffe der Meyer Werft emsabwärts.

### Sport

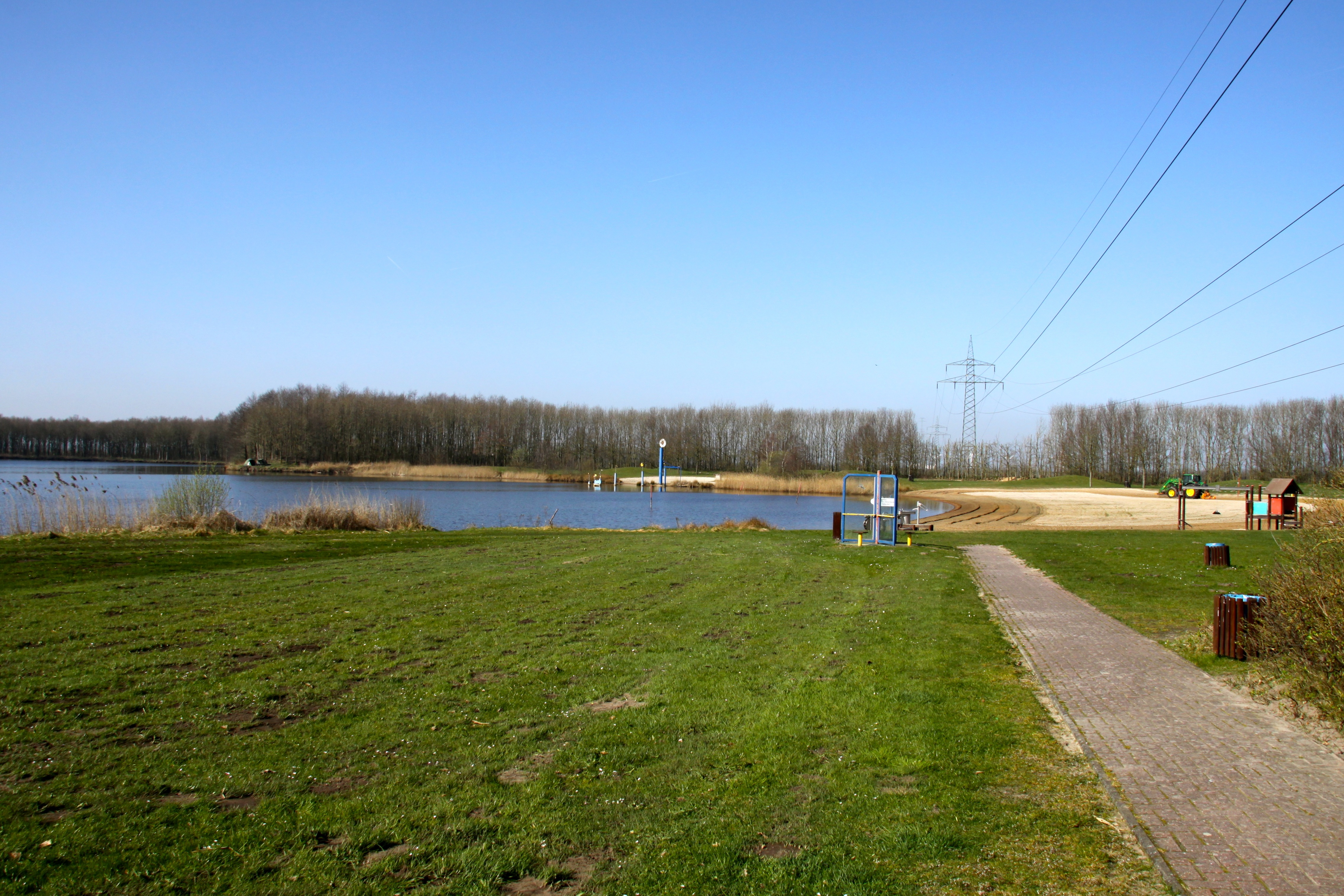
Der Strand am Freizeitsee in Grootegaste

Überregional bekanntester Sportverein ist der SV Concordia Ihrhove, der bis 2004 acht Jahre lang in der Fußball-Oberliga spielte. Größter Erfolg des Vereins war das Erreichen der ersten Hauptrunde im DFB-Pokal 2002/03. Hier traf Concordia auf Borussia Dortmund und unterlag vor der Rekordkulisse von 14.500 Zuschauern, die zum Großteil auf provisorischen Tribünen im Hindenburg-Stadion standen, mit 0:3. Nach finanziellen Schwierigkeiten und einer nachfolgenden Insolvenz mussten die Fußballer des Vereins jedoch auf Bezirksebene neu anfangen, derzeit (Stand: Saison 2011/2012) spielt der Club in der Bezirksliga Ostfriesland. Beim SV Concordia werden auch andere Sportarten betrieben. Weitere Universalsportvereine finden sich in anderen Ortsteilen.
Neben den Universalsportvereinen gibt es Vereine mit speziellen Ausrichtungen. Wassersport bieten die Wasserfreunde Völlen/Papenburg und der Sportfischerverein Westoverledingen e. V. an. Die Friesensportarten Boßeln und Klootschießen werden beim BV Frisia Overledingerland mit Sitz in Ihrhove betrieben. Schützenvereine gibt es in Flachsmeer, Folmhusen, Steenfelde, Völlenerfehn und Völlenerkönigsfehn. Pferdesportfreunde haben sich in zwei Reit- und Fahrvereinen zusammengeschlossen. Der Schachclub Königsspringer Völlen ist der einzige seiner Art in der Gemeinde.
Die Sportinfrastruktur in Westoverledingen umfasst 15 Großspielfelder von 5000 und mehr Quadratmetern, davon eines mit einer 400-Meter-Bahn, sowie drei Kleinspielfelder. Das Hindenburg-Stadion des SV Concordia Ihrhove ist der größte Sportplatz und verfügt über Tribünen. Darüber hinaus gibt es an den Schulen sechs Sporthallen, die auch von den Vereinen genutzt werden. Eine Tennishalle wird kommerziell betrieben. Vier Freiluft-Tennisanlagen verfügen über zusammen 13 Felder. Zwei Reitsportanlagen gehören den beiden Reit- und Fahrvereinen. Ein Freibad gibt es nicht, sommerliche Bademöglichkeiten bestehen jedoch an den Badeseen in Völlen und Steenfelde und am Freizeitsee Grotegaste. Ein Hallenbad ist nicht vorhanden, die Grundschule Flachsmeer verfügt jedoch über ein überdachtes Lehrschwimmbecken.

### Sprache

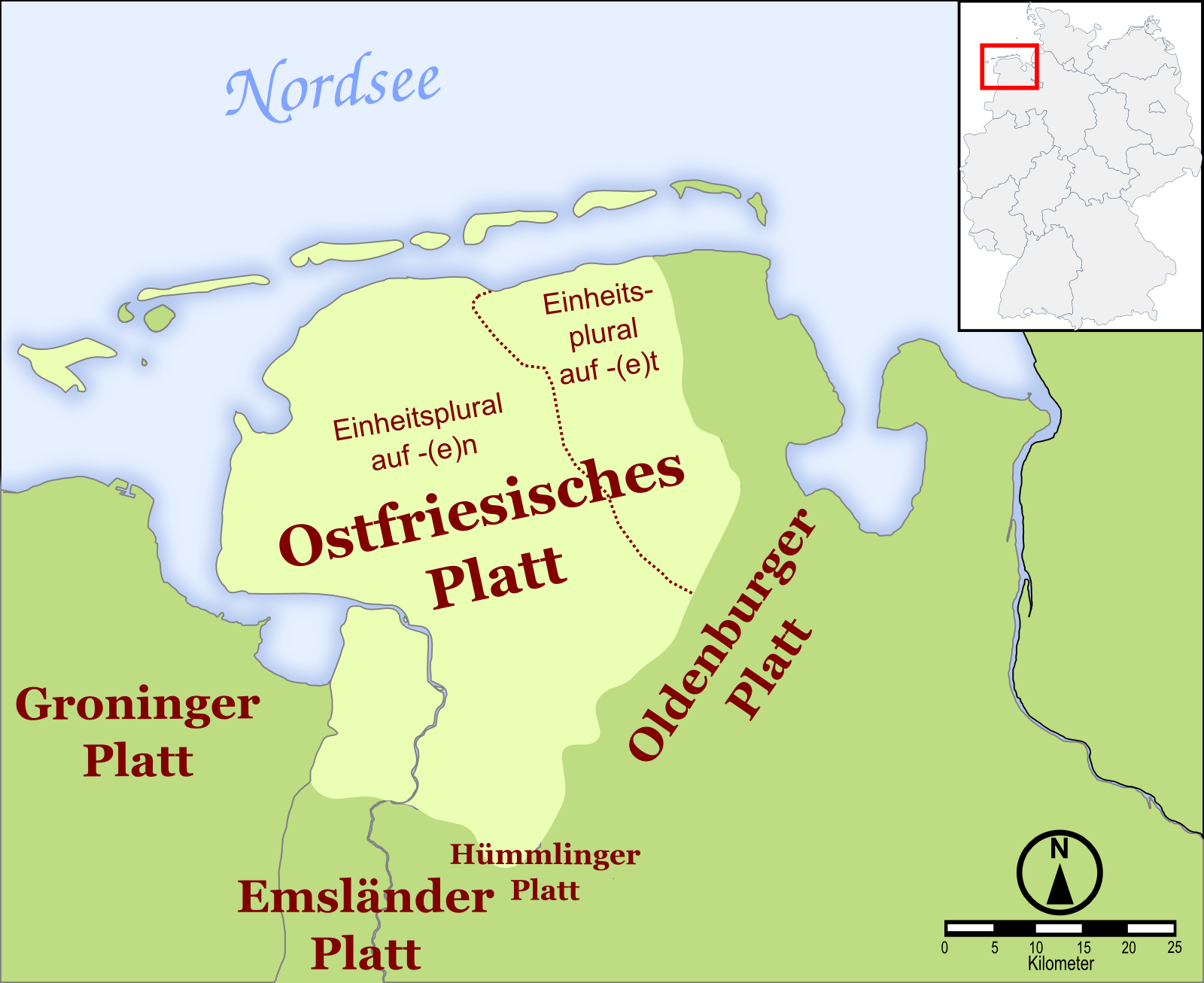
Verbreitung des Ostfriesischen Platt

In Westoverledingen wird neben Hochdeutsch Ostfriesisches Platt gesprochen. Durch den Zuzug niederländischer Glaubensflüchtlinge nach der Reformation war die Niederländische Sprache, die vor allem von den Pastoren eingebracht wurde, zumindest im reformierten Westen des Gemeindegebietes stark verbreitet. Die Zahl der aktiven Sprecher ging im 19. Jahrhundert stark zurück, als sich Ostfriesland kulturell stärker nach Deutschland orientierte und die reformierten Pastoren in deutschsprachigen Gebieten ausgebildet wurden. 1936 wurde die niederländische Sprache in den Gottesdiensten der Altreformierten verboten. Heute spielt das Niederländische kaum noch eine Rolle, abgesehen von Einsprengseln in den lokalen Dialekt, die im Overledingerland – wie im gesamten grenznahen Westen Ostfrieslands bis in die Krummhörn – stärker ausgeprägt sind als in den östlichen Teilen Ostfrieslands.
Das Plattdeutsche ist in der Gemeinde insbesondere unter (älteren) Erwachsenen verankert. Es gibt plattdeutsche Gottesdienste und Trauungen. Auch Ratssitzungen werden mitunter auf Plattdeutsch abgehalten. Um auch jüngere Menschen wieder mehr mit der plattdeutschen Sprache vertraut zu machen und um eine Anlaufstelle für Fragen rund um das Niederdeutsche anzubieten, hat die Gemeinde Westoverledingen einen Plattdeutsch-Beauftragten ernannt. Damit folgte sie einer entsprechenden Bitte des Plattdütskbüros der Ostfriesischen Landschaft an alle Kommunen Ostfrieslands.

## Wirtschaft und Infrastruktur

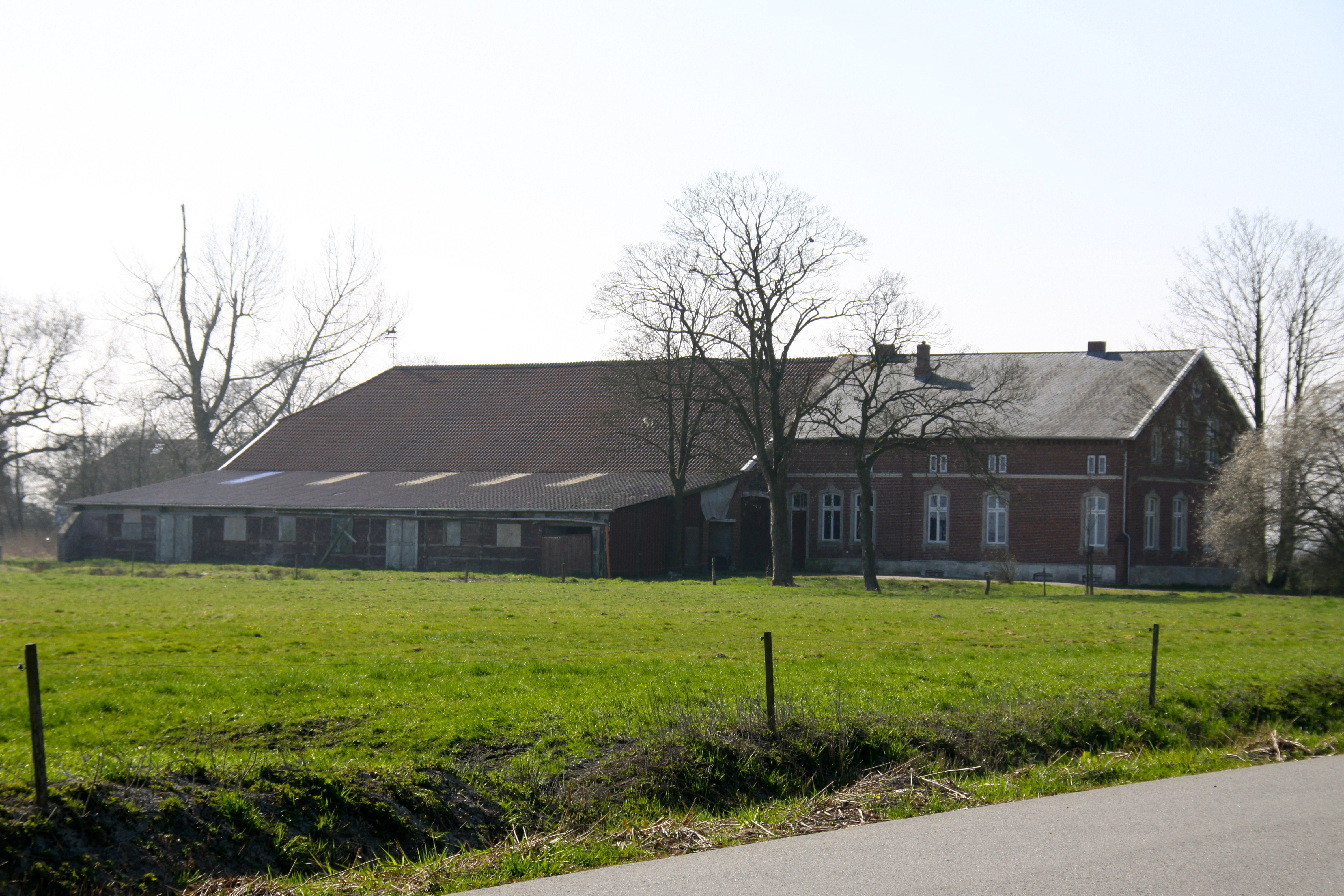
Gulfhof bei Weekeborg

Die Wirtschaft Westoverledingens ist von mittelständischen Handwerks- und Handelsbetrieben geprägt. Daneben spielt die Landwirtschaft schon aufgrund ihres hohen Anteils an der Gemeindefläche eine wichtige Rolle. Die Gemeinde ist hingegen kaum industrialisiert. Zentren des Einzelhandels sind der Hauptort Ihrhove, zudem finden sich im einwohnerstarken Süden des Gemeindegebietes (Flachsmeer, Völlenerfehn, Völlenerkönigsfehn) ebenfalls Handelsunternehmen, die dort jedoch verstreuter sind. Die kleinen Dörfer an der Ems hingegen verfügen kaum über Einkaufsmöglichkeiten vor Ort. Im kleinen Ortsteil Steenfelde allerdings hat sich aufgrund der Initiative der Einwohner wieder ein Dorfladen etabliert. Westoverledingen verfügt über zwei Gewerbegebiete: Eines befindet sich im Norden des Hauptortes Ihrhove (Gewerbegebiet Ihrhove Nord) und hat eine Größe von 53,5 Hektar. Das andere Gewerbegebiet liegt im Ortsteil Steenfelderfehn und ist 9,3 Hektar groß.
Westoverledingen ist, nicht zuletzt aufgrund der Lage zwischen den Städten Leer und Papenburg, in hohem Maße eine Auspendler-Gemeinde. 1651 Einpendlern stehen 7003 Personen gegenüber, die ihren Lebensunterhalt jenseits der Gemeindegrenzen verdienen (Stand: 30. Juni 2022). In Westoverledingen gibt es 8527 sozialversicherungspflichtig beschäftigte Einwohner, jedoch nur 3178 sozialversicherungspflichtige Arbeitsplätze. Daten zur Arbeitslosigkeit in der Gemeinde selbst werden nicht erhoben. Im Geschäftsbereich Leer der Agentur für Arbeit, der den Landkreis Leer ohne Borkum umfasst, lag die Arbeitslosenquote im Dezember 2015 bei 6,3 Prozent. Sie lag damit 0,4 Prozentpunkte über dem niedersächsischen Durchschnitt. Sieben Prozent der Beschäftigten waren 2014 im primären Sektor (Landwirtschaft) beschäftigt, 34 Prozent im Produktionssektor. Auf Handel, Gastgewerbe und Verkehr entfielen 18 Prozent, die restlichen 41 Prozent auf andere Dienstleistungen.

### Unternehmen

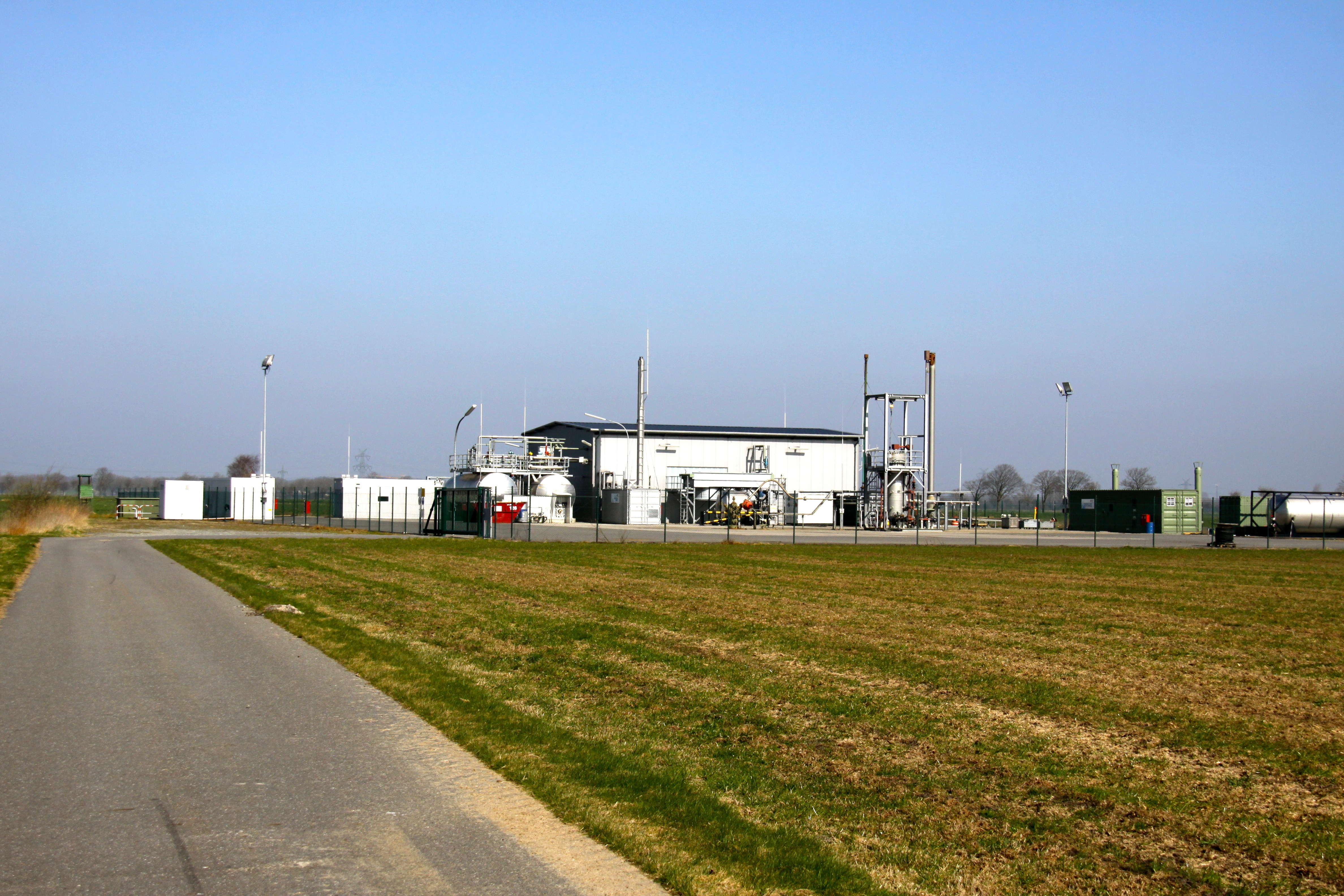
Erdgasförderung in Breinermoor

Zwei frühere größere Arbeitgeber in der Gemeinde bestehen inzwischen nicht mehr: Das Bauunternehmen Müsing musste 2004 Insolvenz anmelden. Zu diesem Zeitpunkt beschäftigte die Firmengruppe mehr als 750 Mitarbeiter an 17 Standorten in Deutschland, den Niederlanden und Polen. Der Lampenhersteller Korte (Marke Lampi) wurde veräußert und schloss seine Ihrhover Produktionsstätte mit 470 Angestellten. Auf dem früheren Korte-Gelände haben sich inzwischen mehr als 30 kleinere Firmen in einem Gründerzentrum angesiedelt.
Der französische Energiekonzern GDF Suez fördert bei Breinermoor und Folmhusen Erdgas. Der Konzern wendet dabei die umstrittene Fördermethode Hydraulic Fracturing („Fracking“) an. Die Oldenburger Firma IFE Eriksen betreibt im Ortsteil Steenfelde einen Windpark mit 16 Anlagen, die im Zuge eines Repowering durch acht größere ersetzt werden sollen. Dabei sollen auch Anwohner Windpark-Anteile erwerben können. Das Elektrounternehmen Plock in Völlenerfehn ist aus einem Handwerksbetrieb hervorgegangen und beschäftigt mittlerweile rund 100 Arbeitnehmer.

### Landwirtschaft
In der Gemeinde bewirtschafteten im Jahr 2005 169 landwirtschaftliche Betriebe eine Fläche von 6.782 Hektar. Die durchschnittliche Betriebsgröße lag damit bei rund 40 Hektar. Dabei macht sich in Westoverledingen ein tiefgreifender Strukturwandel bemerkbar. Zehn Jahre zuvor waren es noch 363 Betriebe, die eine Fläche von 7.428 Hektar bewirtschafteten. Damit lag die durchschnittliche Betriebsgröße 1995 bei rund 21 Hektar.
Die Art des Bodens bedingt seine Nutzung: Auf den abgetorften Moorflächen wird wegen der geringen Bodenwertzahl zumeist Grünlandwirtschaft (Milchwirtschaft) betrieben. Dies betrifft auch weite Teile der Flussmarsch der Ems. Aufgrund ihrer Größe und des hohen Flächenanteils der Landwirtschaft trägt die Gemeinde einen Gutteil dazu bei, dass der Landkreis Leer 2021 der siebtgrößte Milcherzeuger-Landkreis in Deutschland war. Die Milchlandwirte leiden seit einigen Jahren unter einem oft geringen und stark schwankenden Preis für Milch und Milchprodukte. Neben Kühen spielen Schafe in einem gewissen Umfang eine Rolle: Sie grasen auf dem Emsdeich, halten dort die Grasnarbe niedrig und trampeln zugleich den Boden fest, was für die Deichsicherheit von Bedeutung ist.

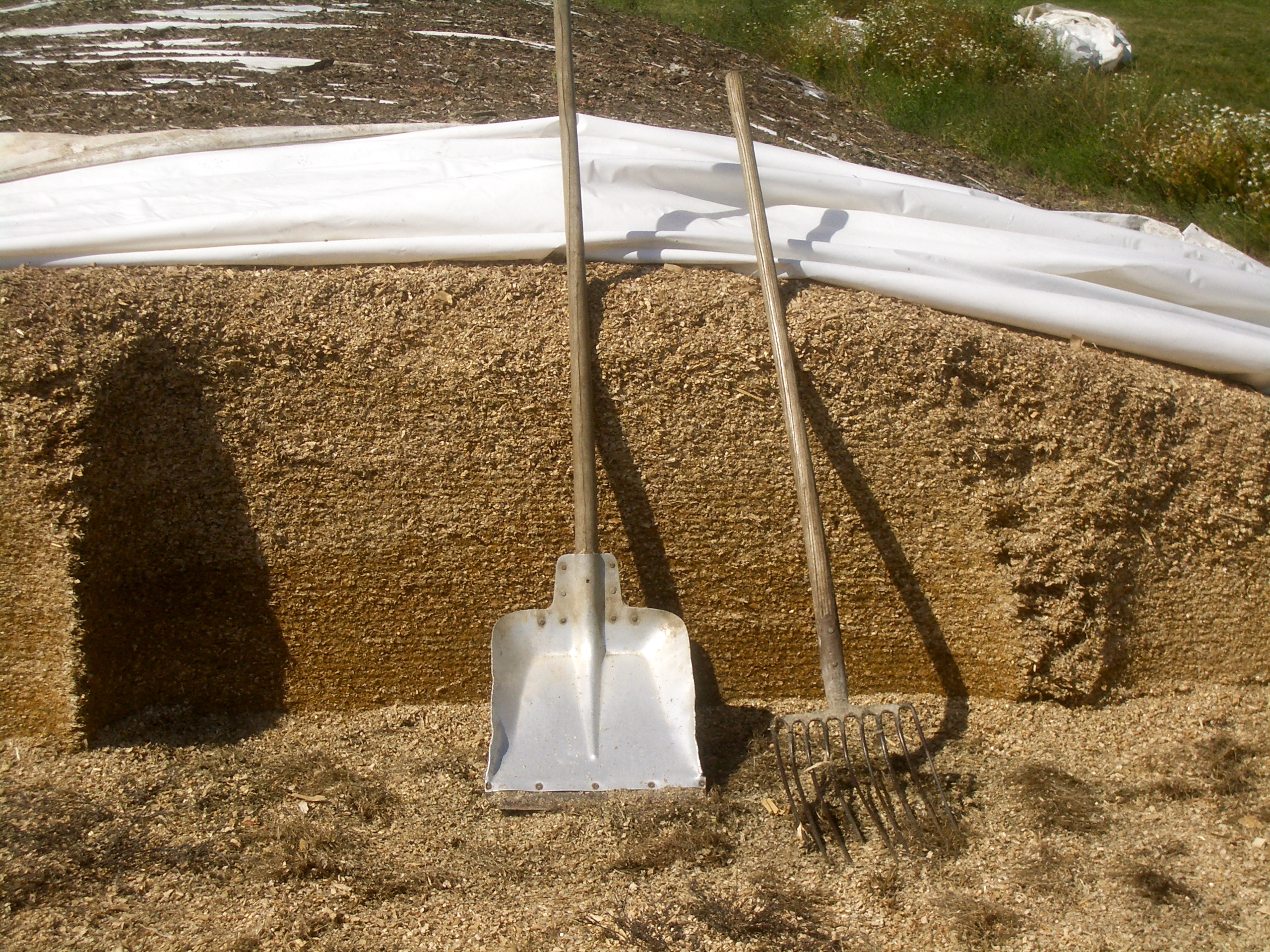
Maissilage in einem Fahrsilo

Ackerbaulich werden die Landwirtschaftsflächen vor allem zum Anbau von Futtermitteln, insbesondere Mais, genutzt. Der Mais wird zum einen zur Gewinnung von Silage angebaut. Darüber hinaus spielt auch der Anbau von Nutzpflanzen zur Gewinnung von Biogas eine Rolle. Der Boom bei Biogas-Anlagen führt jedoch zu einer Ausweitung der Anbauflächen für Mais, die in Ostfriesland insgesamt zwischen 2005 und 2010 um 60 Prozent gewachsen sind. Damit einher ging eine Verteuerung der Landwirtschaftsflächen für Ackerland und Grünland um 31 beziehungsweise 40 Prozent. Insbesondere in den Nachbarregionen Emsland und Oldenburger Münsterland haben sich Landwirte, aber auch landwirtschaftsfremde Investoren, auf die Herstellung von Biogas spezialisiert und benötigen für den Mais-Anbau in zunehmendem Maße auch Flächen im Landkreis Leer. Ein weiterer Grund für die stark erhöhten Pachtpreise in Westoverledingen ist der Bedarf an Ausgleichsflächen wegen Eingriffen in die Natur – vor allem die Überschlickung mit Baggergut, das beim Erhalt der Fahrwassertiefe in der Ems anfällt. Der Aufkauf von landwirtschaftlichen Flächen erhöht die Pachtpreise.
Die Gemeinde Westoverledingen und die Stadt Papenburg verfügen zusammen über die größten überdachten Gartenanbauflächen Deutschlands und gehören mit zu den größten Vermarktungs- und Logistikzentren für den Gartenbau. Der Großteil von ihnen befindet sich allerdings in Papenburg. Die Westoverledinger Anbaubetriebe konzentrieren sich in der Gärtnereisiedlung im Ortsteil Völlen.
Zusatzeinkünfte verdienen sich Landwirte durch das Aufstellen von Windkraftanlagen. Außerdem vermieten einzelne Landwirte Zimmer an Feriengäste unter dem Motto Urlaub auf dem Bauernhof. Einzelne Höfe haben sich auf biologisch erzeugte Produkte spezialisiert und entsprechende Vermarktungsorganisationen angeschlossen. Zu den Direktvermarktern zählt auch einer der wenigen ostfriesischen Spargelanbaubetriebe.

### Tourismus

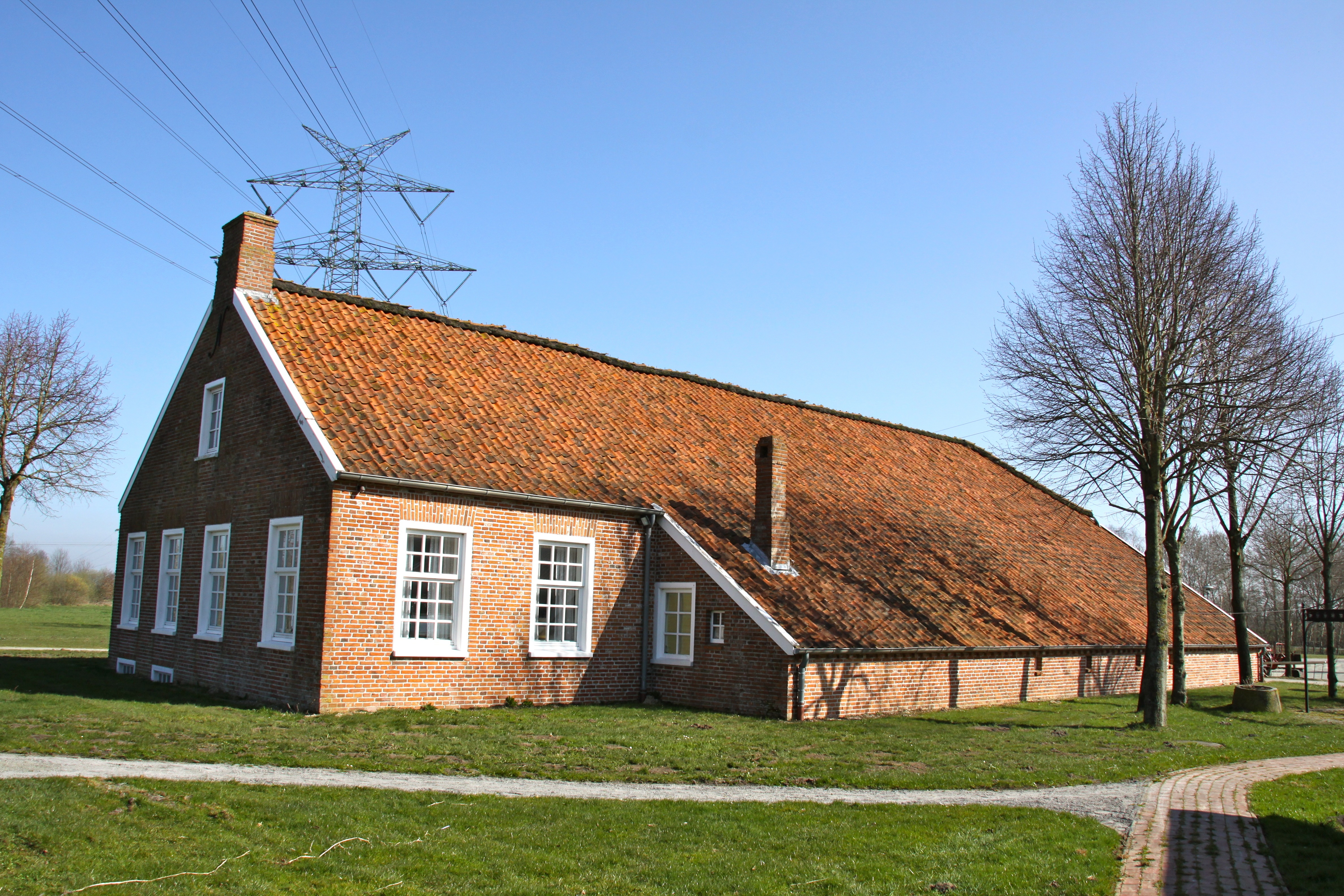
Gulfhof aus dem Jahre 1825 im Freizeitpark am Emsdeich

In der Gemeinde wurden 2011 rund 90.400 Übernachtungen gezählt. Der Löwenanteil davon entfiel auf Camper und Reisemobilisten auf dem Campingplatz am Emsdeich (zirka 63.800), die restlichen 26.600 entfielen auf Hotels, Pensionen sowie Ferienhäuser und -wohnungen. Nach Borkum, der Kreisstadt Leer und der Samtgemeinde Jümme verzeichnet Westoverledingen die vierthöchsten Übernachtungszahlen im Landkreis Leer.
Wesentlicher Teil der touristischen Infrastruktur ist der Freizeitpark am Emsdeich. Dort findet sich nicht nur ein Bade- und Angelsee, sondern auch der genannte Campingplatz und weitere Freizeiteinrichtungen. Dazu zählt seit 2010 eine Discgolf-Anlage. Im vergangenen Jahrzehnt wurde die Freizeitanlage deutlich ausgebaut. Sie kommt nicht nur Gästen zugute, sondern dient auch den Einheimischen.
Unter dem Eindruck der Besuchermassen, die bei Schiffsüberführungen der Meyer Werft zu den Emsdeichen strömen, haben sich die in der ILEK „Region östlich der Ems“ vertretenen Kommunen, darunter auch Westoverledingen, entschlossen, einen Kreuzfahrtweg auszuweisen. Auf zehn Informationsstellen beiderseits der Ems werden Schiffsüberführungen, touristische Angebote und Sehenswürdigkeiten vorgestellt. Ausdrückliches Ziel des Kreuzfahrtweges ist es, die Region auch in Zeiten, in denen keine Überführung stattfindet, erfahrbar zu machen. In Westoverledingen befindet sich die zweite Station des Weges an der Mühle Mitling-Mark. Auch die 23 Kilometer lange Straße der Wasserbauwerke wurde unter touristischen Aspekten angelegt. Sie soll die Geschichte um das Ringen der Menschen in Westoverledingen mit den Naturgewalten des Wassers der Ems nachvollziehbar machen.
Westoverledingen liegt an der Deutschen Fehnroute, am Emsradweg, an der Dortmund-Ems-Kanal-Route und an der Niedersächsischen Mühlenstraße. Zwei Gärten in Esklum und Flachsmeer sind darüber hinaus Mitglied bei der Stiftung Het Tuinpad Op/In Nachbars Garten, der insgesamt 150 Gärten im Grenzraum Nordostniederlande/Nordwestdeutschland angeschlossen sind. Diese Gärten stehen zu festen Zeiten für Besucher offen.

### Verkehr

Verkehrsachsen in Ostfriesland: Westoverledingen (zwischen Leer und Papenburg) wird von der Emslandstrecke und der Bundesstraße 70 durchzogen.

Die wichtigste Straßenverkehrsverbindung in der Gemeinde ist die B 70, die in nord-südlicher Richtung von Leer über Ihrhove, Steenfelde, Völlenerfehn nach Papenburg und weiter nach Nordrhein-Westfalen führt. Im größeren Rahmen verläuft sie von Neermoor nach Wesel am Niederrhein und folgt größtenteils dem Emsverlauf, sowie unter dem Gesichtspunkt der Verkehrswegebündelung der Bahnstrecke Rheine–Norddeich Mole und der A 31. Für den Hauptort Ihrhove wurde in den Jahren 1969/1970 eine Umgehungsstraße gebaut. Die zweite Bundesstraße ist die B 438: Sie zweigt im Ortsteil Folmhusen von der B 70 ab und führt in östlicher Richtung durch die Nachbargemeinden Rhauderfehn und Ostrhauderfehn zur B 72. Sie ist damit die Haupterschließungsstraße für weite Teile des Overledingerlandes. Landesstraßen sind im Gemeindegebiet nicht zu finden. Diejenigen Ortschaften, die nicht an einer der beiden Bundesstraßen liegen, werden über Kreisstraßen angebunden. Zwei von ihnen führen ebenfalls ungefähr in nord-südlicher Richtung durch das Gemeindegebiet: Die K 22 bindet die kleinen Ortsteile an der Ems an die B 70 und an Papenburg an. Die K 24 führt als Ihrener Straße und Papenburger Straße von Ihrhove über Ihren und Flachsmeer in die südliche Nachbarstadt. Weitere Kreisstraßen dienen dem Verkehr in der Gemeinde und der weiteren Anbindung der Nachbargemeinde Rhauderfehn.
Vom Westoverledinger Gemeindegebiet gibt es keine Straßenverbindung über die Ems in die Nachbarstadt Weener. Die nächstgelegenen Querungsmöglichkeiten sind die Jann-Berghaus-Brücke in Leer im Norden sowie die Brücke im Zuge der Rheiderlandstraße von Papenburg nach Weener im Süden. Einen direkten Anschluss an das Autobahnnetz gibt es ebenfalls nicht. Bei Fahrten in Richtung Süden (A 31 in Richtung Ruhrgebiet/Oberhausen) ist die Durchquerung der Nachbarstadt Papenburg nötig. Für Fahrten auf der A 31 in Richtung Küste oder auf der A 28 in Richtung Oldenburg muss die Nachbarstadt Leer durchfahren werden. Selbiges gilt für Fahrten, die Groningen in den Niederlanden zum Ziel haben.

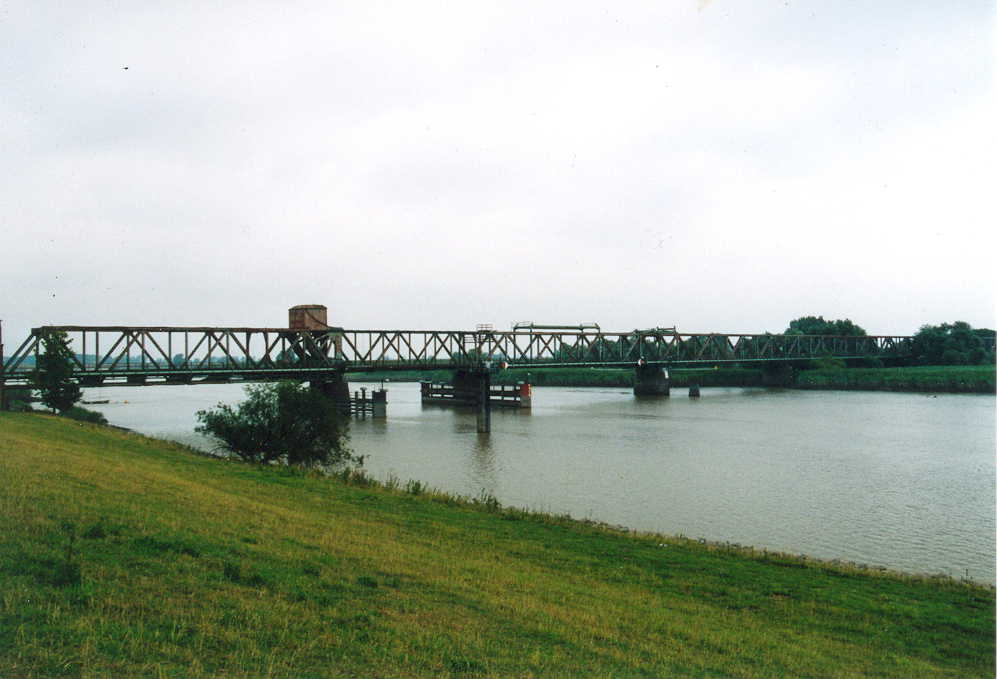
Die Friesenbrücke ist Deutschlands größte Eisenbahn-Klappbrücke.

Westoverledingen liegt an der Emslandstrecke der Deutschen Bahn sowie an der Bahnstrecke Ihrhove–Groningen, die vom Bahn-Tochterunternehmen Arriva befahren wird. Züge halten in der Gemeinde jedoch nicht mehr, seit der Bahnhof Ihrhove in den frühen 1970er Jahren für den Personenverkehr geschlossen wurde. Es ist geplant, dass der Bahnhof wieder im SPNV bedient wird.
Die Groninger Strecke überquerte die Ems auf der Friesenbrücke, der größten Eisenbahn-Klappbrücke Deutschlands. Zu bestimmten Zeiten konnten auch Fußgänger und Radfahrer die Brücke passieren. Diese Verbindung wurde am 3. Dezember 2015 unterbrochen, als ein Frachtschiff die Friesenbrücke rammte und teilweise zerstörte. Bis 2022 wurde sie abgerissen und die Arbeiten für einen Ersatzneubau begonnen. Die nächstgelegenen Bahnhöfe sind diejenigen in Leer und Papenburg. Sie bieten tägliche Intercity-Verbindungen in Richtung Münster/Köln, der Bahnhof Leer (Ostfriesl) darüber hinaus Anbindungen in Richtung Bremen/Hannover.
Der Öffentliche Personennahverkehr im Gemeindegebiet wird mit Bussen sichergestellt. Betrieben wird das Liniennetz von der Bahn-Tochter Weser-Ems Bus und deren Kooperationspartnern. Die Buslinien 600 und 622 des Verkehrsverbundes Ems-Jade führen vom Leeraner Bahnhof auf zwei verschiedenen Routen durch Westoverledingen zum Bahnhof Papenburg. Daneben gibt es weitere Linien, die in erster Linie der Schülerbeförderung dienen, aber auch von Nicht-Schülern benutzt werden können, sowie das Angebot eines Anrufbusses, der vom Landkreis Leer organisiert wird. Er dient als Zubringer für die stärker getakteten Buslinien sowie für Verbindungen innerhalb der Gemeinde, abseits der Buslinien.
Obwohl die Ems die westliche Gemeindegrenze bildet und in diesem Abschnitt Seeschiffstiefe aufweist, hat sie als Verkehrsträger für Westoverledingen keine Bedeutung. Häfen oder Marinas sind dort nicht zu finden. Der nächstgelegene Flugplatz befindet sich in Leer, der nächstgelegene internationale Verkehrsflughafen mit Linienverkehr ist in Bremen.

### Bildung
In Westoverledingen gibt es sieben Grundschulen in den Ortsteilen Ihrhove, Ihren, Flachsmeer, Steenfelde, Völlen, Völlenerfehn und Völlenerkönigsfehn. Diese befinden sich in Trägerschaft der Gemeinde. Der Landkreis Leer ist Träger der Förderschule in Ihren und des Schulzentrums (Haupt- und Realschule) in Großwolderfeld. Das nächstgelegene Gymnasium ist das in Rhauderfehn, das 2004 eröffnet wurde. Berufsbildende Schulen sind in der Kreisstadt Leer zu finden. Frühkindliche Bildung wird in sechs Kindergärten in Flachsmeer, Ihren, Ihrhove, Großwolde, Völlenerfehn und Völlenerkönigsfehn sichergestellt. Die beiden letztgenannten Kindergärten befinden sich in Trägerschaft der politischen Gemeinde, die anderen vier in Trägerschaft der ev.-luth. (Flachsmeer) und der ev.-ref. Kirchengemeinden. Des Weiteren gibt es im Ortsteil Esklum einen von einem Verein betriebenen Kinderbauernhof namens „Swaalvkenüst“ (Schwalbennest), in dem Kinder betreut und zugleich spielerisch mit der Landwirtschaft und dem Leben mit Tieren und Pflanzen vertraut gemacht werden. In Ihrhove und Flachsmeer befinden sich Außenstellen der Leeraner Kreisvolkshochschule. Die nächstgelegene Fachhochschule ist die Hochschule Emden/Leer, die nächstgelegene Universität die Carl von Ossietzky Universität Oldenburg.

### Medien
Das Overledingerland liegt im Einzugsbereich zweier Tageszeitungen, die jedoch beide aus dem Haus der Zeitungsgruppe Ostfriesland (ZG0) stammen. Dies ist zum einen die Ostfriesen-Zeitung, die als einzige Tageszeitung Ostfrieslands regionsweit erscheint. Als Heimatzeitung gibt es zudem den seit 1888 erscheinenden General-Anzeiger, der im benachbarten Rhauderfehn verlegt wird. Beide Medien kooperieren auf redaktionellem Gebiet und haben auch denselben Chefredakteur, Uwe Heitmann. Die ZGO gibt zudem zwei Anzeigenblätter namens Der Wecker und Von Haus zu Haus heraus, die ebenfalls das gesamte Overledingerland abdecken. Auf dem Markt der Anzeigenblätter besteht seit Ende 2009 Konkurrenz durch die Neue Zeitung zum Wochenende. Aus der Gemeinde berichtet zudem der Bürgerrundfunksender Radio Ostfriesland.

### Öffentliche Einrichtungen

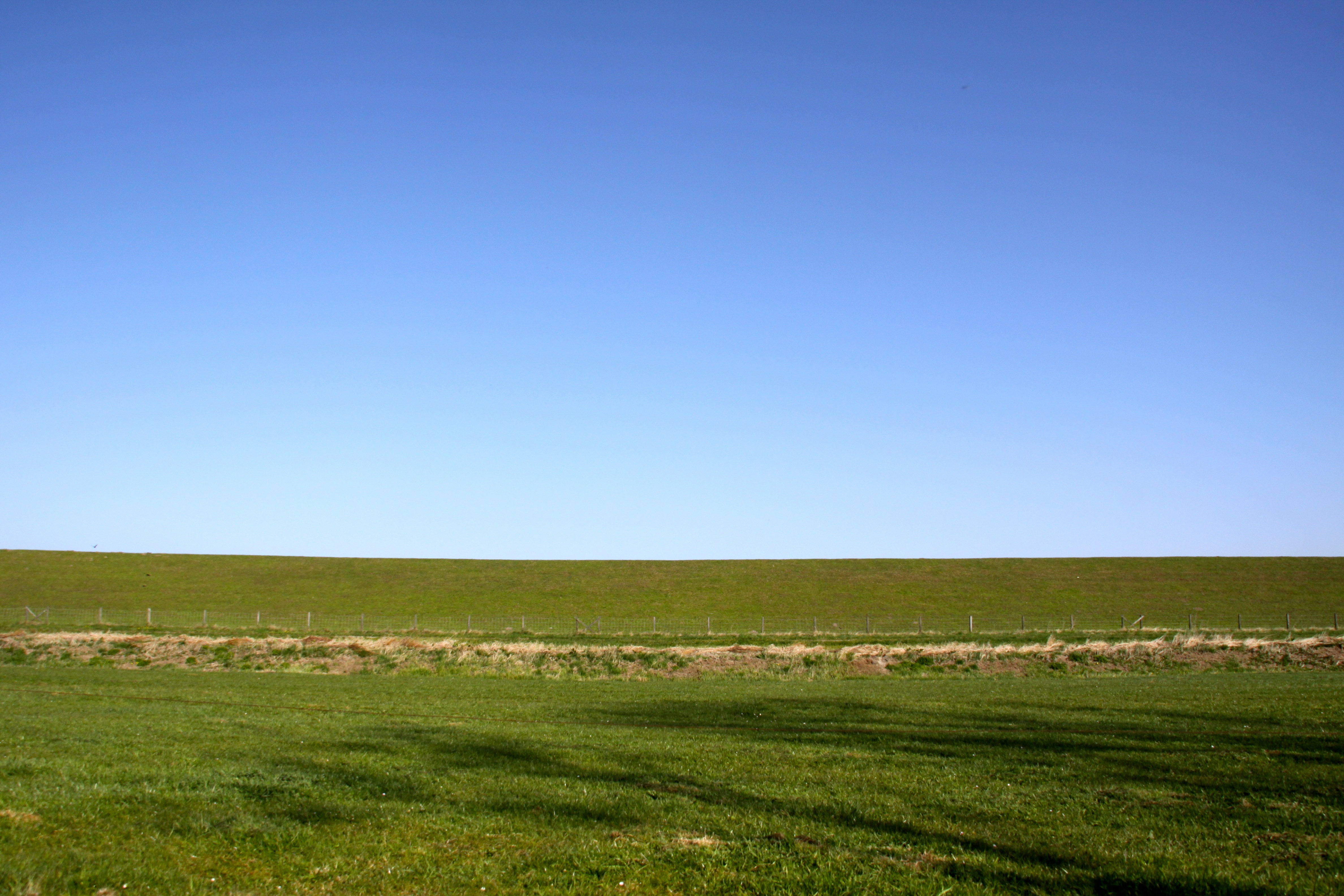
Emsdeich bei Weekeborg

Zu den öffentlichen Einrichtungen gehört die Gemeindeverwaltung mit ihren Betrieben wie dem Bauhof. Daneben ist die Gemeinde hundertprozentige Anteilseignerin der Freizeit- und Erholungs GmbH. Außerdem ist in Ihrhove eine Polizeistation eingerichtet. Ihr Einsatzgebiet umfasst die Gemeinde Westoverledingen. Sie ist jedoch nicht rund um die Uhr besetzt, außerhalb der Dienstzeiten ist die Polizeistation im benachbarten Rhauderfehn zuständig. Für das Gemeindegebiet verantwortliche Behörden wie Finanzamt, Arbeitsagentur, Amtsgericht, Katasteramt u. ä. befinden sich im benachbarten Leer, wo auch die Kreisverwaltung ihren Sitz hat und sich zwei der nächstgelegenen Krankenhäuser befinden, ein weiteres in Papenburg. Das Feuerwehrwesen ist mit kleineren und größeren Wehren ehrenamtlich organisiert. In Breinermoor befindet sich die Mülldeponie des Landkreises Leer. Die Entwässerung des Gemeindegebiets und eines angrenzenden Teils der Stadt Papenburg wird von der Muhder Sielacht übernommen, einer Körperschaft des öffentlichen Rechts. Sie ist nach dem ehemaligen Kloster Muhde benannt und betreibt das größte ihrer vier Siele und Schöpfwerke in Muhde zwischen Esklum und Driever. Die Overledinger Deichacht, gleichfalls eine Körperschaft des öffentlichen Rechts, unterhält den Emsdeich im Gemeindegebiet. Beide Organisationen finanzieren sich durch Pflichtbeiträge der Grundstückseigentümer im jeweiligen Verbandsgebiet. Für einen kleinen Teilbereich im nordöstlichen Gemeindegebiet ist der Leda-Jümme-Verband mit Sitz in Leer als Deich- und Sielacht zuständig. Dieser unterhält einen großen Entlastungspolder bei Breinermoor für den Fall, dass nach starken Niederschlägen nicht genügend Wasser in die Ems abgepumpt werden kann. In solchen Fällen wird der von Deichen eingerahmte Polder geflutet. Die Wasserversorgung Westoverledingens wird durch den Wasserversorgungsverband Overledingen sichergestellt, der zu diesem Zweck ein Wasserwerk in Collinghorst unterhält. Umstritten ist die Aufstellung eines Windrads zur Stromversorgung des Wasserwerks.

## Persönlichkeiten

### Söhne und Töchter der Gemeinde
Als Ursprungsort des Baptismus in Ostfriesland haben die Orte Ihren und Ihrhove zwei bedeutende Geistliche dieses Bekenntnisses hervorgebracht. Harm Willms (1822–1893) wurde in Ihrhove geboren und trug durch seine schriftstellerische Tätigkeit zur Ausbreitung des Baptismus in Ostfriesland, aber auch in den benachbarten Niederlanden bei. Wiard Popkes (1936–2007), baptistischer Theologe aus Ihren, war als Professor am Theologischen Seminar des Bundes Evangelisch Freikirchlicher Gemeinden in Hamburg-Horn tätig.
Johann Niemann (1913–1943) war als deutscher SS-Untersturmführer Angehöriger der Lagermannschaft im Vernichtungslager Sobibor. Seit Sommer 1942 war er stellvertretender Kommandant des Lagers. In Sobibor wurden von Mitte 1942 bis etwa Sommer 1943 mindestens 180000 Juden ermordet. Während dieser Zeit legte Niemann eine 361 Fotos umfassende Sammlung an. In zwei Alben und weiteren Einzelfotos hatte Niemann seine Karriere in der SS vom Konzentrationslager Esterwegen über die Verbrechen der sogenannten „Euthanasie“ bis zur „Aktion Reinhard“ in Belzec und Sobibor, wo er maßgeblich für die Umsetzung des Mordprogramms verantwortlich war, dokumentiert. Diese Sammlung lag Jahrzehntelang auf dem Dachboden der Familie, bis schließlich der Lokalhistoriker Hermann Adams die Biografie des SS-Mannes erforschte. Er kontaktierte dafür einen Enkel Niemanns, der ihm dann die Bilder zeigte. 2015 spendete der Enkel die Sammlung dem Bildungswerk Stanisław Hantz e. V. Das Projekt Topographie des Terrors machte die Sammlung im Januar 2020 der Öffentlichkeit zugänglich. Schließlich erwarb das United States Holocaust Memorial Museum in Washington die Sammlung, die als „Quantensprung in der visuellen Überlieferung der Aktion Reinhard“ gilt. Im Ortsteil Völlen wird an diesen Kriegsverbrecher erinnert.

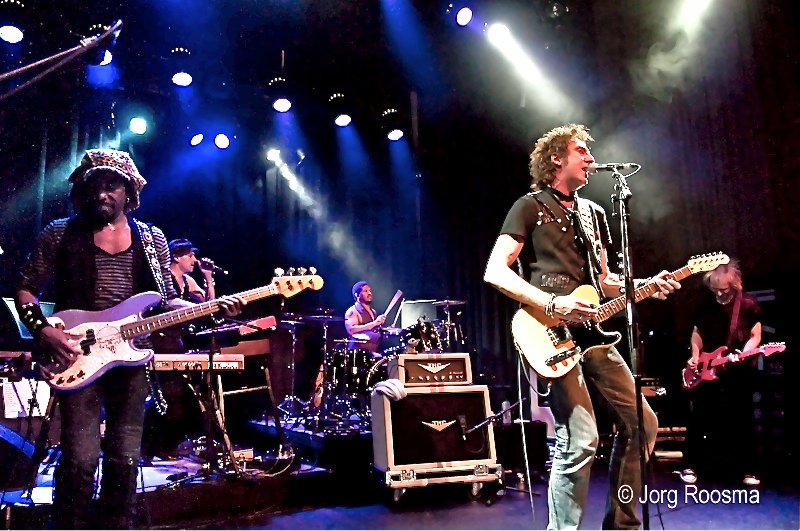
Carl Carlton & the Songdogs

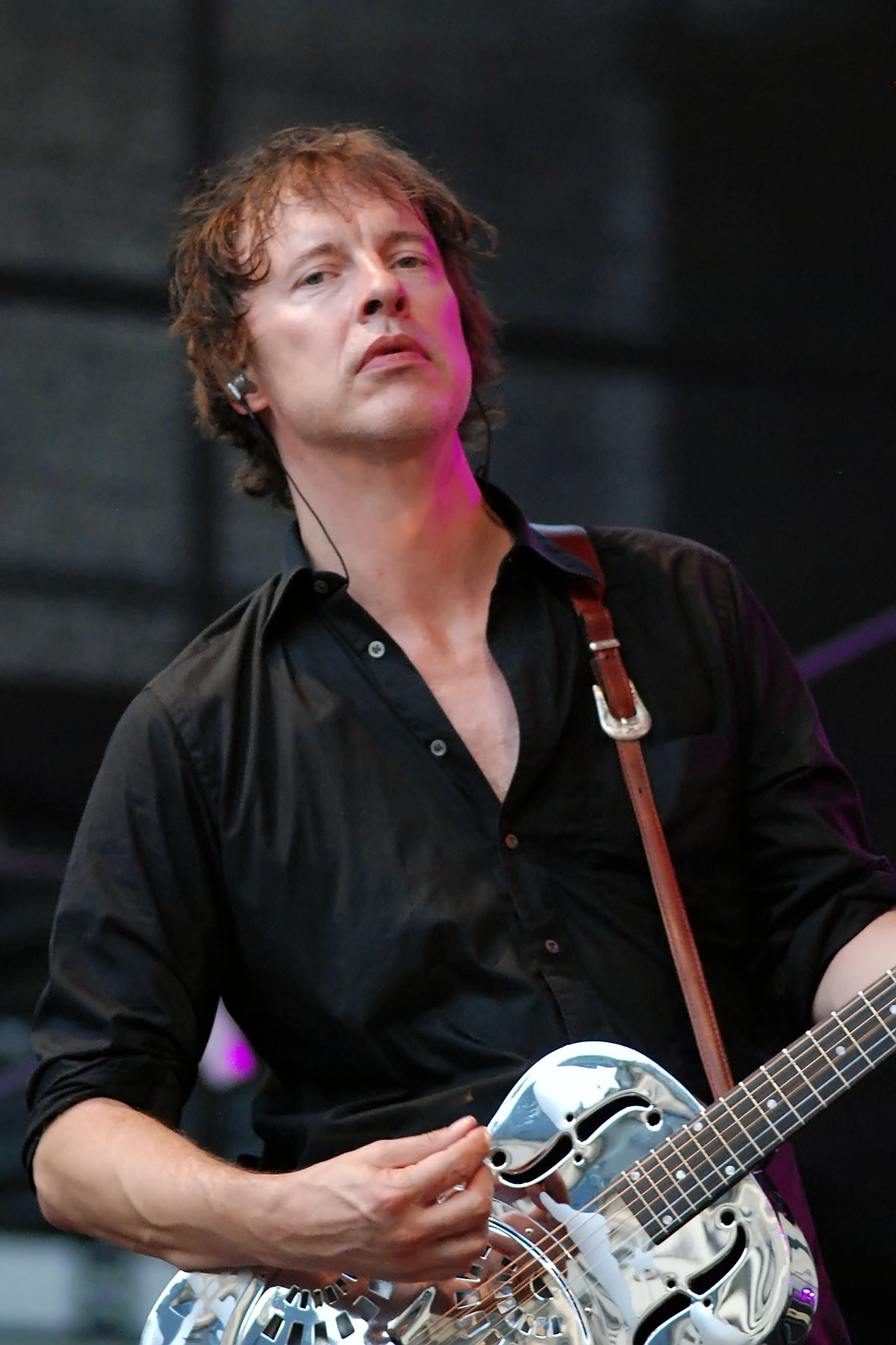
Helmut Krumminga (2009)

Unter den noch lebenden Personen aus der Gemeinde sind vor allem drei Künstler zu nennen, die sich – wie viele Personen aus dem innerhalb Deutschlands peripher gelegenen Ostfriesland – anderenorts einen Namen gemacht haben. Carl Carlton (* 1955 in Ihrhove, eigentlich Karl Walter Ahlerich Buskohl) hat in der Rockmusik Spuren hinterlassen. Der Gitarrist war unter anderem für Robert Palmer tätig. Darüber hinaus spielte er nicht nur in den Begleitbands von Peter Maffay und Udo Lindenberg, sondern komponierte und produzierte auch für die beiden deutschen Rockstars. Daneben war er für weitere bekannte Bands aktiv. Seit 1999 ist er Leader der Band Carl Carlton & the Songdogs. Helmut Krumminga (* 1961) wurde zwar im Papenburger Krankenhaus geboren, wuchs aber in Völlenerfehn auf. Er ist seit 1999 Leadgitarrist bei BAP als Nachfolger von Klaus „Major“ Heuser. Der Journalist und Schriftsteller Jan Brandt (* 1974 in Leer) wuchs in Ihrhove auf. Er war Journalist bei der Frankfurter Allgemeinen Zeitung und der Süddeutschen Zeitung. Brandt, der in Berlin lebt, ist als Buchautor tätig und veröffentlichte 2011 sein Romandebüt Gegen die Welt, das für den Deutschen Buchpreis nominiert wurde. Er beschreibt darin die rebellische Jugendzeit in seinem Heimatdorf. Darüber hinaus ist Hedwig Pruin (* 1939 in Flachsmeer) zu nennen, die von 1994 bis 2003 niedersächsische Landtagsabgeordnete der CDU war. Sie zog seinerzeit über die Landesliste ihrer Partei in den Landtag in Hannover ein. Darüber hinaus war sie Kreistagsabgeordnete ihrer Partei und ist Ortsbürgermeisterin von Ihrhove.

### Mit Westoverledingen verbunden

Johann Hinrichs

Unter den auswärtig geborenen Persönlichkeiten, die im vorliegenden Gebiet gewirkt haben, befinden sich allein drei Geistliche. Johann Ludwig Hinrichs (* 1818 in Jever; † 1901 in Elbing) gehörte neben Johann Gerhard Oncken, Julius Köbner und Gottfried Wilhelm Lehmann zur Gründergeneration der deutschen Baptisten. Hinrichs war Mitbegründer der baptistischen Gemeinde in Ihren. Als Hinrichs’ Nachfolger war Peter Johannes de Neui (* 1828 in Ditzumerverlaat; † 1907 in George (Lyon County, Iowa)) tätig. Er nutzte Ihren als Ausgangsbasis für ausgedehnte Verkündigungsreisen in viele ostfriesische Orte und in die benachbarten Niederlande. Otto Galama Houtrouw (* 1838 in Gandersum; † 1933 in Oldersum) war von 1867 bis 1869 der reformierte Pastor in Ihrhove. Er hat sich neben seiner geistlichen Arbeit vor allem um die ostfriesische Heimatforschung verdient gemacht. Zu nennen ist unter den noch lebenden Personen Helmut Collmann (* 1939 in Freiburg an der Elbe), der im Kindesalter ins Overledingerland zog. Collmann war von 1990 bis 2003 für die SPD Mitglied im Niedersächsischen Landtag. Zuvor war der Flachsmeerer (ehrenamtlicher) Landrat des Landkreises Leer. Seit dem 6. September 2002, also noch vor dem Ausscheiden aus dem Landtag, wurde Collmann Präsident der Ostfriesischen Landschaft. Im November 2008 wurde er für weitere sechs Jahre gewählt. Die niedersächsische SPD entsandte Collmann zudem 2009 und 2010 in die 13. und 14. Bundesversammlung (Wahlen von Horst Köhler und Christian Wulff).